# Liste der denkmalgeschützten Objekte in Baden (Niederösterreich)
Die Liste der denkmalgeschützten Objekte in Baden enthält die 213 denkmalgeschützten, unbeweglichen Objekte der Gemeinde Baden im niederösterreichischen Bezirk Baden.

## Denkmäler
| Foto |                 | Denkmal | Standort                                                   | Beschreibung | Metadaten |
| ---- | --------------- | --- | ---------------------------------------------------------- | --- | --- |
| ja   | Datei hochladen | Wohn- und Geschäftshaus, Schiestlhof HERIS-ID: 64637seit 2023                                                | Antonsgasse 2 Standort KG: Baden                           | Das späthistoristische Gebäude mit dem runden, turmartig erhöhten Eckrisaliten, der bei der Balustrade auf Firsthöhe von vier Musenstatuen flankiert wird, wurde laut Inschrift 1888 erbaut. Hier führte Anton Schiestl ab 1906 sein Atelier. | BDA-Hist.: Q119231307 Status: Bescheid Stand der BDA-Liste: 2025-06-30 Name: Wohn- und Geschäftshaus, Schiestlhof GstNr.: .179 Schiestlhof, Baden |
| ja   | Datei hochladen | Bürgerhaus HERIS-ID: 33619 Objekt-ID: 31292                                                                  | Antonsgasse 7 Standort KG: Baden                           | Das zweigeschoßige Renaissance-Ackerbürgerhaus (Wohn- und ehemaliges Weinhauerhaus) mit rechteckigem Grundriss und leicht gekrümmter Fassade (Eckquaderung, Spionfenster) ist im Kern mittelalterlich. Ein kleiner Hauskeller mit altertümlicher Mauertechnik datiert die Ursprünge des Hauses ins 14. Jahrhundert. Die Fassade ist durch barocke Fensterrahmungen und ein frühneuzeitliches Rundbogenportal mit barock überarbeiteten Radabweisern charakterisiert. Ein Schopfwalmdach schließt das Giebelgeschoß ab. 1717/18 verlegte der Badener Weißgerber Jakob Ertl seine Wohnung hierher. Dass der Innere Rat Sitzungen nicht nur im Rathaus, sondern auch in Privatwohnungen abhielt, dürfte Ratsmitglied Ertl bewogen haben, die große gewölbte Stube über der Einfahrt seines neuen Hauses repräsentativ ausstatten zu lassen: Die Wände wurden mit zierlichen Barockmalereien im damals beliebten chinesischen Stil bedeckt. | BDA-Hist.: Q37952985 Status: Bescheid Stand der BDA-Liste: 2025-06-30 Name: Bürgerhaus GstNr.: .65/1 |
| ja   | Datei hochladen | Gasthaus Zum goldenen Kreuz HERIS-ID: 33622 Objekt-ID: 31295                                                 | Antonsgasse 9 Standort KG: Baden                           | Das Gasthaus Zum goldenen Kreuz, ein fünfachsiger Barockbau, stammt im Kern aus dem 16. Jahrhundert. | BDA-Hist.: Q15111249 Status: Bescheid Stand der BDA-Liste: 2025-06-30 Name: Gasthaus Zum goldenen Kreuz GstNr.: .66/1 |
| ja   | Datei hochladen | Bürgerhaus, Palais Erzherzog Anton HERIS-ID: 33620 Objekt-ID: 31293                                          | Antonsgasse 10-12 Standort KG: Baden                       | Das Palais Erzherzog Anton ist nach Anton Viktor von Österreich benannt, der es ab 1810 errichten ließ und 1816 bezog. In der Bauphase kam es zu Planänderungen, um nachträglich erworbene Flächen einzubeziehen. | BDA-Hist.: Q15123864 Status: Bescheid Stand der BDA-Liste: 2025-06-30 Name: Bürgerhaus, Palais Erzherzog Anton GstNr.: .174, .175 |
| ja   | Datei hochladen | Wohn- und Geschäftshaus, Mathildenhof HERIS-ID: 33621 Objekt-ID: 31294                                       | Antonsgasse 14 Standort KG: Baden                          | Der Mathildenhof, ein zweigeschoßiges traufständiges Bürgerhaus, stammt im Kern aus dem 17./18. Jahrhundert und wurde Mitte des 19. Jahrhunderts neu fassadiert. | BDA-Hist.: Q15119928 Status: Bescheid Stand der BDA-Liste: 2025-06-30 Name: Wohn- und Geschäftshaus, Mathildenhof GstNr.: .173/1 |
| ja   | Datei hochladen | Bürgerhaus, Gräflich O'Donell'sches Haus HERIS-ID: 46579 Objekt-ID: 48689                                    | Beethovengasse 10 Standort KG: Baden                       | Das zweigeschoßige, durch ein Kordongesims gekennzeichnete Biedermeierwohnhaus besitzt einen Kern aus dem 16. Jahrhundert; Umbauten und Erweiterungen wurden im 18. sowie 19. Jahrhundert vorgenommen. Im Süden schließt sich ein 1897 von Franz Xaver Schmidt (1857–1916) erbautes späthistoristisches, von der Wiener Secession beeinflusstes zweigeschoßiges, stark durchfenstertes Geschäftshaus mit reich dekorierter Attika an. Im 18. Jahrhundert lag das Gebäude am Kupferschmiedgarten, einer großen Grünanlage, deren kunstvolle Wasserspiele so berühmt waren, dass sie 1766 gemeinsam von Maria Theresia und Maria Josepha von Bayern, Gemahlin Kaiser Josephs II., besucht wurde. 1823 arbeitete in dem auch als O’Donnel’sches Haus bekannten Gebäude Helmina von Chézy (1783–1856) an ihrem Schauspiel Rosamunde, zu dem Franz Schubert die Musik lieferte. Im selben Jahr ist für Baden ein Besuch von Carl Maria von Weber (1786–1826) belegt, der Beethoven im nächstgelegenen Haus Rathausgasse 10 getroffen haben soll. Es ist jedoch naheliegend, dass durch die Zusammenarbeit von Chézy und Weber an der noch im Oktober des Jahres uraufgeführten Oper Euryanthe (auch) eine Zusammenkunft im Haus der Librettistin stattfand. 1995 überließ die Badener Sparkasse als Eigentümerin des Areals des ehemaligen Kupferschmiedgartens ein Baurecht zu dessen Ausgestaltung, und das Bauwerk konnte erhalten werden. | BDA-Hist.: Q38022710 Status: Bescheid Stand der BDA-Liste: 2025-06-30 Name: Bürgerhaus, Gräflich O'Donell'sches Haus GstNr.: 1 |
| BW   | Datei hochladen | Villa Germania HERIS-ID: 64551seit 2025                                                                      | Biondekgasse 2 Standort KG: Baden                          | Die Villa wurde 1888 von Franz Xaver Schmidt erbaut. | BDA-Hist.: Q135156262 Status: Bescheid Stand der BDA-Liste: 2025-06-30 Name: Villa Germania GstNr.: 479 |
| ja   | Datei hochladen | Heiligenkreuzerhof (Leopoldshof) mit Magdalenenkapelle HERIS-ID: 49512 Objekt-ID: 53288                      | Brusattiplatz 2 Standort KG: Baden                         | Der lang gestreckte zweigeschoßige Heiligenkreuzer- oder Leopoldshof, Mitte des 12. Jahrhunderts erbaut und später mehrfach umgestaltet, ist ein ehemaliges Verwaltungsgebäude des Stiftes Heiligenkreuz. Ende des 20. Jahrhunderts wurde ein Teil des Anwesens von der Badener Hauerschaft renoviert, um darin eine Vinothek einzurichten. | BDA-Hist.: Q15114274 Status: § 2a Stand der BDA-Liste: 2025-06-30 Name: Heiligenkreuzerhof (Leopoldshof) mit Magdalenenkapelle GstNr.: .466 |
| ja   | Datei hochladen | Ehem. Leopoldsbad, Tourismusinformation HERIS-ID: 49514 Objekt-ID: 53292                                     | Brusattiplatz 3 Standort KG: Baden                         | Das Leopoldsbad wurde 1812 errichtet. Der klassizistische eingeschoßige neunachsige Baukörper ist walmbedacht, seine Kanten sind genutet. Der Dreiecksgiebel des dreiachsigen mittleren Portikus ruht auf ionischen Säulen. Im seichten Mittelrisalit wird das Rundbogenportal von großen rundbogigen Fenstern flankiert. | BDA-Hist.: Q17577321 Status: § 2a Stand der BDA-Liste: 2025-06-30 Name: Ehem. Leopoldsbad, Tourismusinformation GstNr.: .468 Leopoldsbad, Baden, Lower Austria |
| ja   | Datei hochladen | Grüner Markt HERIS-ID: 58567 Objekt-ID: 69284                                                                | Brusattiplatz Standort KG: Baden                           | Der Grüne Markt wurde 1811 vom Badener Hauptplatz auf den Brusattiplatz verlegt. Nach mehreren Erweiterungen wurde er 1995 saniert. | BDA-Hist.: Q21715150 Status: § 2a Stand der BDA-Liste: 2025-06-30 Name: Grüner Markt GstNr.: 370/1 Grüner Markt Baden, Lower Austria |
| ja   | Datei hochladen | Villa Mautner HERIS-ID: 33628 Objekt-ID: 31301                                                               | Christalniggasse 7 Standort KG: Baden                      | 1901 im Neobarockstil erbaut. Der Baukörper ist zweigeschoßig ausgeführt, wesentliche Merkmale sind: konvexer Mittelrisalit unter geschwungenem Giebel; abgerundete Ecklösung im Westen unter Rundbogengiebel; Mansarddach mit Gaupen; Fassade mit Pilastergliederung und Stuckornamenten. In den 1920er Jahren gehörte die Liegenschaft, zusammen mit den auf den angrenzenden Grundstücken (ON 5 sowie Wörthgasse 2) gelegenen Villen, dem (ehemaligen) Industriellen Wilhelm Kuffler. Aus der Zwangsversteigerung am 14. September 1929 ging Albert E. Benbassat als neuer Eigentümer hervor. | BDA-Hist.: Q37953031 Status: § 57-Mandatsbescheid Stand der BDA-Liste: 2025-06-30 Name: Villa Mautner (Benbassat) GstNr.: 219/6 |
| ja   | Datei hochladen | Villa, ehem. Kindergarten der Mautner-Markhof-Stiftung HERIS-ID: 64552 Objekt-ID: 77288                      | Conrad von Hötzendorf-Platz 11 Standort KG: Baden          | Die zweiachsige Flanken aufweisende Villa, zwei Wirtschaftsgebäude sowie ein Glashaus wurden 1856 (möglicherweise) vom Badener Stadtbaumeister Gabriel Zimmermann (1813–1882) für Therese Freiin von Vittinghoff genannt Schell erbaut. 1889 erfolgte durch den Badener Stadtbaumeister Anton Breyer die bauliche Adaptierung (u. a. Entfernen des Balkons) zugunsten der Mautner von Markhof’schen Anstalt für Kinder-Garten und Speisung von dürftigen Schulkindern im Rechtsrahmen der Mautner von Markhof-Stiftung 1889 (Stiftungshaus Bahngasse Nr. 29). Die zweigeschoßige siebenachsige nachbiedermeierliche Villa mit Rundbogentüren und -fenstern trägt im Giebel über dem dreiachsigen Mittelrisalit das Wappen der seit Adolf Ignaz Mautner Ritter von Markhof (1801–1889) in Baden wohltätig wirkenden Familie Mautner Markhof. | BDA-Hist.: Q38107450 Status: § 2a Stand der BDA-Liste: 2025-06-30 Name: Villa, ehem. Kindergarten der Mautner-Markhof-Stiftung GstNr.: .240/1 Conrad von Hötzendorf-Platz 11, Baden, Lower Austria                                                                  |
| ja   | Datei hochladen | Bürgerhaus HERIS-ID: 64592 Objekt-ID: 77329                                                                  | Erzherzog Rainer-Ring 9 Standort KG: Baden                 | Das zweigeschoßige Biedermeierwohnhaus mit einer Hauptfassade aus dem zweiten bzw. dritten Viertel des 19. Jahrhunderts ist reich dekoriert. Die übergiebelten Eckrisalite sind charakterisiert durch Rundbogenfenster, die Mittelfront durch einen dreiachsigen Balkon auf Karyatiden der Firma Wienerberger. Die Biedermeier-Fassade des lang gestreckten, zum Grünen Markt gerichteten Nebentrakts trägt putzquaderbekrönte Rechteckfenster. Die drei Fenster im Obergeschoß der Seitenfront des Haupttraktes sind betont durch Putzblendbögen, im Dachgiebel ist ein Halbkreisfenster eingelassen. Der von umlaufenden überdachten Gängen gesäumte Hof ist gegen den Garten hin offen. Der Gartenfassade des Hauptbauteils mittig vorgesetzt ist eine dreiachsige übergiebelte Loggia mit frühhistoristischem Gusseisengeländer. Bereits 1799 hatte der Landschaftsphysicus Stadt- und Badearzt Carl Schenk (1765–1829) an der Adresse (damals: Alleegasse) ein schönes Stadthaus mit dem Namen Zur Eiche errichten lassen. Hinsichtlich der zeitlichen Einordnung der Umbauten ist allenfalls eine 1893 von der Stadtgemeinde Baden eingelöste, bis dahin Bauausführungen einschränkende Servitut von Belang. | BDA-Hist.: Q38107615 Status: § 2a Stand der BDA-Liste: 2025-06-30 Name: Bürgerhaus GstNr.: 372 |
| ja   | Datei hochladen | Anlage Wohnhaus, ehem. Palais Wallis mit Gartenpavillon HERIS-ID: 64593seit 2023                             | Erzherzog Rainer-Ring 11 Standort KG: Baden                | Das zweigeschoßige Biedermeierhaus hat ein großes, von Säulen flankiertes Rechteckportal und darüber einen Balkon. Es stammt aus dem 2. Viertel des 19. Jahrhunderts. | BDA-Hist.: Q119231308 Status: Bescheid Stand der BDA-Liste: 2025-06-30 Name: Anlage Wohnhaus, ehem. Palais Wallis mit Gartenpavillon GstNr.: 373 |
| ja   | Datei hochladen | Wohnhaus, ehem. Palais Arnstein HERIS-ID: 58625seit 2023                                                     | Erzherzog Rainer-Ring 16 Standort KG: Baden                | Das dreigeschoßige Mietwohnhaus ist frühhistoristisch gegliedert und stammt aus dem 2. Viertel des 19. Jahrhunderts. Es hat eine flache Wandschichtung, reliefierte Fensterparapete und mittig Balkone in den Obergeschoßen. Beidseitig der Balkontüre im 1. Obergeschoß zwei Rundmedaillons mit antikisierenden Profilköpfen. | BDA-Hist.: Q119231309 Status: Bescheid Stand der BDA-Liste: 2025-06-30 Name: Wohnhaus, ehem. Palais Arnstein GstNr.: 2/1 |
| ja   | Datei hochladen | Miethaus HERIS-ID: 64594 Objekt-ID: 77331                                                                    | Erzherzog Rainer-Ring 19 Standort KG: Baden                | Das dreigeschoßige Mietwohnhaus besticht durch eine abgeschrägte Ecklösung und segmentbogenförmige Tür- und Fensteröffnungen. Bei teilweise reduzierter Fassade ist das Bauwerk dem 3. Viertel des 19. Jahrhunderts zuzurechnen. | BDA-Hist.: Q38107625 Status: § 2a Stand der BDA-Liste: 2025-06-30 Name: Miethaus GstNr.: .475 |
| ja   | Datei hochladen | Evang. Pfarrkirche A. und H.B. HERIS-ID: 64367 Objekt-ID: 77079                                              | Erzherzog Wilhelm-Ring 52 Standort KG: Baden               | Am 27. März 1887 erfolgte die Grundsteinlegung zur heutigen Kirche, die, unter Mithilfe der damaligen kleinen evangelischen Gruppe, nach Plänen von Stadtbaumeister Anton Breyer im historisierenden Stil der Neuromantik errichtet und am 23. Oktober 1887 eingeweiht wurde. Das Innere der Kirche, eines Saalbaus mit eingezogener polygonaler Apsis, erfuhr 1946/47 eine Renovierung, 1979 wurde eine Außenrestaurierung des Kirchengebäudes samt Westturm vorgenommen, 1993 sowie 2001 folgten Sanierungsarbeiten. | BDA-Hist.: Q38106766 Status: § 2a Stand der BDA-Liste: 2025-06-30 Name: Evang. Pfarrkirche A. und H.B. GstNr.: .579/1 Evangelische Pfarrkirche Baden |
| ja   | Datei hochladen | Evangelischer Pfarrhof H.B. und A.B. HERIS-ID: 64550 Objekt-ID: 77286                                        | Erzherzog Wilhelm-Ring 54 Standort KG: Baden               | Nach Einweihung der evangelischen Kirche im Jahr 1887 konnte, finanziell gestützt auf die Hilfe von Glaubensangehörigen, 1891 der nördlich der Kirche gelegene Pfarrhof, ein eingeschoßiges strenghistoristisches Gebäude auf hohem durchfenstertem Sockelgeschoß, fertiggestellt werden. Damit war die Grundlage gegeben, dass Baden (mit 29. September 1894) eine selbständige evangelische Pfarrgemeinde (mit damals 380 Seelen) werden konnte. | BDA-Hist.: Q38107440 Status: § 2a Stand der BDA-Liste: 2025-06-30 Name: Evangelischer Pfarrhof H.B. und A.B. GstNr.: .579/2 |
| ja   | Datei hochladen | Bürgerhaus HERIS-ID: 33633 Objekt-ID: 31306                                                                  | Frauengasse 2 Standort KG: Baden                           | Das im Kern spätgotische zweigeschoßige Bürgerhaus wurde in der Mitte des 16. Jahrhunderts renaissancezeitlich ausgebaut. Die schlichte Hauptfassade mit spätgotisch abgeschrägtem Rundbogenportal sowie einem Zellengewölbe in der Toreinfahrt datiert ins 19. Jahrhundert. Im Hof finden sich Reste eines vermauerten Arkadenganges. Hausnamen zum Gebäude waren Zur kleinen Post bzw. Zum goldenen Kreuz. | BDA-Hist.: Q37953053 Status: Bescheid Stand der BDA-Liste: 2025-06-30 Name: Bürgerhaus GstNr.: 354 Baden, Wohnhaus Frauengasse 2 |
| ja   | Datei hochladen | Klosterkirche, Frauenkirche Maria die Glorreiche HERIS-ID: 64571 Objekt-ID: 77308                            | Frauengasse 3 Standort KG: Baden                           | Die erste urkundliche Erwähnung einer Marienkirche in Baden stammt aus dem 13. Jahrhundert. Im Lauf der Geschichte wurde das Gebäude mehrfach schwer beschädigt, unter anderem durch Brände. In ihrer heutigen Form wurde die Kirche 1812 fertiggestellt. | BDA-Hist.: Q14544256 Status: Bescheid Stand der BDA-Liste: 2025-06-30 Name: Klosterkirche, Frauenkirche Maria die Glorreiche GstNr.: .349 Frauenkirche Maria die Glorreiche (Baden)                                                                                 |
| ja   | Datei hochladen | Bürgerhaus HERIS-ID: 64572 Objekt-ID: 77309seit 2012                                                         | Frauengasse 4 Standort KG: Baden                           | Das zweigeschoßige Bürgerhaus mit Kern aus dem 16. Jahrhundert wurde im 19. Jahrhundert stark verändert. Im Erdgeschoß weist die Fassade Segmentblendbögen auf Kopfkonsolen auf, im Obergeschoß bemalte Stuckornamente (Weinlaub und -trauben). Die zur Frauengasse entwässernde Dachfläche trägt ein Dachhäuschen mit geschweiften Spitzhelmen (datiert um 1890). | BDA-Hist.: Q38107544 Status: Bescheid Stand der BDA-Liste: 2025-06-30 Name: Bürgerhaus GstNr.: .361 Frauengasse 4, Baden, Lower Austria |
| ja   | Datei hochladen | Ehem. Augustinerkloster, Bundes- und Bundesrealgymnasium HERIS-ID: 49486 Objekt-ID: 53250seit 2019           | Frauengasse 5 Standort KG: Baden                           | Das ehemalige Kloster der Augustiner-Eremiten, 1285 erstmals schriftlich erwähnt, wurde nach Auflassung des Klosterbetriebs in der ersten Hälfte des 19. Jahrhunderts von dem Architekten Joseph Kornhäusel zu einem Biedermeier-Wohnhaus umgestaltet und ab 1866 als Schulgebäude adaptiert. | BDA-Hist.: Q26769369 Status: Bescheid Stand der BDA-Liste: 2025-06-30 Name: Ehem. Augustinerkloster, Bundes- und Bundesrealgymnasium GstNr.: 350 Gymnasium Frauengasse in Baden bei Wien                                                                            |
| ja   | Datei hochladen | Ehem. Florastöckl, Bundes- und Bundesrealgymnasium HERIS-ID: 64703 Objekt-ID: 77445seit 2019                 | bei Frauengasse 5 Standort KG: Baden                       | Das ehemalige Florastöckl wurde einige Jahre nach dem Stadtbrand von 1812 an der Stelle eines Schützenhauses errichtet und später in das aus dem aufgelassenen Kloster entstandene Schulgebäude einbezogen. | BDA-Hist.: Q105645946 Status: Bescheid Stand der BDA-Liste: 2025-06-30 Name: Ehem. Florastöckl, Bundes- und Bundesrealgymnasium GstNr.: 350 |
| ja   | Datei hochladen | Wohn- und Geschäftshaus, ehem. Bratfisch-Haus HERIS-ID: 58572 Objekt-ID: 69303                               | Frauengasse 6 Standort KG: Baden                           | Das zweigeschoßige, im Kern auf das 14./15. Jahrhundert zurückgehende Gebäude erfuhr weitgehende Umbauten, renaissancezeitliche im 16. Jahrhundert, wovon insbesondere ein die Jahreszahl 1562 tragender Pfeiler im Keller zeugt, sowie barockisierende im 17./18. Jahrhundert. Im Keller wurde bei Adaptierungsarbeiten ein Alchemistenofen freigelegt. Die schlichte Fassade aus dem 19. Jahrhundert ist durchbrochen von drei barocken Fenstern. Der Hof ist charakterisiert durch eine Renaissance-Pfeilerarkade. Beide Geschoße weisen Gewölbekonstruktionen auf. Philipp Bratfisch war im frühen 19. Jahrhundert Eigentümer des Hauses und ging (von) dort dem Sesselträgergewerbe nach. | BDA-Hist.: Q38084090 Status: Bescheid Stand der BDA-Liste: 2025-06-30 Name: Wohn- und Geschäftshaus, ehem. Bratfisch-Haus GstNr.: .360 |
| ja   | Datei hochladen | Bürgerhaus HERIS-ID: 33634 Objekt-ID: 31307                                                                  | Frauengasse 8 Standort KG: Baden                           | Das zweigeschoßige hofumschließende Bürgerhaus besitzt mittelalterlichen Kern bei Umbauten der Renaissance und des Barock. In der hinteren Hoffassade findet sich ein spätgotisches Rundbogenportal sowie eine zweibogige Renaissance-Säulenarkade. Haupt- wie Gartenfassade sind der Mitte des 19. Jahrhunderts zuzurechnen; sie tragen Terrakotta-Friese und -Zierelemente der Firma Brausewetter. Im Inneren des Hauses sind Stuckdecken aus den Jahren um 1710 erhalten (vier Adlermotive). 1698 wohnte an der Adresse Kaiser Peter I. der Große, während er einige Tage die Bäder gebrauchte. Am 24. Mai 1877 wurde (laut Kurliste) an der Adresse die aus Köln stammende Sängerin Angelica (auch: Angélique) Dittrich gemeldet, die im Gartentrakt logiert haben soll, dort von Johann Strauß fast täglich besucht – und am 28. Mai 1878 (in der Wiener Karlskirche) geehelicht wurde. | BDA-Hist.: Q37953064 Status: Bescheid Stand der BDA-Liste: 2025-06-30 Name: Bürgerhaus GstNr.: 353 |
| ja   | Datei hochladen | Bürgerhaus, Magdalenenhof HERIS-ID: 33635 Objekt-ID: 31308                                                   | Frauengasse 10 Standort KG: Baden                          | Das Gebäude, ehedem Martinisches Haus, dann Grundgeyer-Haus, seit 1683 Magdalenenhof, gehört, da es die beiden großen Stadtbrände von 1714 und 1812 heil überstand, zur ältesten Bausubstanz Badens. Das zweigeschoßige Bürgerhaus um unregelmäßigen Hof mit hohen Walmdächern entstammt im Kern der Renaissance. Die spätere Barockisierung ist weitgehend erhalten. Die schlichte gekrümmte Barockfassade läuft am Nordende über ein Rechteckportal mit Biedermeiertorflügeln in einen vorkragenden, von der Hofseite fluchtenden Gebäudeteil. Im Jahre 1822 wohnte in diesem Hause Ludwig van Beethoven und in den Jahren 1848/49/50 sowie 1859/60 Franz Grillparzer, der Beethoven im Magdalenenhof auch besucht hatte. | BDA-Hist.: Q37953075 Status: Bescheid Stand der BDA-Liste: 2025-06-30 Name: Bürgerhaus, Magdalenenhof GstNr.: 352/1 |
| ja   | Datei hochladen | Bürgerhaus, Elisenhof mit Stöckl HERIS-ID: 49487 Objekt-ID: 53251                                            | Frauengasse 12 Standort KG: Baden                          | Das zweigeschoßige Wohnhaus in seiner strenghistoristisch/neoklassizistischen Fassadierung ist dem dritten Viertel des 19. Jahrhunderts zuzurechnen. 1832 sowie 1836 stieg der Botaniker, Schriftsteller und Freund Beethovens Johann Baptist Rupprecht (1776–1846) in dem Hause ab. | BDA-Hist.: Q38034165 Status: § 2a Stand der BDA-Liste: 2025-06-30 Name: Bürgerhaus, Elisenhof mit Stöckl GstNr.: .356 |
| ja   | Datei hochladen | Wohnhaus HERIS-ID: 80817 Objekt-ID: 94569                                                                    | Grabengasse 9 Standort KG: Baden                           | Zweigeschoßiges Mietwohnhaus, strenghistoristisch fassadiert (auf biedermeierlicher Grundlage), 1872 vom Badener Stadtbaumeister Franz Breyer (1828–1894) erbaut. | BDA-Hist.: Q38174606 Status: § 2a Stand der BDA-Liste: 2025-06-30 Name: Wohnhaus GstNr.: 116/5 |
| ja   | Datei hochladen | Wohnhaus, ehem. Stallungen des Kaiserhauses HERIS-ID: 80686 Objekt-ID: 94432seit 2013                        | Grabengasse 18 Standort KG: Baden                          | Die ehemaligen Stallungen des Kaiserhauses, weitgehend im Originalzustand erhalten, wurden 1813 errichtet und später für die Nutzung durch die Feuerwehr adaptiert. | BDA-Hist.: Q38174350 Status: Bescheid Stand der BDA-Liste: 2025-06-30 Name: Wohnhaus, ehem. Stallungen des Kaiserhauses GstNr.: .304 Grabengasse 18, Baden, Lower Austria                                                                                           |
| ja   | Datei hochladen | Villa Perger HERIS-ID: 33638 Objekt-ID: 31312                                                                | Gutenbrunner Straße 1 Standort KG: Baden                   | Josef Perger (1775–1846) war in den Jahren 1810–1824 sowie 1829–1845 Ortsrichter der kleinen, 1850 nach Baden eingemeindeten Ortschaft Gutenbrunn. 1836 ließ er sich vom Badener Stadtbaumeister Anton Hantl (1769–1850) die von Joseph Kornhäusel geplante Villa errichten, welche eine stilistische Verwandtschaft mit der 1838 entstandenen Villa Attems (siehe Erzherzog-Rainer-Ring 23) aufweist. Das zweigeschoßige dreiflügelige Bürgerhaus besitzt eine repräsentative Hauptfassade, deren von einem Dreiecksgiebel abgeschlossener Mittelrisalit im Obergeschoß durch Doppelpilaster gegliedert wird. Der Balkon über dem Haupteingang wird von paarigen dorischen Holzsäulen getragen. Die Fassaden des Erdgeschoßes sind gebändert, die Obergeschoßfenster gerade verdacht. | BDA-Hist.: Q37953092 Status: Bescheid Stand der BDA-Liste: 2025-06-30 Name: Villa Perger GstNr.: 467 Villa Perger |
| ja   | Datei hochladen | Figurenbildstock hl. Johannes Nepomuk HERIS-ID: 64559 Objekt-ID: 77295                                       | gegenüber Gutenbrunner Straße 1 Standort KG: Baden         | Diese Statue befand sich früher an der Holzbrücke des (unweit gelegenen) Parks von Schloss Gutenbrunn. Bei der Umgestaltung der am Ende der Pergerstraße gelegenen Einfahrt zum Parkplatz (Parkdecks, Gutenbrunner Straße 2) fand sie ihren jetzigen Standort. Die Statue wurde am 18. September 1724 im großen Vorhof des Schlosses Gutenbrunn, bekannt auch als Posthof, bei der Mühle durch den Gutsherrn Balthasar Edler von Freundtsberg errichtet. Auf geschweiftem Sockel mit quadratischem Querschnitt erhebt sich die barocke Steinplastik, die den hl. Johannes Nepomuk in der üblichen Weise als Kanonikus mit Birett auf dem Kopf und Kruzifix in der Hand darstellt. | BDA-Hist.: Q38107472 Status: Bescheid Stand der BDA-Liste: 2025-06-30 Name: Figurenbildstock hl. Johannes Nepomuk GstNr.: 463/1 Nepomukstatue Gutenbrunnerstraße Baden                                                                                              |
| ja   | Datei hochladen | Pest-/Dreifaltigkeitssäule HERIS-ID: 64574 Objekt-ID: 77311                                                  | vor Hauptplatz 1 Standort KG: Baden                        | Die Dreifaltigkeitssäule wurde von Giovanni Stanetti 1714–1718 nach einem Entwurf von Martino Altomonte errichtet. Der hohe dreiseitige Sockel stellt in tiefen, korbbogenförmigen Nischen die hll. Rosalia, Petrus und Maria Magdalena dar, neben den Nischen kurze Pfeiler mit vergoldeten Reliefmedaillons Moses mit der ehernen Schlange, Lot mit dem Engel, Hagar in der Wüste, drei Engel bei Abraham, Jakob ringt mit dem Engel, Arche Noah, Pfingsten, Verkündigung Mariae, Christus heilt einen Gichtbrüchigen. Auf den Pfeilern stehen Statuen der hll. Sebastian, Rochus und Karl Borromäus. In der Mitte befindet sich eine vergoldete Weltkugel, davor eine Maria Immaculata, an der Spitze ein Gnadenstuhl. | BDA-Hist.: Q38107563 Status: § 2a Stand der BDA-Liste: 2025-06-30 Name: Pest-/Dreifaltigkeitssäule GstNr.: 393/13 Dreifaltigkeitssäule, Baden |
| ja   | Datei hochladen | Rathaus HERIS-ID: 49488 Objekt-ID: 53252                                                                     | Hauptplatz 1 Standort KG: Baden                            | Das heutige Rathaus wurde nach dem großen Stadtbrand vom 26. Juli 1812 anstelle des abgebrannten in den Jahren 1814/15 errichtet. Von 1893 bis 1895 wurde das Rathaus umgebaut und in Richtung Rathausgasse erweitert. Dabei wurde die Fassade im klassizistischen Stil beibehalten, jedoch durch Fensterrahmungen, Dachhäuschen und anderem im Sinne des Neoklassizismus nachstrukturiert. Anmerkung: Der Komplex des Badener Rathauses besteht aus den Gebäuden auf Hauptplatz 1, Hauptplatz 2 und Rathausgasse 2-6. | BDA-Hist.: Q38034174 Status: § 2a Stand der BDA-Liste: 2025-06-30 Name: Rathaus GstNr.: .1 Rathaus Baden, Lower Austria |
| ja   | Datei hochladen | Rathaus, ehem. Wohn- und Geschäftshaus HERIS-ID: 49489 Objekt-ID: 53253                                      | Hauptplatz 2 Standort KG: Baden                            | Das dreigeschoßige Bürgerhaus (aktuell (2018) als Amtshaus genutzt) hat eine mittelalterliche Kernbausubstanz sowie zwei Hofflügel, die in der Zeit zwischen dem 16. und 18. Jahrhundert errichtet wurden. Anmerkung: Der Komplex des Badener Rathauses besteht aus den Gebäuden auf Hauptplatz 1, Hauptplatz 2 und Rathausgasse 2-6. | BDA-Hist.: Q38034183 Status: § 2a Stand der BDA-Liste: 2025-06-30 Name: Rathaus, ehem. Wohn- und Geschäftshaus GstNr.: .1 |
| ja   | Datei hochladen | Bürgerhaus HERIS-ID: 58576seit 2023                                                                          | Hauptplatz 3 Standort KG: Baden                            | Das zweigeschoßige Bürgerhaus ist im Kern mittelalterlich, die schlichte Fassade stammt aus dem 19. Jahrhundert, die Geschäftsportale von 1890 und 1920. | BDA-Hist.: Q119231312 Status: Bescheid Stand der BDA-Liste: 2025-06-30 Name: Bürgerhaus GstNr.: .3 |
| ja   | Datei hochladen | Wohn- und Geschäftshaus, Mercedeshof HERIS-ID: 58577seit 2023                                                | Hauptplatz 5 Standort KG: Baden                            | | BDA-Hist.: Q119231313 Status: Bescheid Stand der BDA-Liste: 2025-06-30 Name: Wohn- und Geschäftshaus, Mercedeshof GstNr.: .18/1 Mercedeshof, Baden |
| ja   | Datei hochladen | Wohn- und Geschäftshaus HERIS-ID: 49501 Objekt-ID: 53272                                                     | Hauptplatz 6 Standort KG: Baden                            | 1725 wurde das Haus Zum Goldenen Bären benannt. Von 1876 bis 1918 führte darin Adolph Grimus von Grimburg (1848–1932) die Apotheke „Zum Heiligen Geist“. 1898/99 ließ er das Haus in gemütlicher Spätgotik renovieren bzw. in Teilen neu bauen. Die Renovierung des Apothekenhauses Grimburg fügte sich wie ein altdeutsches Bürgerhaus mit Erker und Relief vorzüglich in die Biedermeierstimmung des Hauptplatzes ein. Das zweigeschoßige Bürgerhaus mit lang gestreckten Hofflügeln stammt im Kern aus dem 15./16. Jahrhundert. Die späthistoristische Fassade wurde im Zuge der Renovierung 1898/99 vom Badener Stadtbaumeister Anton Breyer gestaltet. Der Erker über der korbbogenförmigen Einfahrt ist dekoriert mit einem Relief, Madonna zwischen den Heiligen Barbara und Katharina (einer Kopie des oberen Teils von dem im Wiener Stephansdom ausgeführten Epitaph des 1512 verstorbenen Johannes Keckmann). In der Durchfahrt befindet sich ein Fragment eines spätgotischen Wappengrabsteines, im Hof ein kleiner Wandbrunnen mit der Maske eines von Josef Valentin Kassin (1856–1931) gestalteten Flussgottes, ein eingemauertes Kopffragment eines Renaissance-Grabsteines, eine kleine steinerne Wappentafel sowie die Kopie eines Renaissance-Majolikareliefs vom Typ Maria mit Kind. | BDA-Hist.: Q38034252 Status: § 2a Stand der BDA-Liste: 2025-06-30 Name: Wohn- und Geschäftshaus GstNr.: 6 Hauptplatz 6, Baden, Lower Austria |
| ja   | Datei hochladen | Wohn- und Geschäftshaus, Kaiserhaus HERIS-ID: 13433 Objekt-ID: 9619                                          | Hauptplatz 17 Standort KG: Baden                           | Das sogenannte Kaiserhaus wurde Ende des 18. oder Anfang des 19. Jahrhunderts an der Stelle eines älteren Bauwerks errichtet. In der einschlägigen Literatur wird häufig 1792 als Erbauungsjahr genannt. 1813 erwarb Kaiser Franz II. das Anwesen, um es als Sommerresidenz zu nutzen. | BDA-Hist.: Q15116023 Status: Bescheid Stand der BDA-Liste: 2025-06-30 Name: Wohn- und Geschäftshaus, Kaiserhaus GstNr.: 116/5 Kaiserhaus (Baden, Lower Austria) |
| ja   | Datei hochladen | Café Central HERIS-ID: 58571seit 2025                                                                        | Hauptplatz 19 Standort KG: Baden                           | | BDA-Hist.: Q135156197 Status: Bescheid Stand der BDA-Liste: 2025-06-30 Name: Café Central GstNr.: .346, .347 |
| ja   | Datei hochladen | Bürgerhaus HERIS-ID: 58575seit 2023                                                                          | Hauptplatz 20 Standort KG: Baden                           | Das zweigeschoßige Bürgerhaus hat einen unregelmäßigen Hof mit Renaissancearkaden im nördlichen Obergeschoß und einem Renaissance-Stiegenhaus. Es ist im Kern mittelalterlich, die Fassade stammt aus dem 3. Viertel des 19. Jahrhunderts. | BDA-Hist.: Q119231310 Status: Bescheid Stand der BDA-Liste: 2025-06-30 Name: Bürgerhaus GstNr.: .363 |
| ja   | Datei hochladen | Wohn- und Geschäftshaus HERIS-ID: 80751seit 2023                                                             | Hauptplatz 21 Standort KG: Baden                           | Das zweigeschoßige Bürgerhaus hat einen Eckerker unter einem geschweiften Dach und ist im Kern mittelalterlich. Es wurde 1871 weitgehend umgebaut und strenghistoristisch auf biedermeierlicher Grundlage fassadiert. | BDA-Hist.: Q119231311 Status: Bescheid Stand der BDA-Liste: 2025-06-30 Name: Wohn- und Geschäftshaus GstNr.: .364 |
| ja   | Datei hochladen | Restaurant HERIS-ID: 49527 Objekt-ID: 53329                                                                  | Heiligenkreuzer Gasse 2 Standort KG: Baden                 | Das Erdgeschoß dieses ehemals zum Heiligenkreuzerhof gehörenden Gebäudes wurde 1835 neu erbaut. Als Hauszeichen am Mittelrisalit zeugt heute noch das plastische Halbbrustbild des Heiligen Leopold, Stifter von Heiligenkreuz, mit einem Kirchenmodell vom einstigen Leopolds- und Heiligenkreuzer Hof. Der heute im Hause untergebrachte Gastbetrieb wurde, unter Aufgabe des bis dahin tradierten Namens, 1995 (wieder) eröffnet. | BDA-Hist.: Q38034426 Status: § 2a Stand der BDA-Liste: 2025-06-30 Name: Restaurant GstNr.: .467 |
| ja   | Datei hochladen | Bürgerhaus HERIS-ID: 64597seit 2024                                                                          | Heiligenkreuzer Gasse 3 Standort KG: Baden                 | | BDA-Hist.: Q126122323 Status: Bescheid Stand der BDA-Liste: 2025-06-30 Name: Bürgerhaus GstNr.: .370 |
| ja   | Datei hochladen | Miethaus, ehem. Bürgerspital HERIS-ID: 64599 Objekt-ID: 77337                                                | Heiligenkreuzer Gasse 4 Standort KG: Baden                 | Das erste Badener Bürgerspital, im 15. Jahrhundert urkundlich erwähnt, wurde während der Türkenkriege 1529/1532 irreparabel beschädigt. Der Neubau geht auf das Jahr 1542 zurück. Der Spitalsbetrieb wurde im 19. Jahrhundert aufgelassen und das Gebäude als Wohnhaus adaptiert. | BDA-Hist.: Q1021474 Status: § 2a Stand der BDA-Liste: 2025-06-30 Name: Miethaus, ehem. Bürgerspital GstNr.: .463 Bürgerspital Baden, Lower Austria |
| ja   | Datei hochladen | Bürgerhaus HERIS-ID: 64598seit 2024                                                                          | Heiligenkreuzer Gasse 5 Standort KG: Baden                 | | BDA-Hist.: Q126122324 Status: Bescheid Stand der BDA-Liste: 2025-06-30 Name: Bürgerhaus GstNr.: .371 |
| ja   | Datei hochladen | Ehem. Josefsbad HERIS-ID: 49491 Objekt-ID: 53256                                                             | Josefsplatz 2 Standort KG: Baden                           | Das ehemalige Bad hieß einmal Rohrbadl am Anger, war im Besitz des Augustinerklosters und wurde 1650 von der Stadt Baden angekauft. Nach der Zerstörung durch die Türken 1683 wurde es 1697 als Rechteckbau unter Walmdach mit ehemaligem Portalvorbau unter Halbwalmdach wieder errichtet und 1803/04 durch, dem Formenschatz der Antike entlehnt, einen runden Kuppelbau mit einer der Ästhetik des Vestatempels folgenden Laterne erweitert. 1877 fand im Verlauf der städtischen Bäderreform (Projekt Weltkurort Baden) eine Renovierung statt. 1893 sollte nach einem von Eugen Faßbender (1854–1923) verfassten Plan das Josefsbad durch einen Neubau im Stile eines Wiener Ringstraßenpalais ersetzt werden. Nach dem Zweiten Weltkrieg wurde das Bad am 9. August 1948 nach einer bescheidenen Instandsetzung wieder in Dienst gestellt und hatte von da an stets Probleme wegen der Ruheräume. In Verbindung mit der aufgrund des zentralen Kurmittelhauses erfolgten Auflassung der städtischen Bäder verpachtete es die Gemeinde 1972/73 mit entsprechenden Umbauten als Restaurationsbetrieb; 1994 erfolgte unter selber Widmung die Weitergabe an einen neuen Pächter, 1995 eine umfassende Renovierung. 1989 wurde nach annähernd 90 Betriebsjahren die, das Josefsbad umrundende, Wendeschleife der Lokalbahn Wien–Baden aufgelassen, was die Neugestaltung der den Solitär umgebenden Verkehrsflächen ermöglichte. Das Josefsbad wurde unter anderem 1791 von Constanze Mozart (1762–1842), der Ehefrau von Wolfgang Amadeus Mozart (1756–1791), während eines Kuraufenthalts genutzt. | BDA-Hist.: Q38034193 Status: § 2a Stand der BDA-Liste: 2025-06-30 Name: Ehem. Josefsbad GstNr.: .375 Josefsbad, Baden, Lower Austria |
| ja   | Datei hochladen | Hotel Frauenhof HERIS-ID: 33641 Objekt-ID: 31316                                                             | Josefsplatz 3 Standort KG: Baden                           | Der lang gestreckte, die östliche Platzfront beherrschende dreigeschoßige Baukörper wurde 1875 nach Plänen des niederösterreichischen Architekten Heinrich Wagner (1835–1903) errichtet. 1876 wurde aufgestockt und die rückwärtige Fassade (neu) gestaltet. An der Schauseite Josefsplatz zeichnet sich der Baukörper durch eine strenghistoristische, von unregelmäßig rhythmisierten Risaliten durchsetzte, reich dekorierte Fassade aus, deren Flanken im ersten Obergeschoß dreiecksübergiebelte Fensterbekrönungen aufweisen. Die Grundstücksadresse eines östlich unmittelbar angrenzenden (unter anderem 1919 annoncierenden) Beherbungsbetriebs Pension Frauenhof, Josefsplatz 4, wird bis heute, 2012, auch als Frauengasse 12 in der Digitalen Katastralmappe geführt. | BDA-Hist.: Q37953101 Status: Bescheid Stand der BDA-Liste: 2025-06-30 Name: Hotel Frauenhof GstNr.: 352/5 Hotel Frauenhof |
| ja   | Datei hochladen | Ehem. Frauenbad, Arnulf-Rainer-Museum HERIS-ID: 49492 Objekt-ID: 53258                                       | Josefsplatz 5 Standort KG: Baden                           | Das 1821 nach einem Entwurf von Charles de Moreau errichtete Gebäude des Arnulf-Rainer-Museum diente bis 1973 als Badeanstalt. Danach wurde es als Ausstellungszentrum adaptiert. | BDA-Hist.: Q697719 Status: § 2a Stand der BDA-Liste: 2025-06-30 Name: Ehem. Frauenbad, Arnulf-Rainer-Museum GstNr.: .354 Arnulf Rainer Museum |
| ja   | Datei hochladen | Bürgerhaus HERIS-ID: 33642 Objekt-ID: 31317                                                                  | Josefsplatz 10-11 Standort KG: Baden                       | Haus ON 10: Das zweigeschoßige biedermeierliche Mietwohnhaus mit Balkon über dem mittleren Rechteckportal wurde 1841 nach Plänen von Leopold Schmidtberger erbaut. Im Bereich der drei Mittelachsen wird im Obergeschoß die Tür-Fenster-Gruppe von Pilastern flankiert. Haus ON 11: Das zweigeschoßige Bürgerhaus mit neobarocken Fensterrahmungen zwischen gebänderten Lisenen- und Wandfeldern im Obergeschoß entstammt den Jahren um 1890. | BDA-Hist.: Q37953112 Status: Bescheid Stand der BDA-Liste: 2025-06-30 Name: Bürgerhaus GstNr.: 315 |
| ja   | Datei hochladen | Kaiser Franz Joseph-Brücke, Löwenbrücke HERIS-ID: 59448 Objekt-ID: 70746seit 2016                            | bei Josefsplatz 12 Standort KG: Baden                      | Die Kaiser-Franz-Joseph- oder Löwenbrücke, eine genietete Eisenfachwerk-Konstruktion von 1898, ist aus zwei parallel verlaufenden Hauptfachwerkträgern und mehreren Querträgern zusammengesetzt. Die vorgefertigten Eisenprofile wurden und an Ort und Stelle zusammengenietet, was zur Bauzeit noch ein relativ neues Verfahren war. Anmerkung: Die Kaiser Franz Joseph-Brücke verbindet die Katastralgemeinden Baden und Rauhenstein. | BDA-Hist.: Q38087314 Status: Bescheid Stand der BDA-Liste: 2025-06-30 Name: Kaiser Franz Joseph-Brücke, Löwenbrücke GstNr.: 394/26, 432/1, 394/4 Kaiser Franz Joseph-Brücke, Baden, Lower Austria                                                                   |
| ja   | Datei hochladen | Finanzamt, ehem. Hotel Bristol HERIS-ID: 49494seit 2024                                                      | Josefsplatz 13 Standort KG: Baden                          | Das ehemalige Hotel mit reich reliefierter Fassade wurde 1908 erbaut. | BDA-Hist.: Q126122325 Status: Bescheid Stand der BDA-Liste: 2025-06-30 Name: Finanzamt, ehem. Hotel Bristol GstNr.: .453/1 |
| ja   | Datei hochladen | Villa Melkus HERIS-ID: 33643 Objekt-ID: 31318                                                                | Kaiser Franz Joseph-Ring 3 Standort KG: Baden              | Eduard Melkus (* 1841, Zittow; † 1920, Baden bei Wien), nach Baden zugezogener Ingenieur des Wiener Stadtbauamtes, übernahm Mitte der 1870er-Jahre ehrenhalber den Ausbau der Badener Trinkwasserversorgung. Für seine Leistung ernannte ihn die Stadt 1879 zu ihrem Ehrenbürger. 1886 wurde vom Badener Architekten und Stadtbaumeister Hugo Zimmermann (1849–1924) die Villa Melkus in der damaligen Neugasse 13 erbaut. Das zweigeschoßige Gebäude zeichnet sich aus durch einen kuppeldachbekrönten Mittelrisalit. Das darin befindliche pfeilerflankierte Doppelbogenportal trägt auf frei stehenden Säulen einen Balkon. Die zwei eingestellte Pfeilerchen aufweisende Tür-Fenster-Gruppe im Obergeschoß wird nach oben von einem Blendbogen abgeschlossen. In die Attika ist ein seichter Dreiecksgiebel integriert. Sprenggiebel schmücken die Fenster im Obergeschoß der Flanken. Der an der Westseite unter einem Kuppeldach angefügte Mittelrisalit weist in den schmalen Flanken sprenggegiebelte Blendnischen auf, die antiken Vorbildern folgende Terrakottafiguren der Firma Wienerberger beherbergen. | BDA-Hist.: Q37953122 Status: Bescheid Stand der BDA-Liste: 2025-06-30 Name: Villa GstNr.: .429 |
| ja   | Datei hochladen | Miethaus HERIS-ID: 33644 Objekt-ID: 31319                                                                    | Kaiser Franz Joseph-Ring 19 Standort KG: Baden             | 1896 von dem Badener Stadtbaumeister Anton Breyer errichtetes neobarockes zweigeschoßiges asymmetrisches Mietwohnhaus mit Seitenrisalit. Die Balkontür im Obergeschoß ist von Halbsäulen flankiert, darüber geschwungener Attikagiebel. | BDA-Hist.: Q37953131 Status: Bescheid Stand der BDA-Liste: 2025-06-30 Name: Miethaus GstNr.: 294 |
| ja   | Datei hochladen | Bürgerhaus HERIS-ID: 33645 Objekt-ID: 31320                                                                  | Kaiser Franz Joseph-Ring 21 Standort KG: Baden             | Das strenghistoristische zweigeschoßige Mietwohnhaus mit segmentbogenförmiger Durchfahrt und Balkonen wurde 1874 vom Badener Stadtbaumeister Franz Breyer (1828–1894) erbaut. | BDA-Hist.: Q37953151 Status: Bescheid Stand der BDA-Liste: 2025-06-30 Name: Bürgerhaus GstNr.: 295 |
| ja   | Datei hochladen | Miethaus HERIS-ID: 33646 Objekt-ID: 31321                                                                    | Kaiser Franz Joseph-Ring 31 Standort KG: Baden             | Das strenghistoristische zweigeschoßige Mietwohnhaus wurde 1877 von J. Beller erbaut. Die im Erdgeschoß gequaderte Fassade weist eine segmentbogenförmige Durchfahrt auf; im Obergeschoß werden die pilasterflankierten Fenster von gesimsartig zusammengezogenen, geraden Bekrönungen abgeschlossen. | BDA-Hist.: Q37953159 Status: Bescheid Stand der BDA-Liste: 2025-06-30 Name: Miethaus GstNr.: .441/1 |
| ja   | Datei hochladen | Wohnhaus, Louisenhof HERIS-ID: 33647 Objekt-ID: 31322                                                        | Kaiser Franz Joseph-Ring 33 Standort KG: Baden             | Der Kernbau des zweigeschoßigen Mietwohnhauses mit Balkon, genuteter Erdgeschoßfassade und geraden Fensterbekrönungen mit Aufsätzen in den drei mittleren Achsen geht auf das Jahr 1844 zurück. Nach den Umbauten der Jahre 1873/84 und 1902 wurde das Gebäude 1905 von Franz Xaver Schmidt (1857–1916) mit einer späthistoristisch/neojosephinischen Fassade versehen. | BDA-Hist.: Q37953170 Status: Bescheid Stand der BDA-Liste: 2025-06-30 Name: Wohnhaus, Louisenhof GstNr.: .442 |
| ja   | Datei hochladen | Wohnhaus HERIS-ID: 33648 Objekt-ID: 31323                                                                    | Kaiser Franz Joseph-Ring 36 Standort KG: Baden             | Das strenghistoristische dreigeschoßige palaisartige Wohnhaus mit mittelteilig vorgeschobenem Balkon auf Säulen wurde 1873 vom Badener Stadtbaumeister Franz Breyer (1828–1894) erbaut. Das Hauptgeschoß besitzt gerade Fensterverdachungen, das verminderte Obergeschoß kleine quadratische Fensteröffnungen. | BDA-Hist.: Q37953180 Status: Bescheid Stand der BDA-Liste: 2025-06-30 Name: Wohnhaus GstNr.: 320 Kaiser Franz Joseph-Ring 36, Baden, Lower Austria |
| ja   | Datei hochladen | Miethaus HERIS-ID: 33649 Objekt-ID: 31324                                                                    | Kaiser Franz Joseph-Ring 38 Standort KG: Baden             | Das strenghistoristische zweigeschoßige Mietwohnhaus, in dessen Obergeschoß der Mittelrisalit durch segmentbogenüberspannte Doppelfenster, deren Parapete balustergestützt sind, charakterisiert wird, wurde 1873 vom Badener Stadtbaumeister Franz Breyer (1828–1894) errichtet. | BDA-Hist.: Q37953191 Status: Bescheid Stand der BDA-Liste: 2025-06-30 Name: Miethaus GstNr.: .387/2 Kaiser Franz Joseph-Ring 38, Baden, Lower Austria |
| ja   | Datei hochladen | Miethaus HERIS-ID: 33650 Objekt-ID: 31325                                                                    | Kaiser Franz Joseph-Ring 39 Standort KG: Baden             | Das frühhistoristische dreigeschoßige Mietwohnhaus mit Balkon über der Rundbogeneinfahrt stammt aus den Jahren um 1860. Die von segmentbogigen Fenstern durchbrochene Erdgeschoßfassade ist genutet. Die Fenster der Obergeschoße tragen gotisierende Fensterbekrönungen und ruhen auf Terrakotta-Parapeten. | BDA-Hist.: Q37953202 Status: Bescheid Stand der BDA-Liste: 2025-06-30 Name: Miethaus GstNr.: 311/2 |
| ja   | Datei hochladen | Wohnhaus HERIS-ID: 33651 Objekt-ID: 31326                                                                    | Kaiser Franz Joseph-Ring 40 Standort KG: Baden             | Das vom niederösterreichischen Architekten Heinrich Wagner (1835–1903) um 1870 errichtete strenghistoristische zweigeschoßige Mietwohnhaus mit Mittelrisalit unter Dreiecksgiebel besitzt über dem Rechteckportal einen Säulenerker mit segmentbogenübergiebeltem Fenster. | BDA-Hist.: Q37953212 Status: Bescheid Stand der BDA-Liste: 2025-06-30 Name: Wohnhaus GstNr.: .387/1 Kaiser Franz Joseph-Ring 40, Baden, Lower Austria |
| ja   | Datei hochladen | Villa Wiltschko, ehem. Atelierhaus HERIS-ID: 33653 Objekt-ID: 31328                                          | Kaiser Franz-Ring 6 Standort KG: Baden                     | Villenartiges zweigeschoßiges Wohnhaus mit übergiebelten Seitenrisaliten (Fachwerkbauweise), 1884 von Franz Xaver Schmidt (1857–1916) erbaut in späthistoristischem Stil mit Materialbau- und Schweizerhauselementen. Die Bezeichnung Villa Wiltschko dürfte sich auf den Mediziner Wiltschko beziehen, der als einer der Ärzte des im Nebenhaus, ON 8, 1967 angesiedelten Instituts für Balneologie, Rheumatologie und Focalgeschehen die Villa als Praxis bzw. Wohnung genutzt hat. Im April 1956 befand sich am rechten gemauerten Gartentorpfeiler das (auf eine Widmung hinweisende) Schild Finnerlheim. | BDA-Hist.: Q37953222 Status: Bescheid Stand der BDA-Liste: 2025-06-30 Name: Villa Wiltschko, ehem. Atelierhaus GstNr.: 9/6 |
| ja   | Datei hochladen | Miethaus, ehem. Theresienbad, Boltzmann Institut HERIS-ID: 41641 Objekt-ID: 42184                            | Kaiser Franz-Ring 8 Standort KG: Baden                     | 1885 musste das 1758 erbaute Theresienbad dem Kurhaus weichen. Das neue Bad wurde 1886 durch den Badener Architekten und Stadtbaumeister Hugo Zimmermann (1849–1924) als zweigeschoßiger palaisartiger, ein Satteldach tragender Bau geplant und ausgeführt. Leicht vortretende Seitenrisalite werden von steilen Pyramidenstumpfdächern abgeschlossen. Die reich gegliederte Fassade weist Merkmale des Übergangs vom strengen zum späten Historismus auf. Das die Mittelachse betonende Rundbogenportal trägt den über eine Tür zu erreichenden Balkon. Das die Balkontür bekrönende Wappen ist Restartefakt des ursprünglichen Theresienbades. Nach dem Zweiten Weltkrieg wurde das Bad nicht mehr aktiviert. 1967 nahm es in Teilen das Institut für Balneologie, Rheumatologie und Focalgeschehen, 1973 das Ludwig Boltzmann-Institut für Rheumatologie und Focalgeschehen sowie die Boltzmann-Forschungsstelle für Paradentologie auf. 1990 verkaufte die Gemeinde das Theresienbad an die Herzoghof Revitalisierungsges. m.b.H., 1991 wanderte die Boltzmann-Gesellschaft nach St. Pölten ab. 1998/2000 wurde das Gebäude für Wohnzwecke adaptiert. | BDA-Hist.: Q38001980 Status: Bescheid Stand der BDA-Liste: 2025-06-30 Name: Miethaus, ehem. Theresienbad, Boltzmann Institut GstNr.: .32/3 |
| ja   | Datei hochladen | Villa Liebenberg, Kuranlage neben Peregrinibad HERIS-ID: 33657 Objekt-ID: 31332                              | Marchetstraße 3 Standort KG: Baden                         | | BDA-Hist.: Q37953261 Status: Bescheid Stand der BDA-Liste: 2025-06-30 Name: Villa Liebenberg, Kuranlage neben Peregrinibad GstNr.: .476 Baden, Marchetstraße 5 |
| ja   | Datei hochladen | Ehem. Peregrinibad/Mineralschwimmschule HERIS-ID: 33627 Objekt-ID: 31300                                     | Marchetstraße 13 Standort KG: Baden                        | 1770 kaufte die Gemeinde Baden ein Privatgrundstück über einer Mineralquelle und ließ dort das sogenannte Peregrinibad errichten, das 1847 der Mineralschwimmschule weichen musste. Diese wurde 1999 in die Römertherme Baden integriert. | BDA-Hist.: Q37953021 Status: § 2a Stand der BDA-Liste: 2025-06-30 Name: Ehem. Peregrinibad/Mineralschwimmschule GstNr.: 380/4, .481 Mineralschwimmschule Baden |
| ja   | Datei hochladen | Mariazellerhof, Wohltätigkeitshaus, Badener Hof HERIS-ID: 49518 Objekt-ID: 53297seit 2020                    | Marchetstraße 15 Standort KG: Baden                        | Im Jahr 1278 gelangte der Mariazellerhof (heute: Badener Hof) durch eine Schenkung in den Besitz des Stifts Klein-Mariazell. Nach dessen Auflösung fiel er 1783 dem Religionsfonds zu. 1801 kaufte Kaiser Franz die Anlage und stiftete sie 1805 als „Wohltätigkeitshaus für arme Badebedürftige“. Ab 1818, und insbesondere im Jahr 1825, wurde die Anstalt modernisiert und erweitert. | BDA-Hist.: Q105643165 Status: Bescheid Stand der BDA-Liste: 2025-06-30 Name: Mariazellerhof, Wohltätigkeitshaus, Badener Hof GstNr.: 383/4 |
| ja   | Datei hochladen | Bürgerhaus HERIS-ID: 16053 Objekt-ID: 12307                                                                  | Neustiftgasse 6a Standort KG: Baden                        | Auf der Liegenschaft Neustiftgasse 6a bzw. Strasserngasse 2 befand sich bis 1768 eine der im Mittelalter häufigen Badstuben, bisweilen als Schwitzbad bezeichnet, wo man gleichermaßen Hygiene, Gesundheit und Geselligkeit pflegte. Die Besitzer des Hauses waren immer Barbiere, Wundärzte oder Chirurgen (stets in der Funktion eines Baders). 1420 ist der älteste bekannte Besitzer belegt. 1683 wurde auf dem Grundstück ein elegantes neues Badegebäude errichtet, ein Rundbau mit Kuppel und Laterne im Stil von Spätrenaissance bzw. Frühbarock. Spätestens im großen Stadtbrand von 1812 wurde das Haus, zu jener Zeit St. Jakob benannt, zerstört. Wer das heute noch bestehende bescheidene, aber klassizistisch-elegante Gebäude errichten ließ, ist stadtgeschichtlich nicht feststellbar. Von Casimir Graf von Deym übernahmen 1821 Maximilian Bucher und seine Frau Antonia die Liegenschaft, auf der sie das (bis 1843 bestehende) Gasthaus Zu den drey Fürsten eröffneten. | BDA-Hist.: Q37806708 Status: Bescheid Stand der BDA-Liste: 2025-06-30 Name: Bürgerhaus GstNr.: 143/1 Bürgerhaus Neustiftgasse 6, Baden, Lower Austria |
| ja   | Datei hochladen | Amtsgebäude HERIS-ID: 64625 Objekt-ID: 77364                                                                 | Palffygasse 28 Standort KG: Baden                          | 1914 von Johann Rothmüller (1882–1965) geplant als dreigeschoßiges Amtsgebäude unter reichem Mansarddach mit polygonalem Dachreiter, zurücktretenden Flanken mit vorgelegten Balkonen und abschließenden Polygonaltürmchen unter Glockendächern. Das Erdgeschoß des Hauptgebäudes weist große Segmentbogenfenster auf sowie, in den äußersten Achsen, Rundbogenportale unter bogenförmigen Blechverdachungen. Die Fassade ist teilweise reduziert. Das Äußere des Hauses ist im Heimatstil auf neobarocker Grundlage mit secessionistischen Details gehalten. Am 27. September 1978 wurde vom Gemeinderat der Stadt Baden der Ankauf des Gebietskrankenkasse-Gebäudes beschlossen. Für das heutige Wohnhaus (zwei Stiegen) finden sich unter anderem folgende (frühere) (Teil-)Nutzungen: Ortsverband Gewerkschaftskommission Deutsch-Österreichs (1923), Arbeitsamt Wr.Neustadt (1945), Arbeitsamt Baden (1960), Zahnambulatorium (1970), Berufsberatung (1978), Arbeitsmarktservice Baden (1996), Beratung und Betreuung von Ausländern (2007), Pfadfinder-Klubheim (2008). | BDA-Hist.: Q38107696 Status: § 2a Stand der BDA-Liste: 2025-06-30 Name: Amtsgebäude GstNr.: .154 |
| ja   | Datei hochladen | Ehem. Gasthaus und Hotel Schwarzer Bock HERIS-ID: 41032 Objekt-ID: 41394                                     | Pergerstraße 12 Standort KG: Baden                         | Das zweigeschoßige Gebäude, ein ehemaliges Hotel und Einkehrgasthaus, das ab Dezember 1920 als Badener Kasino auch Kabarett offerierte, besitzt einen Kern aus dem 18. Jahrhundert. Die Fensterpfeiler im Obergeschoß der Hauptfassade sind mit Putzfeldern ausgestaltet, die Fenster sowie die einen Balkon erschließende Tür gerade bedacht. Die dreiteilige Fenstergruppe des Nebenflügels (unregelmäßiger Grundriss) wird im Obergeschoß gemeinsam bekrönt. Der Bau ist dem zweiten Viertel des 19. Jahrhunderts zuzurechnen; Aufstockung, Zubau eines Speisesaales sowie die Fassade wurden 1875 nach Plänen des Badener Stadtbaumeisters Josef Schmidt (1838–1910) ausgeführt. Am 30. Juni 1956 wurde im Haus das Café-Restaurant „Schwarzer Bock“ (wieder)eröffnet; 1993 wurde das Gebäude renoviert, der aktuellste Umbau des nunmehrigen Wohngebäudes erfolgte um 2010. Carl Millöcker, der ab 1887 die Sommer in Baden verbrachte, hatte vom 19. Juni bis 3. Juli 1881 im Schwarzen Bock an der Operette Der Bettelstudent gearbeitet und dort am 19. Juli des Jahres die Vertragsrechte zum Stück abgeschlossen. | BDA-Hist.: Q37997680 Status: Bescheid Stand der BDA-Liste: 2025-06-30 Name: Ehem. Gasthaus und Hotel Schwarzer Bock GstNr.: .462 |
| ja   | Datei hochladen | Ehem. Franzensbad HERIS-ID: 49495 Objekt-ID: 53263                                                           | Pergerstraße 17 Standort KG: Baden                         | Der eingeschoßige genutete Rechteckbau unter abgeflachtem Walmdach (Oberlicht) mit an der Nordseite halbrund vorspringendem mittigem, eine Laterne tragenden Kuppelbau wurde 1827 errichtet. Die Franzensquelle wurde 1802 an der (damals an dieser Stelle unregulierten) Schwechat entdeckt und 1805 mit einem hölzernen Behältnis erweitert. Obwohl die Quelle Eigentum der Stadt Baden war, wurde sie 1827 von der k.k. Regierung mit einem vom Badener Stadtbaumeister Anton Hantl (1769–1850) ausgeführten Badegebäude versehen. Die Schriftstellerin Caroline Pichler (1769–1843) sowie ihr Ehemann, der Regierungsrat Andreas Pichler (1764–1837), waren beide im niederösterreichischen Wohlfahrtswesen tätig und in der Sache der Stadt Baden zugetan, was zur Folge hatte, dass das Bad unentgeltlich den Kranken des (1278 gegründeten) Wohltätigkeitshauses (Mariazellerhof) sowie des Marienspitals zugänglich war. 1877 wurde im Rahmen der städtischen Bäderreform (Projekt Weltkurort Baden) das für Minderbemittelte gedachte Franzensbad innen und außen komfortabel renoviert und mit einem Badekasten aus Beton versehen. Im Jänner 1948 wurde von der Besatzungsmacht das Bad zur zivilen Nutzung freigegeben. 1958 wurde das Gebäude renoviert; am 14./15. November 1973 erfolgte zeitgleich mit dem einsetzenden Vollbetrieb des Kurmittelhauses die Schließung des Franzensbades. | BDA-Hist.: Q38034219 Status: § 2a Stand der BDA-Liste: 2025-06-30 Name: Ehem. Franzensbad GstNr.: .460 Franzensbad |
| ja   | Datei hochladen | Melker Stiftshof HERIS-ID: 40611 Objekt-ID: 40585                                                            | Pfarrgasse 8 Standort KG: Baden                            | Die große dreigeschoßige, vierflügelige Anlage um einen annähernd quadratischen Hof war urkundlich 1537 im Besitz des Stiftes Melk. Nach Umbauten des Freihofs im 17. Jahrhundert folgten 1871–1874 prägende Veränderungen durch J(ohann) Kiellmayer. Die fünfzehnachsige strenghistoristische Hauptfassade ist gekennzeichnet durch einen Mittelrisalit, in dessen Dreiecksgiebel Rankenornamente sowie das Stiftswappen eingearbeitet sind. 1869 wurde auf dieser Liegenschaft der Komponist Jakob Pazeller († 1957 in Budapest) geboren. Am 20. Oktober 1883 starb im Melkerhof die Sopranistin Leopoldine Tuczek (* 11. November 1821 in Wien), von 1841 bis 1861 Mitglied des Ensembles der Berliner Hofoper. Von 1874 bis 1893 war die Sparkasse Baden im Hause untergebracht. | BDA-Hist.: Q37995481 Status: Bescheid Stand der BDA-Liste: 2025-06-30 Name: Melker Stiftshof GstNr.: .324 |
| ja   | Datei hochladen | Volksschule HERIS-ID: 49504 Objekt-ID: 53275                                                                 | Pfarrplatz 1-3 Standort KG: Baden                          | Der Gebäudekomplex wurde vom Stadtbaumeister Franz Breyer (1828–1894) errichtet. Er besteht aus einem viergeschoßigen Mitteltrakt sowie einem südlichen dreigeschoßigen Flankenbau, die 1877/1878 errichtet wurden, und einem nördlichen dreigeschoßigen Flankenbau von 1891/1892. Anmerkung: Errichtet an der Stelle des ehemaligen städtischen Redoutensaals. | BDA-Hist.: Q38034267 Status: § 2a Stand der BDA-Liste: 2025-06-30 Name: Schule GstNr.: .656 Baden Volksschule Pfarrplatz |
| ja   | Datei hochladen | Wohn- und Geschäftshaus, Riess-Haus HERIS-ID: 64512seit 2023                                                 | Pfarrplatz 6 Standort KG: Baden                            | Das Haus am Pfarrplatz 6, das erste Bauwerk des Architekten Karl Riess in Baden, wurde 1887 errichtet. | BDA-Hist.: Q119231314 Status: Bescheid Stand der BDA-Liste: 2025-06-30 Name: Wohn- und Geschäftshaus, Riess-Haus GstNr.: .588 |
| ja   | Datei hochladen | Pfarrhof St. Stephan HERIS-ID: 33663 Objekt-ID: 31339                                                        | Pfarrplatz 7 Standort KG: Baden                            | Der dreigeschoßige Pfarrhof ist im Kern spätgotisch und wurde im 17./18. Jahrhundert erneuert. Aus dieser Zeit stammen die Gewölbe. Die Fassade wurde bei der Aufstockung 1957 erneuert. Innen spätbarocke Spiegeldecken. | BDA-Hist.: Q37953296 Status: § 2a Stand der BDA-Liste: 2025-06-30 Name: Pfarrhof St. Stephan GstNr.: 115/1 |
| ja   | Datei hochladen | Stadtpfarrkirche hl. Stephan HERIS-ID: 49505 Objekt-ID: 53276                                                | Pfarrplatz 9 Standort KG: Baden                            | Die gotische Stadtpfarrkirche von Baden ist auf den hl. Stefan geweiht. Sie wurde im 15. Jahrhundert an Stelle eines romanischen Vorgängerbaus errichtet. | BDA-Hist.: Q2083179 Status: § 2a Stand der BDA-Liste: 2025-06-30 Name: Stadtpfarrkirche hl. Stephan GstNr.: .56 Pfarrkirche St. Stephan (Baden) |
| ja   | Datei hochladen | Kriegerdenkmal HERIS-ID: 64511 Objekt-ID: 77243                                                              | Pfarrplatz 9, vor Standort KG: Baden                       | 1934 von Josef Müllner (1879–1968) als überlebensgroße Bronzestatue geschaffener, auf (Inschrift und Reliefs tragendem) Steinsockel Kniender, dessen Nacktheit vor der Kirche ursprünglich zu moralischen Einwänden geführt hatte. | BDA-Hist.: Q38107248 Status: § 2a Stand der BDA-Liste: 2025-06-30 Name: Kriegerdenkmal GstNr.: 393/18 Baden, Kriegerdenkmal Pfarrplatz |
| ja   | Datei hochladen | Rathaus, Amtsgebäude HERIS-ID: 64589 Objekt-ID: 77326                                                        | Rathausgasse 4 Standort KG: Baden                          | Das Amtsgebäude des Rathauses wurde 1893–1895 nach Plänen des Bauinspektors der Stadt Baden, Architekt Josef Schubauer (1861–1930), im Rahmen des (insbesondere wegen Raumaufteilung und -widmung umstrittenen) Umbaus des Rathauses (siehe: Hauptplatz 1) als Zubau neu errichtet (samt elektrischem Licht und Zentralheizung). In diesem Gebäude wurden folgende k.k. Amtsstellen untergebracht: im ersten Stock Bezirksgericht, Steueramt, Grundbuchsamt; im zweiten Stock die Gemeindeämter sowie der Ratssaal; im Parterre sonstige Lokalitäten. Diese Einteilung hielt sich mit Ausnahme des Parterres bis 1985. Der mächtige dreigeschoßige Bau, dem Gassenverlauf entsprechend geknickt, ist bei reicher Dekoration späthistoristisch fassadiert; die Fenster des ersten Obergeschoßes sind dreiecks- bzw. segmentbogenförmig bekrönt. Der Mittelteil weist eine große Pilasterordnung auf; der Hofflügel beherbergt einen großen Ratssaal – in dem aus Anlass der Fertigstellung von Zu- und Umbau am 23. Juni 1895 die Eröffnungssitzung stattfand. Anmerkung: Der Komplex des Badener Rathauses besteht aus den Gebäuden auf Hauptplatz 1, Hauptplatz 2 und Rathausgasse 2-6. | BDA-Hist.: Q38107605 Status: § 2a Stand der BDA-Liste: 2025-06-30 Name: Rathaus, Amtsgebäude GstNr.: .1 Rathaus Baden, Lower Austria |
| ja   | Datei hochladen | Bürgerhaus HERIS-ID: 33664 Objekt-ID: 31340                                                                  | Rathausgasse 8 Standort KG: Baden                          | Das zweigeschoßige Bürgerhaus mit einem Kern aus dem 15. Jahrhundert wurde im Barock vergrößert. Die im Obergeschoß von Fensterrahmungen mit Renaissance-Sohlbänken durchsetzte schlichte Fassade trägt zwischen der dritten und vierten Fensteröffnung ein barockes Stuckmedaillon. Über dem spätgotischen Rundbogenportal fängt ein mächtiger auf spätgotischen Konsolen ruhender Segmentbogen das in diesem Fassadenbereich vorkragende Obergeschoß auf. | BDA-Hist.: Q37953319 Status: Bescheid Stand der BDA-Liste: 2025-06-30 Name: Bürgerhaus GstNr.: .9 Rathausgasse 8, Baden, Lower Austria |
| ja   | Datei hochladen | Bürgerhaus, Beethovenhaus/Kunstverein HERIS-ID: 33665 Objekt-ID: 31341                                       | Rathausgasse 10 Standort KG: Baden                         | Der Bau gehört zur ältesten bewohnten Bausubstanz Badens. Das unregelmäßige zweigeschoßige Bürgerhaus ist im Kern dem 16. Jahrhundert zuzurechnen, ebenso die (während des Barock veränderte) Fassade. Beethoven verbrachte hier mehrere Sommer, die an der Straßenfassade angebrachte Gedenktafel ist 1872 vom Badener Männergesangverein gewidmet worden. | BDA-Hist.: Q23759475 Status: Bescheid Stand der BDA-Liste: 2025-06-30 Name: Bürgerhaus, Beethovenhaus/Kunstverein GstNr.: .10 Haus der Neunten |
| ja   | Datei hochladen | Bürgerhaus Zum Grünen Jäger mit Hofstöckl HERIS-ID: 58605 Objekt-ID: 69359                                   | Renngasse 7 Standort KG: Baden                             | Das zweigeschoßige Bürgerhaus mit langem Hofflügel aus der ersten Hälfte des 19. Jahrhunderts geht im Kern auf das 16. Jahrhundert zurück, wurde im zweiten Viertel des 18. Jahrhunderts umgebaut. Die schlichte Fassade mit Kordongesims weist ein rundbogiges Steinportal auf, im Obergeschoß Steingewändefenster sowie, als Hauszeichen, ein altes Jägerbildnis in Stuckmedaillon. Im Inneren des straßenseitigen Obergeschoßes befinden sich aus dem zweiten Viertel des 18. Jahrhunderts Stuckdecken mit den Motiven Adam und Eva (übertüncht und unterteilt), Puten mit Jahreszeitenmedaillons (Herbst und Winter) sowie Flucht nach Ägypten (unterteilt). – Die Fassaden im Hof tragen lange Pawlatschengänge. Das zweigeschoßige Stöckl unter Walmdach ist dem 16. Jahrhundert zuzuschreiben, ist jedoch im Kern älter und wurde barock umgestaltet. Im Erdgeschoß links finden sich Wandpfeiler auf gotischen Konsolen, rechts eine in das Obergeschoß führende Freitreppe; in der Südwand wurden gotische Steingewändefenster freigelegt. Das Objekt wurde durch einen Brand in der Nacht vom 1. auf den 2. Juli 2012 schwer beschädigt und muss aufwändig saniert werden. | BDA-Hist.: Q38084169 Status: § 2a Stand der BDA-Liste: 2025-06-30 Name: Bürgerhaus Zum Grünen Jäger mit Hofstöckl GstNr.: .23 Baden, Renngasse 7 |
| ja   | Datei hochladen | Bürgerhaus HERIS-ID: 64541 Objekt-ID: 77276                                                                  | Renngasse 9, 11 Standort KG: Baden                         | Das zweigeschoßige im Kern barocke Wohnhaus mit schlichter Fassade und segmentbogenförmigem Steinportal wurde im 19. Jahrhundert umgebaut. | BDA-Hist.: Q38107390 Status: § 2a Stand der BDA-Liste: 2025-06-30 Name: Bürgerhaus GstNr.: .25 |
| ja   | Datei hochladen | Bürgerhaus, Gutenbrunnerhof bzw. Rolletthof HERIS-ID: 33667 Objekt-ID: 31343                                 | Rollettgasse 4 Standort KG: Baden                          | Die mit einer lang gestreckten Straßenfront abschließende weitläufige, zweigeschoßige Anlage, zu der als Nebengebäude bis in die 1990er Jahre eine ehemalige, 1317 urkundlich erwähnte Mühle gehörte (Gutenbrunner Mühle oder Post-Mühle), ist im Kern dem 17. Jahrhundert zuzurechnen. Um 1650 kam Anselm Rollett aus Savoyen nach Baden und kaufte die Liegenschaft, auf der sein Sohn, Anselm, als Rotgerber ansässig wurde. Nach dessen Ermordung durch die Türken, 1683, führte sein Sohn, ebenfalls Anselm, das Gewerbe fort. Er sowie seine männlichen Nachkommen begründeten die drei Berufszweige der für die Stadt Baden bedeutsamen Familie: Gerber, Müller, Medizin-/Naturwissenschaftler. 1899 beschloss der Badener Gemeinderat in Würdigung des 80 Jahre werdenden, in Haus Nummer 4–6 geborenen Hermann Rollett (1819–1904) die Umbenennung der Gutenbrunner Schloßgasse in Rollettgasse. Das Gebäude wurde in der ersten Hälfte des 18. Jahrhunderts ausgebaut, wovon im Inneren eine mit 1720/30 zu datierende Bandlwerkstuckdecke zeugt. Im 19. Jahrhundert wurde der Bau erneut verändert: der späthistoristisch-neobarocke Eckrisalit mit rechteckigem Einfahrtstor und Attika stammt aus den Jahren um 1890. | BDA-Hist.: Q37953335 Status: Bescheid Stand der BDA-Liste: 2025-06-30 Name: Bürgerhaus, Gutenbrunnerhof bzw. Rolletthof GstNr.: 459 Gutenbrunnerhof, Baden (Lower Austria)                                                                                          |
| ja   | Datei hochladen | Bürgerhaus und Gasthaus zum Reichsapfel HERIS-ID: 58607seit 2022                                             | Spiegelgasse 2 Standort KG: Baden                          | | BDA-Hist.: Q112876285 Status: Bescheid Stand der BDA-Liste: 2025-06-30 Name: Bürgerhaus und Gasthaus zum Reichsapfel GstNr.: .62/1 |
| ja   | Datei hochladen | Ehem. Strassern’sches Bürger-Versorgungshaus HERIS-ID: 33671 Objekt-ID: 31347                                | Strasserngasse 4 Standort KG: Baden                        | Von 1719 bis 1812 stand an dieser Stelle das „k.k. Forsthaus“. Als der Stadtbrand des Jahres 1812 das Forsthaus in eine Ruine verwandelte, entschloss sich das Obristhof- und Landjägermeisteramt zum Verkauf. Nachdem Anton Ritter von Strassern sen. die Liegenschaft ersteigert hatte, errichtete er, sich im Wesentlichen an den Grundmauern der Bauruine orientierend, ein Gebäude, das 1862 an seinen Sohn, Anton Ritter von Strassern (1814–1869), kam und nach dessen Tod, 1869, als „Straßern’sches Stiftungshaus“ an die Stadtgemeinde Baden. Gemäß dem letzten Willen des Erblassers wurde das Gebäude als „Versorgungshaus“ (Sozialwohnheim) verwendet, und seit 1889 wurden hier Wohnungen an anständige Arme vergeben. Am 9. September 1895 konnte endlich das ursprünglich geplante „Bürgerversorgungshaus“ eröffnet werden. Über dem Eingang wurde das Strassern’sche Wappen mit einer entsprechenden Inschrift angebracht, eine neobarocke Kartusche, die an der Seitenfassade des Hauses bis heute zu sehen ist. 1898 wurde durch den Verein „Kinderheim“ ein (mit Umbauten verbundener) Privatkindergarten im Hause untergebracht. Während des Ersten Weltkriegs wurde das Strassernhaus dem „Verein für Kinderfürsorge“ zur Verfügung gestellt, danach blieb das Haus der Bürgerversorgung im weiteren Sinn gewidmet, wobei einer der Schwerpunkte weiterhin die Jugendwohlfahrt war. 1925 war hier der Sitz des niederösterreichischen Landesjugendamtes sowie der Berufsvormundschaft Baden. Nach dem Zweiten Weltkrieg und der sowjetischen Besatzungszeit wurde wieder über eine wenigstens annähernd stiftungsgemäße Verwendung des desolat gewordenen Gebäudes diskutiert (u. a. war eine Nutzung als Kinderhort im Gespräch), doch entschloss man sich 1958 zum Verkauf. Auf der Liegenschaft unregelmäßige zweigeschoßige Baugruppe, im Kern 17./18. Jahrhundert, teilweise mit barocken Fensterrahmungen. Das Kellergewölbe ist ausgeführt als Stichkappentonne. | BDA-Hist.: Q37953348 Status: Bescheid Stand der BDA-Liste: 2025-06-30 Name: Ehem. Strassern'sches Bürger-Versorgungshaus GstNr.: .270 |
| ja   | Datei hochladen | Miethaus HERIS-ID: 49521 Objekt-ID: 53304                                                                    | Strasserngasse 6 Standort KG: Baden                        | 1892 im Auftrag von Hotelier Alois Kolbe von dem Badener Stadtbaumeister Adolf Foller (1863–1904) errichtete neobarocke dreigeschoßige Hotel-Dependance mit Mittelrisalit unter glatter Attika. Die im Erdgeschoß gequaderte Fassade weist ein Rechteckportal auf, darüber einen Balkon auf Konsolen. Von den genuteten Obergeschoßen ist das erste mit reichen Fensterbekrönungen versehen, das zweite ist pilastergegliedert. Das Hotel Kolbe zum weißen Lamm war ein renommierter Badener Beherbergungs- und Unterhaltungsbetrieb, dessen Eigentümer um 1890 beschloss, auf der von Wassergasse 35 zur Strasserngasse 6 reichenden Liegenschaft ein weiteres Hotelgebäude aufzuführen. Die Dependance wies 35 (davon 15 im Barockstil eingerichtete) Gästezimmer auf, die zu größeren Appartements arrangiert werden konnten. Das Souterrain überließ Kolbe unentgeltlich der Wissenschaftlichen Gesellschaft in Baden sowie der Badener Volksbibliothek, die ihren Bestand von 10.000 Bänden in die Dependance übersiedelte und am 5. November 1892 erstmals Publikumsverkehr hatte. 1928 kaufte die Gewerbliche Krankenkasse die Liegenschaft, ließ die Dependance als Betriebsstätte der Krankenkasse vollständig renovieren und adaptieren und verpachtete das Lokal in der Wassergasse als Restauration. | BDA-Hist.: Q38034374 Status: § 2a Stand der BDA-Liste: 2025-06-30 Name: Miethaus GstNr.: 151/1 |
| ja   | Datei hochladen | ehem. Palais Esterházy HERIS-ID: 33672 Objekt-ID: 31348                                                      | Theaterplatz 1 Standort KG: Baden                          | Erstmals 1810/11 von Joseph Kornhäusel für Karl Graf von Esterházy erbaut. Nach dem großen Stadtbrand, 1812, erneut von Kornhäusel für denselben Bauherrn errichtet. Ähnlich wie das Jägersche Haus, Theresiengasse 8, zeigt auch dieses Haus Kornhäusels Virtuosität in der Gestaltung von Grundrissen. Auch hier gliedern sich die Haupträume des Hauses um einen in seiner Tiefe halbkreisförmig abgeschlossenen Hof, an den ein zweiter kleinerer mit den untergeordneten Funktionsteilen anschließt, ein Prinzip, wie es Kornhäusel sogar bei so großen Bauführungen wie dem Sauerhof umzusetzen versteht. Mit besonderem Geschick sind in diesem Grundriss auch schwierigste Zwickelräume befriedigend bewältigt. Zentrum dieser Hauptfassade ist der dreiteilige Mittelrisalit mit einem vollkommen glatten Mittelteil, wo sich ein großes, von einer Halbkreislünette (Relief römische Opferszene von Josef Klieber) mit eingestellten Säulen abgeschlossenes Fenster entfalten kann. Die Flanken dieses im Obergeschoß gebänderten Mittelrisalites besitzen vor allem durch das Motiv des Fensters, das sich aus einem Rechteckfeld mit Relieflünetten der eigentlichen Fensteröffnung und einer Balustrade zusammensetzt, und der über dem Gesims liegenden akzentuierten Attikazone mit Vasenaufsätzen stark vertikalisierende Tendenzen. Diesen wirkt das durch Triglyphen und Kreisscheibenschmuck besonders betonte Gesimse entgegen, das sich in Höhe des Hauptgesimses der Seitenflanken in den Mittelrisalit hineinzieht und beide Teile wieder miteinander verknüpft. Der Hofraum weist verglaste Pawlatschen auf. Die Geschäftsportale im Erdgeschoß gehen auf das ausgehende 19. Jahrhundert zurück. Um die Wende 19./20. Jahrhundert war das Bauwerk als Emilienhof bekannt, dessen ursprüngliche Fassade als die schönste aller Empirebauten Badens galt. | BDA-Hist.: Q37953358 Status: Bescheid Stand der BDA-Liste: 2025-06-30 Name: ehem. Palais Esterházy GstNr.: .46 |
| ja   | Datei hochladen | Bürgerhaus, Haansches Haus HERIS-ID: 64522 Objekt-ID: 77255                                                  | Theaterplatz 2 Standort KG: Baden                          | 1817/18 von Joseph Kornhäusel für Joseph Friedrich Freiherrn von Haan (1777–1834) erbaut als zweigeschoßiges mit Seitenrisaliten versehenes Stadthaus. Die rechteckige Mitteldurchfahrt sowie die (Blend-)Portale in den Risaliten tragen über den Stürzen Scheibenfriese. Die mittlere Rechtecktür mit Balkon im Obergeschoß wird flankiert von Fenstern mit Blendbögen; die Fenster in den Flanken sind gerade bekrönt. Am 10. März 1825 wurde die Liegenschaft wegen Geldproblemen Haans ausgespielt in der Großen Lotterie (Auktion). | BDA-Hist.: Q38107298 Status: § 2a Stand der BDA-Liste: 2025-06-30 Name: Bürgerhaus, Haansches Haus GstNr.: .47 |
| ja   | Datei hochladen | Jubiläums-Stadttheater HERIS-ID: 49502 Objekt-ID: 53273                                                      | Theaterplatz 7 Standort KG: Baden                          | Das Theater im neoklassizistischen Stil wurde nach dem Abriss des Vorgängertheaters 1908 an gleicher Stelle nach Plänen des Büros Fellner & Helmer errichtet und am 2. Oktober 1909 im Beisein von Erzherzog Rainer feierlich eröffnet. | BDA-Hist.: Q2328187 Status: § 2a Stand der BDA-Liste: 2025-06-30 Name: Jubiläums-Stadttheater GstNr.: .50 Stadttheater Baden |
| ja   | Datei hochladen | Pavillon, ehem. Theaterkartenbüro HERIS-ID: 64525 Objekt-ID: 77258                                           | bei Theaterplatz 7 Standort KG: Baden                      | Örtlich bekannt unter Theaterkiosk und auch als solcher 1909 im Zuge des vom Büro Fellner & Helmer entworfenen Neubaus des Stadttheaters fertiggestellt. In den Vorgaben zu dem das Stadttheater ergänzenden Bauwerk an der Franzensstraße (heute: Kaiser-Franz-Ring) war ein größerer Anbau untersagt gewesen. Im Juli 1919 wurde in der Baulichkeit ein Lebensmittelgeschäft eröffnet. Der oktogonale Pavillon (ursprüngliche und hauptsächliche Nutzung: Theaterkartenbüro) weist Eckpilaster auf und über der Eingangsöffnung eine leicht geschwungene Attika. 2012/13 wurde das Gebäude restauriert und für den Publikumsverkehr auch von an der Rückseite zugängig gemacht. Im Zuge dieses Umbaus wurde eine Rollstuhlrampe angebracht. | BDA-Hist.: Q38107316 Status: § 2a Stand der BDA-Liste: 2025-06-30 Name: Pavillon, ehem. Theaterkartenbüro GstNr.: .49/4 |
| ja   | Datei hochladen | Brunnenbecken mit Figur Erato HERIS-ID: 64524 Objekt-ID: 77257                                               | bei Theaterplatz 7 Standort KG: Baden                      | Bronzestatue der leierspielenden Figur Erato im Brunnen, Josef Valentin Kassin, 1902. 1912 als Spende von Rudolf Zöllner (von 1898 bis 1904 Bürgermeister der Stadt Baden) Gemeindeeigentum geworden. 1912 wurde diese Lyraspielerin als Symbol der leichten Lyrik und des Liebesliedes in einer früher bestandenen Blumenanlage vor dem Theater platziert. Die ovale Brunnenanlage wurde 1973 neu gestaltet und um 2001 auf dem Theaterplatz aufgestellt. | BDA-Hist.: Q38107306 Status: § 2a Stand der BDA-Liste: 2025-06-30 Name: Brunnenbecken mit Figur Erato GstNr.: 393/17 Erato fountain in Baden, Lower Austria |
| ja   | Datei hochladen | Miethaus, Batzenhäusel HERIS-ID: 49507 Objekt-ID: 53279                                                      | Theaterplatz 9 Standort KG: Baden                          | | BDA-Hist.: Q38034280 Status: § 2a Stand der BDA-Liste: 2025-06-30 Name: Miethaus, Batzenhäusel GstNr.: .656 |
| ja   | Datei hochladen | Ehem. Herzoghof, Hotel Mercure HERIS-ID: 44166 Objekt-ID: 44869                                              | Theresiengasse 5 Standort KG: Baden                        | Der jetzige Bau wurde 1908/1909 nach Plänen von Wilhelm Luksch im Jugendstil errichtet. Aus dieser Zeit ist auch ein fast 80 m² großes Fenster von Otto Barth im Tiffany-Stil erhalten, der den Blick von Baden ins Helenental mit den Ruinen Rauheneck und Rauhenstein, sowie der Weilburg, nach der auch der Saal benannt ist. | BDA-Hist.: Q38007279 Status: Bescheid Stand der BDA-Liste: 2025-06-30 Name: Ehem. Herzoghof, Hotel Mercure GstNr.: .32/3, .32/4 Herzoghof, Baden |
| ja   | Datei hochladen | Antoniuskapelle HERIS-ID: 64543 Objekt-ID: 77279                                                             | neben Theresiengasse 5 Standort KG: Baden                  | Die Antoniuskapelle im Herzoghof wurde nach wechselvoller Geschichte 1908/09 gemeinsam mit dem Herzoghof abgerissen und im Jugendstil neu erbaut. | BDA-Hist.: Q17521319 Status: Bescheid Stand der BDA-Liste: 2025-06-30 Name: Antoniuskapelle GstNr.: .36/1 |
| ja   | Datei hochladen | Bürgerhaus, Theresienschlössl HERIS-ID: 33673 Objekt-ID: 31349                                               | Theresiengasse 8 Standort KG: Baden                        | Auch: Jägersches Haus bzw. Zum Erzherzog Karl. – Von Joseph Kornhäusel 1810 für den Wiener Großhändler Anton von Jäger erbaut; 1822, vor Fertigstellung der Weilburg, Wohnhaus von Erzherzog Karl. Im Grundriss, vor allem im Vestibül, zeigt sich die volle Entfaltung räumlicher Komposition in der Art Kornhäusels. Das von seiner Grundgeometrie her quadratische erste Kompartiment der Einfahrtshalle wird durch vier Säulen in drei Schiffe unterteilt, im zweiten Abschnitt wiederum durch vier Säulen der Weg ins halbkreisförmige Stiegenhaus vorbereitet. Der erste Teil des Hofes ist zweigeschoßig verbaut und durch eine halbkreisförmige abschließende Wand vom zweiten Hof mit den nur eingeschoßigen Stallungen abgeschlossen worden. Raffiniert versteht es Kornhäusel hier, die Hierarchie der Funktion in architektonische Form umzusetzen. In der Fassade unterscheidet sich das (1808) eingereichte Projekt in wesentlichen Teilen vom letztlich ausgeführten, was einen gewissen Reifeprozess bekundet und durch die zeitliche Differenz zwischen beiden Versionen erklärbar ist. Viel stärker als im Einreichprojekt hebt sich in der ausgeführten Version der gebänderte Mittelrisalit von den stark flächigen Seitenflanken ab, andererseits wird die entstehende Spannung durch reicheren bauplastischen Dekor wieder ausgeglichen und im Streben nach einer harmonischen Gesamtwirkung deutlich abgeschwächt. | BDA-Hist.: Q37953368 Status: Bescheid Stand der BDA-Liste: 2025-06-30 Name: Bürgerhaus, Theresienschlössl GstNr.: .40 |
| ja   | Datei hochladen | Bürgerhaus, Metternichhof HERIS-ID: 33674 Objekt-ID: 31350                                                   | Theresiengasse 10 - 12 Standort KG: Baden                  | Zweigeschoßiges lang gestrecktes Biedermeierhaus, für das Joseph Kornhäusel am 17. August 1807 die Urheberschaft bestätigt hat. Nach einem mit 1801 datierten, vom privaten Bauherrn Apollonius von Hebenstreit gezeichneten Grundriss dürfte das Gebäude in den Jahren ab 1802 (als Hotel) errichtet worden sein. Es ist Kornhäusels frühester Bau in Baden. 1825 war der Hof im Eigentum von Karl Ferdinand von Buol-Schauenstein (1797–1865), 1835 erwarb ihn Fürst Klemens Metternich (1773–1859), der ihn bis 1840 behielt und während dieses Zeitraums (wahrscheinlich) von Peter von Nobile (1774–1854) umbauen ließ. Ab 1904 gehörte der Metternichhof der Badener Hotelierdynastie Carl Sukfül (1862–1944) und dessen Ehefrau Clementine (1856–1940). Der Bau besticht durch eine schlichte, von einem Kordongesims horizontal gegliederte, im Erdgeschoß gequaderte Fassade mit gekehltem und genutetem Korbbogenportal, bekrönt von einem Eisenbalkon aus dem dritten Viertel des 19. Jahrhunderts. Der große längsrechteckige Hof weist abgeschrägte Ecken auf; die Fassaden im Erdgeschoß sind gequadert, davon besitzt die südliche einen übergiebelten Mittelrisalit und schmale Flanken. In den Jahren 1864/65 wohnte Franz Grillparzer (1791–1872) während längerer Aufenthalte in diesem Haus. | BDA-Hist.: Q37953389 Status: Bescheid Stand der BDA-Liste: 2025-06-30 Name: Bürgerhaus, Metternichhof GstNr.: .39 |
| ja   | Datei hochladen | Mietwohnhaus HERIS-ID: 49497 Objekt-ID: 53265                                                                | Wassergasse 1 Standort KG: Baden                           | Das dreigeschoßige neobarocke Gebäude wurde 1880 vom Badener Stadtbaumeister Franz Breyer (1828–1894) erbaut. Den Mittelpunkt der reichen späthistoristischen Fassade bildet über dem mittleren Rundbogenportal der auf Voluten ruhende geschwungene Balkon mit Korbbogentür, flankiert von Atlantenpfeilern, in deren übergelagertem Sprenggiebel das reich gerahmte Fenster des zweiten Obergeschoßes eingespannt ist. Aus der Dachfläche ragen drei neobarocke, oval gefensterte Dachhäuschen, deren mittleres die Jahreszahl 1880 trägt. | BDA-Hist.: Q38034224 Status: § 2a Stand der BDA-Liste: 2025-06-30 Name: Mietwohnhaus GstNr.: 116/5 Wassergasse 1, Baden, Lower Austria |
| ja   | Datei hochladen | Wohn- und Geschäftshaus HERIS-ID: 49498 Objekt-ID: 53266                                                     | Wassergasse 2 Standort KG: Baden                           | Zu Haus ON 4: Das Gebäude wurde 1822 für Joseph Friedrich Freiherrn von Haan (1777–1834) erbaut und als Haus Nr. 77 am 10. März 1825 wegen Geldproblemen Haans in der Großen Lotterie ausgespielt (siehe auch Theaterplatz 2). Der zweigeschoßige ziegelgedeckte Bau hatte mit dem äußeren Hofe des (uno actu auktierten) Hauses Nr. 82 (heute: Frauengasse 3–5) ein gemeinschaftliches Einfahrtstor. Das von der Hofseite ebenerdig zu betretende Haus beherbergte sieben stuckierte Zimmer, einen tiefen, geräumigen Keller nebst zwei Heuböden; im Hofraum befand sich ein Pumpbrunnen. Die (später arrondierte) Liegenschaft maß eine Fläche von 421 m². Das auf drei Seiten freistehende Haus konnte durch die im Hof gelagerten Baumaterialien (zumeist behauene, gequaderte Steine) ohne viele Kosten erweitert werden, da es wegen seiner vorteilhaften Lage an den vorzüglichsten Bädern von Kurgästen häufig bewohnt wurde. 1826 wurde die Liegenschaft Eigentum von Kaiser Franz I., der seit 1817, nur ein paar Häuser entfernt, auf Hauptplatz 17 sein Sommerdomizil hatte und der seine zahlreichen Angehörigen sowie den Hofstaat in seiner Nähe untergebracht wissen wollte. Später kam das Objekt an den Bund. | BDA-Hist.: Q38034231 Status: Bescheid Stand der BDA-Liste: 2025-06-30 Name: Wohn- und Geschäftshaus GstNr.: .345 Baden, Wohnhaus Wassergasse 2 |
| ja   | Datei hochladen | Wohn- und Geschäftshaus, Sparkassengebäude HERIS-ID: 49499seit 2023                                          | Wassergasse 3 Standort KG: Baden                           | | BDA-Hist.: Q119231363 Status: Bescheid Stand der BDA-Liste: 2025-06-30 Name: Wohn- und Geschäftshaus, Sparkassengebäude GstNr.: .338 |
| ja   | Datei hochladen | Figurenbildstock hl. Johannes Nepomuk HERIS-ID: 64588 Objekt-ID: 77325                                       | bei Wassergasse 14 Standort KG: Baden                      | Barockstatue aus der ersten Hälfte des 18. Jahrhunderts. Vor der Teilfreilegung des Mühlbachs in der Wassergasse und dem Setzen der den Brückenheiligen darstellenden Steinfigur in den 2000er Jahren war der von der 1866 in Leesdorf neu errichteten Hansy-Mühle stammende Figurenbildstock über Jahrzehnte auf dem Bauhof der Badener Stadtgemeinde aufbewahrt worden und hatte der Aufstellung an einem geeigneten Ort geharrt. 1935 war die nicht mehr genutzte Mühle von der Molkereigenossenschaft Baden reg. Gen. m.b.H. gekauft worden, und die Mitarbeiter der Molkerei sollen das Artefakt geborgen und der Stadtgemeinde übergeben haben. Zu Beginn der 1990er Jahre galt die Figur als verschollen. | BDA-Hist.: Q38107594 Status: § 2a Stand der BDA-Liste: 2025-06-30 Name: Figurenbildstock hl. Johannes Nepomuk GstNr.: 394/3 Nepomukstatue Wassergasse Baden |
| ja   | Datei hochladen | Wohnhaus HERIS-ID: 98318 Objekt-ID: 114227                                                                   | Braitner Straße 39 Standort KG: Braiten                    | Der zweigeschoßige, dreiflügelige ehemalige Hotelbau wurde 1870 von J. Kiellmayer errichtet. Der strenghistoristische Bau hat reiche Fensterrahmungen im Obergeschoß und einen umlaufenden Blumenfestonfries unterhalb des Konsoltraufgesimses. | BDA-Hist.: Q37771827 Status: Bescheid Stand der BDA-Liste: 2025-06-30 Name: Wohnhaus GstNr.: 1/15 Baden, Braitner Straße 39 |
| ja   | Datei hochladen | Grabdenkmäler Friedrich Freiherr von Mylius und Anton Ritter von Strassern HERIS-ID: 99086 Objekt-ID: 115106 | Friedhofstraße 1 Standort siehe Beschreibung KG: Braiten   | Grabdenkmäler von Friedrich Freiherr von Mylius (Lage) aus der Gusseisenzeit und von Anton Ritter von Strassern (Lage), einem Wohltäter der Stadt. | BDA-Hist.: Q20183995 Status: § 2a Stand der BDA-Liste: 2025-06-30 Name: Grabdenkmäler Friedrich Freiherr von Mylius und Anton Ritter von Strassern GstNr.: 154, 162/13 Stadtpfarrfriedhof Baden                                                                     |
| ja   | Datei hochladen | Jüdischer Friedhof HERIS-ID: 58618 Objekt-ID: 69380                                                          | Halsriegelstraße 4 Standort KG: Braiten                    | Auf dem 1873 errichteten und in weiterer Folge mehrfach auf seine heutige Größe von 12.500 m² erweiterten Friedhofsareal fanden bis 2003 rund 1.900 Beisetzungen statt. Bei den Beerdigten handelt es sich vorwiegend um Angehörige der ehemaligen Badener Kultusgemeinde (Gerichtsbezirke Baden und Pottenstein sowie die Marktgemeinde Gumpoldskirchen) sowie Personen, die während des Kuraufenthaltes in Baden oder Bad Vöslau bzw. der Lungenheilstätte Alland verstarben. Im Zuge der Erweiterung des Friedhofes beauftragte die jüdische Gemeinde im Jahre 1904 den Wiener Architekten Wilhelm Stiassny (1842–1910) mit Entwürfen für eine Zeremonienhalle. Der renommierte Architekt und Mitbegründer des Jüdischen Museum Wien zeichnete zu dieser Zeit neben zahlreichen Profanbauwerken bereits für eine Reihe jüdischer Kultbauten verantwortlich, unter anderem die polnische Synagoge Polnische Schul in der Wiener Leopoldsgasse (1892/93). Der Bau der Zeremonienhalle für den jüdischen Friedhof Baden wurde im Jahre 1906 nach zweijähriger Bauzeit fertiggestellt. Das architektonisch bedeutsame Jugendstilbauwerk wurde in der Nacht vom 9. zum 10. November 1938 von Badener Bürgern gesprengt (siehe: Novemberpogrome 1938). Lediglich ein Seitentrakt, in dem sich auch die Wohnung des Friedhofswärters befand, ist heute noch erhalten. | BDA-Hist.: Q24026203 Status: § 2a Stand der BDA-Liste: 2025-06-30 Name: Jüdischer Friedhof GstNr.: 235, 236, 239, .78 Jüdischer Friedhof, Baden |
| ja   | Datei hochladen | Hausberg Veste Rohr HERIS-ID: 112193 Objekt-ID: 130265                                                       | Veste Rohr Standort KG: Braiten                            | Die südöstliche Festung des babenbergischen Burgensystems zur Verteidigung des Eingangs in das Helenental und der Stadt Baden schützte gemeinsam mit der Burg Leesdorf die Flanken der Straße nach Ungarn. Zur Veste gehörte der Ort Rohr, heute die Rohrgasse zwischen Braitner Straße und (der Verkehrsfläche) Veste Rohr. Die Burg wurde in der ersten Hälfte des 12. Jahrhunderts errichtet und war von einem 15 Meter breiten Graben umgeben, der in der Mitte nicht allzu viel Platz für Gebäude ließ. In einer 1180 ausgestellten Urkunde wird erstmals Ulrich von Rohr erwähnt. Um 1250 heiratete das Rittergeschlecht der Matzonen ein, die sich von da an die Matzen von Rohr nannten und die Burg, trotz der beengten Verhältnisse, gemeinsam mit den Rohrern bewohnten. Obwohl beide Zweige der Familie recht kinderreich waren, starben sie nach 1326 im Mannesstamme aus, und die Erben verkauften 1354 an das mächtige Ministerialengeschlecht der Polheimer. 1423 erwarb Herzog Albrecht V. (1404–1439) Veste und Herrschaft Rohr, die fortan von landesfürstlichen Pflegern verwaltet wurden. In der Folge stand die Veste Rohr leer und verfiel. Als sie 1455 als die öd vessten pei Paden genant zum Ror beschrieben wurde, war sie möglicherweise bereits Ruine. 1587 wurde die Veste als ödes, altes, abgebrochenes Gemäuer bezeichnet, das einen Schätzwert von 50 Gulden hatte. 1683 sowie 1770 wurde der Verfall des Burgstalls erneut bestätigt: seine Reste waren als Steinbruch der Bevölkerung zur Entnahme von Baumaterial freigegeben worden. Mitte des 18. Jahrhunderts wurde vom Herrschaftsinhaber, Carl Hieronymus Holler Edler von Doblhoff (1697–1760), das Areal des alten Burgstalls in eine große Zahl kleiner Krautgärten aufgeteilt und den Untertanen unentgeltlich zur Verfügung gestellt. 1998 wiederentdeckte der Badener Stadtrat Hans Hornyik die Burgstelle. 2000/01 fanden vom Bundesdenkmalamt Ausgrabungen statt, in deren Rahmen eine kleine Hausberganlage, eine polygonale Umfassungsmauer sowie Fundamente eines Turms und einer Kapelle nachgewiesen wurden. | BDA-Hist.: Q37829373 Status: Bescheid Stand der BDA-Liste: 2025-06-30 Name: Hausberg Veste Rohr GstNr.: 166, 167, 168, 169, 170, 171, 172, 180/2 Veste Rohr, Baden                                                                                                  |
| ja   | Datei hochladen | Kindergarten HERIS-ID: 64715 Objekt-ID: 77458                                                                | Augustinergasse 3 Standort KG: Leesdorf                    | Im September 1895 hatte sich in Baden der Verein „Kinderheim“ konstituiert, mit dem Ziel der Erhaltung, Unterstützung und Verwaltung von Kindergärten sowie der Gründung von Kinderbewahranstalten. 1898 wurde (bei einem Vereinsstand von 20 Gründern sowie 158 Mitgliedern) eine Liegenschaft erworben und nach deren Abtausch der vom Bauinspektor der Stadt Baden, Architekt Josef Schubauer (1861–1930), entworfene Bau in Angriff genommen. Ende April 1899 wurde die Dachgleiche erreicht, am 15. Jänner 1900 das Haus eingesegnet und zur Nutzung freigegeben. Am 7. September 1992 wurde die längsseitig-symmetrische Erweiterung des Hauses um je eine Fensterachse abgeschlossen. Der lang gestreckte eingeschoßige Baukörper ruht auf einem Sockel-Souterrain auf, die Mittelrisalite der Längsseiten sind zweigeschoßig. Die Architektur zeigt Elemente von funktionalistisch beeinflusstem Heimatstil. | BDA-Hist.: Q38107946 Status: § 2a Stand der BDA-Liste: 2025-06-30 Name: Kindergarten GstNr.: .342/1 |
| ja   | Datei hochladen | Wohnhaus, ehem. Gutshof HERIS-ID: 58574seit 2023                                                             | Göschlgasse 29 Standort KG: Leesdorf                       | | BDA-Hist.: Q119231364 Status: Bescheid Stand der BDA-Liste: 2025-06-30 Name: Wohnhaus, ehem. Gutshof GstNr.: 97/8 |
| ja   | Datei hochladen | Leesdorfer Ortskapelle (Leesdorfer Dom) HERIS-ID: 64610 Objekt-ID: 77349                                     | gegenüber Leesdorfer Hauptstraße 60 Standort KG: Leesdorf  | Erbaut in den 1820ern anstelle des Dorfbrunnens als Ersatzbau für eine Kapelle beim Althof (heute Leesdorfer Schule). Schlichtes klassizistisches Haus mit Pilastern und Gesimsen. Glockenturm von Stadtbaumeister Franz Breyer (1828–1894) um 1860 in altdeutschem Fachwerkstil mit neogotischem Fensterwerk. Interieur (Hauptbild des Altars Krönung Mariens) im Volksbarock (vielleicht aus dem Vorbau). | BDA-Hist.: Q38107663 Status: § 2a Stand der BDA-Liste: 2025-06-30 Name: Leesdorfer Ortskapelle (Leesdorfer Dom) GstNr.: .309 Leesdorfer Ortskapelle |
| ja   | Datei hochladen | Schloss Leesdorf/Meisterschule des österr. Malerhandwerks HERIS-ID: 49524 Objekt-ID: 53314                   | Leesdorfer Hauptstraße 69 Standort KG: Leesdorf            | Das Schloss Leesdorf, eine ehemalige Wasserburg, wurde 1114 erstmals urkundlich erwähnt. 1617 gelangte es in den Besitz des Stiftes Melk. Abt Berthold Diethmayr ließ es im frühen 18. Jahrhundert zu einem Barockschloss umbauen. Im Zuge häufiger Besitzerwechsel kam es bis in die erste Hälfte des 20. Jahrhunderts zu mehreren Umgestaltungen. 1948 erhielt die Wiener Malerinnung einen langfristigen Pachtvertrag für das Anwesen und richtete darin eine Meisterschule des österreichischen Malerhandwerks ein. | BDA-Hist.: Q1467190 Status: § 2a Stand der BDA-Liste: 2025-06-30 Name: Schloß Leesdorf/Meisterschule des österr. Malerhandwerks GstNr.: .1, 5/1 Schloss Leesdorf |
| ja   | Datei hochladen | Leesdorfer Pfarrkirche und Seelsorgezentrum hl. Josef HERIS-ID: 64607 Objekt-ID: 77345                       | Leesdorfer Hauptstraße 74 Standort KG: Leesdorf            | 1980–1987 wurde der niedrige Bau mit Kirchenraum über viertelkreisförrmgem Grundriss im Norden und südlich daran anschließendem zweigeschoßigem Seelsorgezentrum (mit Werktagskapelle) unter einheitlichem Dach (Segmentbogentonne) errichtet. Seit 1990 besteht die Pfarre. Der im Nordosten frei stehende kompakte quadratische Glockenturm mit aufgesetztem Glaszylinder stammt aus dem Jahr 1992. Im hellen Kirchenraum bilden die auf (paarigen) Holzsäulen ruhenden Leimbinder der offenen Dachkonstruktion im Bogenbereich einen Umgang aus. Volksaltar, Ambo und Tabernakel datieren aus der Bauzeit. Kreuzwegbilder sind bezeichnet mit I(nge Ute) B(runner) (19)87. Die Ikone von Anton Wollinek stammt aus der Bauzeit, das Gnadenbild, eine Kopie des Madonnenbildes Maria Pötsch, vermutlich aus dem 19. Jahrhundert, das Kruzifix vom ausgehenden 19. bzw. Anfang 20. Jahrhundert. Die drei Kreuzigungsbilder der Werktagskapelle tragen die Beischrift Duda Gracz 1988. Kirche und Pfarrzentrum wurden am 27. September 1987 von Kardinal Franz König geweiht. | BDA-Hist.: Q21285765 Status: § 2a Stand der BDA-Liste: 2025-06-30 Name: Leesdorfer Pfarrkirche und Seelsorgezentrum hl. Josef GstNr.: 35/2 Pfarrkirche St. Josef (Baden-Leesdorf)                                                                                   |
| ja   | Datei hochladen | Gartenpavillon und Gartenmauer/Melker-Turm HERIS-ID: 33656 Objekt-ID: 31331                                  | Schwartzstraße 50 Standort KG: Leesdorf                    | | BDA-Hist.: Q37953251 Status: Bescheid Stand der BDA-Liste: 2025-06-30 Name: Gartenpavillon und Gartenmauer/Melker-Turm GstNr.: 35/1, 35/4 Gartenpavillon Baden, Lower Austria                                                                                       |
| ja   | Datei hochladen | Anlage Remise der Badener Lokalbahn HERIS-ID: 64613seit 2025                                                 | Waltersdorfer Straße 36 Standort KG: Leesdorf              | Die Remise der Lokalbahn Wien-Baden aus der Zeit vor 1900 ist im Sichtziegelstil gehalten. | BDA-Hist.: Q135156291 Status: Bescheid Stand der BDA-Liste: 2025-06-30 Name: Anlage Remise der Badener Lokalbahn GstNr.: .227/1, 786/8 Remise Leesdorf |
| ja   | Datei hochladen | Winzergenossenschaft – Verwaltungstrakt HERIS-ID: 110022 Objekt-ID: 127671                                   | Wiener Straße 37 Standort KG: Leesdorf                     | | BDA-Hist.: Q37816491 Status: Bescheid Stand der BDA-Liste: 2025-06-30 Name: Winzergenossenschaft – Verwaltungstrakt GstNr.: .95 |
| ja   | Datei hochladen | Wiserkreuz HERIS-ID: 64699 Objekt-ID: 77440                                                                  | Wiener Straße 37 Standort KG: Leesdorf                     | Diese Passionssäule, die besterhaltene Badens, wurde 1651 aus Anlass der Beendigung des Dreißigjährigen Krieges errichtet. Der Stifter dieser Säule, Martin Wiser, wurde um 1650 Ratsbürger in Baden. Bis 1893 befand sich der Bildstock am Eingang der oberen Flamminggasse, von wo er infolge der Verbreiterung der Straße versetzt werden musste. Im Zuge der 500-Jahr-Feier der Stadterhebung Badens, 1980, unterzog man ihn einer gründlichen Restaurierung. Der quadratische Steinpfeiler trägt einen prismatischen Aufsatz, der an allen vier Seiten Reliefs aufweist. An der südlichen Vorderseite ist eine Darstellung des Gekreuzigten mit Maria und Johannes unter dem Kreuz zu sehen, westlich Christus am Ölberg, an der nördlichen Rückseite die der Geißelung Jesu und östlich der unter dem Kreuz zusammenbrechende Christus. Die darunter befindlichen Inschriftkartuschen tragen folgende Worte: an der Südseite: Lob Preis und Danckh dem Friedensgott der uns hat gefihrt aus der Kriegsnoth gemäß Erlass Ferdinands III; an der Ostseite: Gott dem Allmechtigen und unser lieben Frauen zu Ehren hat Martin; an der Nordseite: Wiser des Raths Burger in der Ba… (unlesbar); an der Westseite: Statuam hierhero verlobt machen und aufrichten lassen im 16 Jahr 51. Bekrönt wird die Säule von einer Steinplastik der Pietà, der Schmerzensmutter Maria mit dem Leichnam ihres Sohnes auf dem Schoß, unter einem geschweiften Blechdach. | BDA-Hist.: Q38107862 Status: Bescheid Stand der BDA-Liste: 2025-06-30 Name: Wiserkreuz GstNr.: 158/1 |
| ja   | Datei hochladen | Trabrennplatz in Baden HERIS-ID: 58613 Objekt-ID: 69373seit 2018                                             | Wiener Straße 84 Standort KG: Leesdorf                     | Das erste Rennen auf dem Badener Trabrennplatz fand 1893 mit 15.000 Zuschauern unter der Schirmherrschaft von Alexander zu Solms-Braunfels statt. Die Erträge der ersten Renntage erlaubten schon bald die Erweiterung der Tribüne und des Stallgebäudes. | BDA-Hist.: Q65685016 Status: Bescheid Stand der BDA-Liste: 2025-06-30 Name: Trabrennplatz in Baden GstNr.: 316/9, .503, 316/4 Trabrennbahn Baden, Lower Austria |
| ja   | Datei hochladen | Bildstock HERIS-ID: 65734 Objekt-ID: 78599                                                                   | Wiener Straße 84, bei Standort KG: Leesdorf                | Die mit 1614 markierte Steinsäule bezeichnete die östliche Grenze des mit der Stadterhebung des Jahres 1480 festgelegten Burgfriedens von Baden. Man findet sie dargestellt sowohl auf der Planskizze von 1652 Gemainer Statt Baaden Purckfriedts gemarckh im Stadtarchiv Baden wie auch auf der Federzeichnung von ca. 1670, bekannt unter dem Namen Baden mit dem Burgfrieden der Stadt und mit Umgebung. Auf letzterer erscheint dieses Wegzeichen unter: C. Das erste in Privilegio einkombende Purgfriedt oder Landgrichtz gemörck, das Creutz in der Ainödt genannt. Der achteckige, ziemlich verwitterte Pfeiler aus Sandstein ist unten in ein Quadrat übergeführt, das jetzt vom Fußboden bedeckt erscheint. An der Vorderseite des viereckigen Kopfes befindet sich ein auf Blech gemaltes Dreifaltigkeitsbild, eine volkstümliche Arbeit. Die Spitze der Säule mündet in eine Steinpyramide mit einem Eisenkreuz. Unter dem Dreifaltigkeitsbild ist an der Vorderseite in den Stein gemeißelt: Pfaffstetten; an der linksseitigen Fläche: Chrs (Christus) und darunter: 1578; an der rechtsseitigen, gegen Baden gewandten Fläche: P.V. 1824. | BDA-Hist.: Q38111446 Status: § 2a Stand der BDA-Liste: 2025-06-30 Name: Bildstock GstNr.: 306/7 Kreuz in der Einöd |
| ja   | Datei hochladen | Wiener Neustädter Kanal HERIS-ID: 100923 Objekt-ID: 117204                                                   | Standort KG: Leesdorf                                      | Der Wiener Neustädter Kanal wurde 1803 in Betrieb genommen und bis auf 63 km erweitert. Ursprünglich war er bis Triest geplant. Teile der Trasse wurden später zu Bahnstrecken umgewandelt, so dass der Warenverkehr ab 1879 stark zurückging. Anmerkung: Weiterer Standort | BDA-Hist.: Q64485497 Status: Bescheid Stand der BDA-Liste: 2025-06-30 Name: Wiener Neustädter Kanal GstNr.: 347/4, 347/5, 347/1, 347/2, 347/3, 347/6, 347/15, 347/17, 347/21, 347/22, 403/2, 403/4, 757/5, 867, 868, 868/1, 868/2, 872, 873 Wiener Neustädter Kanal |
| ja   | Datei hochladen | Sommerarena HERIS-ID: 64518 Objekt-ID: 77251                                                                 | Arenastraße 1 Standort KG: Mitterberg                      | Die Sommerarena wurde 1906 an der Stelle eines hölzernen Vorgängerbaus errichtet. Zu den Besonderheiten des Jugendstiltheaters zählt ein verschiebbares Glasdach, das bei gutem Wetter geöffnet werden kann. | BDA-Hist.: Q38107288 Status: § 2a Stand der BDA-Liste: 2025-06-30 Name: Sommerarena GstNr.: .29 Badner Sommerarena |
| ja   | Datei hochladen | Villa Attems, Puppen- und Spielzeugmuseum HERIS-ID: 33632 Objekt-ID: 31305                                   | Erzherzog Rainer-Ring 23 Standort KG: Mitterberg           | Der von Jakob Hainz (1775–1839) auf Sichtachse des Kaiser-Franz-Rings errichtete schlossartige spätklassizistisch geschlossene Baukörper stammt (laut Inschrift an der Rückseite) aus dem Jahr 1838. In einer dem gegiebelten Mittelrisalit vorgelegten Altane aus dorischen Doppelsäulen wird das Bauwerk von einem großen Rundbogenportal erschlossen. Auf dem Gebälk des Söllers ist eine Terrasse aufgebaut, die durch eine von Pfeilern und schmalen Rechteckfenstern flankierte Tür zu betreten ist. Im darüberliegenden Giebelfeld ist das Wappen der Attems eingelassen. Die Fenster des Obergeschoßes sind gerade bekrönt, die des Erdgeschoßes rundbogig ausgebildet. Diese 1837 bei der Baubehörde eingereichte Villa gehört demselben Typ an, wie die von Joseph Kornhäusel geplante Villa Perger (siehe dort). Jakob Hainz, seit 1819 konzessionierter bürgerlicher Stadtbaumeister in Wien, war für Kornhäusel vom Anfang der zwanziger Jahre bis 1830 als ausführender Baumeister tätig. Gartenseitig stammt ein kleiner zweigeschoßiger, halbwalmbedachter Bau aus dem zweiten Viertel des 19. Jahrhunderts. In diesem ist seit 1990 ein Puppen- und Spielzeugmuseum eingerichtet. Noch Ende des 19. Jahrhunderts hatte der zum Palais gehörende Garten als Park Bedeutung. Wie Wien und etliche andere Orte veranstaltete auch Baden 1898 eine Jubiläumsausstellung. Diese wurde in den prächtigen Anlagen des Parkes des damaligen Eigentümers, Maximilian Graf von Attems-Gilleis (1859–1939), am 3. September des Jahres eröffnet. | BDA-Hist.: Q37953042 Status: Bescheid Stand der BDA-Liste: 2025-06-30 Name: Villa Attems, Puppen- und Spielzeugmuseum GstNr.: 334/3 Puppenmuseum Baden, Lower Austria                                                                                               |
| ja   | Datei hochladen | Villa HERIS-ID: 64694seit 2023                                                                               | Flamminggasse 37 Standort KG: Mitterberg                   | Entlang der westlichen Seite der Flamminggasse befindet sich ein Ensemble von Einzel- und Doppelhäusern (ungerade Nr. 37-55). Die Häuser sind im Heimatstil auf späthistoristischer Grundlage für den Kachelofenerzeuger Julius Ferenczfy (nannte sich selbst Verfasser des Projekts) von verschiedenen Baumeistern in den Jahren 1904 bis 1912 ausgeführt worden. Die Baumeister waren E. Dunz, Josef Eichholzer, A. Ramberger, J. Schmidt und Robert Schmidt. Die Häuser sind unter Einfluss des Jugendstils mit glasierter Baukeramik individuell dekoriert. | BDA-Hist.: Q119231365 Status: Bescheid Stand der BDA-Liste: 2025-06-30 Name: Villa GstNr.: .429 |
| ja   | Datei hochladen | Villa HERIS-ID: 64693seit 2023                                                                               | Flamminggasse 39 Standort KG: Mitterberg                   | siehe Flamminggasse 37 | BDA-Hist.: Q119231366 Status: Bescheid Stand der BDA-Liste: 2025-06-30 Name: Villa GstNr.: .419 |
| ja   | Datei hochladen | Villa HERIS-ID: 64692seit 2023                                                                               | Flamminggasse 41 Standort KG: Mitterberg                   | siehe Flamminggasse 37 | BDA-Hist.: Q119231367 Status: Bescheid Stand der BDA-Liste: 2025-06-30 Name: Villa GstNr.: .418 |
| ja   | Datei hochladen | Villa HERIS-ID: 64691seit 2023                                                                               | Flamminggasse 43 Standort KG: Mitterberg                   | siehe Flamminggasse 37 | BDA-Hist.: Q119231368 Status: Bescheid Stand der BDA-Liste: 2025-06-30 Name: Villa GstNr.: .389 |
| ja   | Datei hochladen | Villa HERIS-ID: 64690seit 2023                                                                               | Flamminggasse 45 Standort KG: Mitterberg                   | siehe Flamminggasse 37 | BDA-Hist.: Q119231369 Status: Bescheid Stand der BDA-Liste: 2025-06-30 Name: Villa GstNr.: 8/9 |
| ja   | Datei hochladen | Villa HERIS-ID: 64689seit 2023                                                                               | Flamminggasse 47 Standort KG: Mitterberg                   | siehe Flamminggasse 37 | BDA-Hist.: Q119231370 Status: Bescheid Stand der BDA-Liste: 2025-06-30 Name: Villa GstNr.: .348 |
| ja   | Datei hochladen | Villa HERIS-ID: 64688seit 2023                                                                               | Flamminggasse 49 Standort KG: Mitterberg                   | siehe Flamminggasse 37 | BDA-Hist.: Q119231371 Status: Bescheid Stand der BDA-Liste: 2025-06-30 Name: Villa GstNr.: .354 |
| ja   | Datei hochladen | Villa HERIS-ID: 64687seit 2023                                                                               | Flamminggasse 51 Standort KG: Mitterberg                   | siehe Flamminggasse 37 | BDA-Hist.: Q119231372 Status: Bescheid Stand der BDA-Liste: 2025-06-30 Name: Villa GstNr.: .355 |
| ja   | Datei hochladen | Villa HERIS-ID: 64686seit 2023                                                                               | Flamminggasse 53 Standort KG: Mitterberg                   | siehe Flamminggasse 37 | BDA-Hist.: Q119231373 Status: Bescheid Stand der BDA-Liste: 2025-06-30 Name: Villa GstNr.: .388 |
| ja   | Datei hochladen | Villa HERIS-ID: 64685seit 2023                                                                               | Flamminggasse 55 Standort KG: Mitterberg                   | siehe Flamminggasse 37 | BDA-Hist.: Q119231374 Status: Bescheid Stand der BDA-Liste: 2025-06-30 Name: Villa GstNr.: .387 |
| ja   | Datei hochladen | Rudolfshof HERIS-ID: 64641 Objekt-ID: 77380                                                                  | Gaminger Berg 5 Standort KG: Mitterberg                    | 1338 schenkte Herzog Otto der Fröhliche den Kartäusermönchen von Gaming den Badener Berghof mit den dazugehörigen Gütern, einschließlich des Weinbaugebiets Badner Berg sowie des Gaminger Bergs. 1881 wurde der Rudolfshof vom Badener Verschönerungsverein, mit finanzieller Hilfe des Badener Ehrenbürgers Adolf Ignaz Mautner Ritter von Markhof (1801–1889), als eingeschoßiges Waldgasthaus errichtet und am 21. Mai selben Jahres feierlich eröffnet. Sein Name hätte Berghof lauten sollen, in Würdigung der am 10. Mai 1881 vollzogenen Eheschließung von Kronprinz Rudolf von Österreich-Ungarn mit Prinzessin Stephanie von Belgien wurde er aber nach dem Kronprinzen benannt. Die Veranda wurde 1894 angebaut. Noch vor der Wende zum 20. Jahrhundert ging die Restauration in das Eigentum der Stadt über, die auch die Wiederherstellung des Rudolfshofs übernahm, als dessen gesamtes Holzwerk am 25. September 1899 ein Raub der Flammen geworden war. 1900 wurde nach Plänen des Bauinspektors der Stadt Baden, Architekt Josef Schubauer (1861–1930), und mit Benützung der restlichen Theile, der Rudolfshof neu erbaut. Hierbei wurde das Haus mit Zubauten an der Vorderseite versehen und ein (unter anderem zwei Fremdenzimmer beherbergendes) Obergeschoß aufgesetzt. | BDA-Hist.: Q38107706 Status: § 2a Stand der BDA-Liste: 2025-06-30 Name: Rudolfshof GstNr.: .230 |
| ja   | Datei hochladen | Kaiser-Franz-Josef-Museum HERIS-ID: 49517seit 2022                                                           | Hochstraße 51 Standort KG: Mitterberg                      | Das 1905 mit drei Ausstellungssälen eröffnete Museumsgebäude wurde nach Plänen der Architekten Karl Reiner und Karl Badstieber für den Verein „Niederösterreichische Landesfreunde“ errichtet, da dessen frühere Ausstellungsräumlichkeiten zu klein geworden waren. 1908 wurde zum Anlass des 60-jährigen Regierungsjubiläums von Kaiser Franz Joseph I. ein „Kaiser-Jubiläums-Saal“ hinzugefügt und ein fünfter Saal im Jahr 1909. Nach dem Zweiten Weltkrieg wurde das bis dahin unbeschädigte Museum von Sowjets verwüstet und geplündert und blieb in der Folge bis 1965 geschlossen. Im 21. Jahrhundert wurde es renoviert und um neue Räumlichkeiten erweitert. | BDA-Hist.: Q14537594 Status: Bescheid Stand der BDA-Liste: 2025-06-30 Name: Kaiser-Franz-Josef-Museum GstNr.: 525 Kaiser-Franz-Josef-Museum |
| ja   | Datei hochladen | Kaiser-Franz-Josef-Denkmal HERIS-ID: 243536seit 2022                                                         | bei Hochstraße 51 Standort KG: Mitterberg                  | | BDA-Hist.: Q112876291 Status: Bescheid Stand der BDA-Liste: 2025-06-30 Name: Kaiser-Franz-Josef-Denkmal GstNr.: 525 Kaiser-Franz-Josef-Museum |
| ja   | Datei hochladen | Zufahrtsportal und Gitterzaun Franz-Josef-Museum HERIS-ID: 243537seit 2022                                   | bei Hochstraße 51 Standort KG: Mitterberg                  | | BDA-Hist.: Q112876293 Status: Bescheid Stand der BDA-Liste: 2025-06-30 Name: Zufahrtsportal und Gitterzaun Franz-Josef-Museum GstNr.: 525 Kaiser-Franz-Josef-Museum                                                                                                 |
| ja   | Datei hochladen | Kasino, ehem. Kurhaus, Kongresshaus HERIS-ID: 43559 Objekt-ID: 44162                                         | Kaiser Franz-Ring 1 Standort KG: Mitterberg                | Das Casino in Baden wurde nach Plänen der Architekten Eugen Fassbender (1854–1923) und Maximilian Katscher (1858–1917) in den Jahren 1885 (erster Spatenstich: 17. März 1885) bis 1886 als neues Kurhaus errichtet und am 10. Juni 1886 feierlich eröffnet. Das Gebäude wurde im Stile der Neorenaissance anstelle des alten Theresienbades (siehe Kaiser-Franz-Ring 8) sowie der Wocher’schen Villa im Kurpark erbaut. Es wurde nach mehrfachen Umbauten 1995 als größtes Casino Europas samt Kongress- und Veranstaltungszentrum neu eröffnet. Das Casino wird regelmäßig für kulturelle Veranstaltungen (Lesungen, Konzerte) genutzt, auch findet dort der Internationale Chorwettbewerb Ave Verum statt. | BDA-Hist.: Q38003906 Status: § 2a Stand der BDA-Liste: 2025-06-30 Name: Casino und Kongresshaus, ehem. Kurhaus GstNr.: .71 Casino Baden |
| ja   | Datei hochladen | Ehem. Villa Hudelist, Haus der Kunst HERIS-ID: 64515 Objekt-ID: 77247                                        | Kaiser Franz-Ring 7 (Haus d.Kunst) Standort KG: Mitterberg | Das Haus der Kunst, 1918/1919 von Pietro Nobile als Wohnhaus für den Diplomaten Josef von Hudelist errichtet, ist eine zweigeschoßige Villa mit kubischem Baukörper und übergiebeltem Mittelrisalit. Im Laufe der Geschichte diente es unter anderem als Casino, als gelegentlicher Audienzraum für Kaiser Karl I. und als Amtsgebäude. Ab 1956 wurde es von der Malerschule als Heim der Kunst adaptiert. Die Nutzung als Ausstellungs- und Veranstaltungsraum war von 2003 bis 2006 kurzfristig unterbrochen, weil das Gebäude für die Stadtpolizei benötigt wurde. | BDA-Hist.: Q1239383 Status: § 2a Stand der BDA-Liste: 2025-06-30 Name: Ehem. Villa Hudelist, Haus der Kunst GstNr.: .56/1 Haus der Kunst (Villa Hudelist), Baden, Lower Austria                                                                                     |
| ja   | Datei hochladen | Zellerhof, Standesamt und Stadtbücherei HERIS-ID: 64516 Objekt-ID: 77248                                     | Kaiser Franz-Ring 9 Standort KG: Mitterberg                | Auf dem seit 1819 als Parzelle Mitterberg 315 benannten Grundstück baute in den 1820er-Jahren der Tischlermeister Anton Stauber ein aus einem ebenerdigen Geschoß und ersten Stockwerk samt großem Garten bestehendes Haus, dem er den Namen Zum Weinberg gab (heute: Kaiser-Franz-Ring 9). 1892 plante und errichtete der Badener Stadtbaumeister Adolf Foller (1863–1904) auf der Liegenschaft ein späthistoristisches dreigeschoßiges Mietwohnhaus, charakterisiert durch einen Mittelrisalit unter geschwungenem Giebel sowie neobarocke Fensterrahmungen in den Obergeschoßen. Im Zellerhof verstarben unter anderem David Popper (1843–1913), Rudolf Graf Montecuccoli (1843–1922) sowie Viktor Wallner (1922–2012). | BDA-Hist.: Q38107265 Status: § 2a Stand der BDA-Liste: 2025-06-30 Name: Zellerhof, Standesamt und Stadtbücherei GstNr.: 315 Zellerhof, Baden, Kaiser Franz-Ring 9                                                                                                   |
| ja   | Datei hochladen | Villa, Eisenstädterhaus HERIS-ID: 64517 Objekt-ID: 77249                                                     | Kaiser Franz-Ring 11 Standort KG: Mitterberg               | Eisenstädterhaus (benannt nach einem ehemaligen Eigentümer): Sterbehaus von Kardinal-Erzbischof Rudolf von Österreich (1788–1831) sowie Moritz Gottlieb Saphir (1795–1858); Wohnhaus des Architekten August Siccard von Siccardsburg (1813–1868). Zweigeschoßiges Biedermeier-Mietwohnhaus mit Attikageschoß (breiter Dreiecksgiebel) über dem von Rundbogenfenstern durchsetzten Mittelrisalit. Das gebänderte Erdgeschoß sowie das putzgequaderte Obergeschoß des Mittelrisalits weisen Rechteckfenster in Rundbogenblendnischen auf. Die Obergeschoßfenster der Flanken sitzen in rechteckigen putzrautenbekrönten Blendnischen. Der Straßentrakt datiert nach Dehio-Handbuch aus dem zweiten Viertel des 19. Jahrhunderts, die den Hof flankierenden zwei langen parallelen Flügel (mit Pawlatschen auf Konsolen) werden dem dritten Viertel des 19. Jahrhunderts zugerechnet. Nach Maurer, Der Badnerberg, S. 61, kaufte 1819 Anton Graf von Aichelburg die Liegenschaft und errichtete darauf das heute noch bestehende repräsentative Gebäude. | BDA-Hist.: Q38107275 Status: § 2a Stand der BDA-Liste: 2025-06-30 Name: Villa, Eisenstädterhaus GstNr.: .50 |
| ja   | Datei hochladen | Villa HERIS-ID: 33655 Objekt-ID: 31330                                                                       | Karlsgasse 6 Standort KG: Mitterberg                       | Erbaut von Karl Leopold, einem Polier bei Joseph Kornhäusel. Im Jahre 1863 erwarb das Institut Fröhlich – Lehr- und Erziehungsanstalt für Mädchen aus Wien, eine der bekanntesten Anstalten für höhere Töchter in Wien, die Villa und nutzte sie, wahrhaft große Opfer erbringend, für den Sommerbetrieb des Instituts, wobei auch (gegen hohes Entgelt) Externen-Schülerinnen sowie Internen-Zöglinge aus der Umgebung aufgenommen wurden. Nach dem Tod der Schwestern Fröhlich löste sich die Anstalt auf (letzte Erwähnung 1882). Die zweigeschoßige Biedermeiervilla ist charakterisiert durch einen stark vortretendem Hauptteil, in dem das auf dem Sockel-Halbgeschoß aufgehende Stockwerk als gebändertes Sockelgeschoß ausgebildet ist. Im Hauptgeschoß weist der pfeilerflankierte zweiachsige Mittelrisalit Rundbogentüren auf, die zweiachsigen Seiten Rundbogenfenster. | BDA-Hist.: Q37953240 Status: Bescheid Stand der BDA-Liste: 2025-06-30 Name: Villa GstNr.: 872/4 Institut Fröhlich |
| ja   | Datei hochladen | Kapelle, „Urlauberkapelle“ HERIS-ID: 64646 Objekt-ID: 77385                                                  | bei Marchetstraße 22 Standort KG: Mitterberg               | Ursprünglich war der Standort der sogenannten Urlaubskapelle, einer Giebelkapelle mit Rundbogenöffnung, an der gegenüberliegenden Straßenseite, Ecke Pelzgasse zu Marchetstraße 17. Rollett weist auf eine naturgetreue Abbildung der alten Urlaubskapelle hin, eine farbige Kreidezeichnung von Jac. Kampter (1823), die sich im Badener Stadtarchiv befand. Die heutige Kapelle errichtete man im Mai 1854; sie ist ähnlich den Stationskapellen des Kalvarienberges gestaltet und birgt im Innern zwei barocke polychrome Holzfiguren vom Anfang des 18. Jahrhunderts: Christus und Maria, wie sie voneinander Abschied nehmen. | BDA-Hist.: Q38107716 Status: § 2a Stand der BDA-Liste: 2025-06-30 Name: Kapelle, "Urlauberkapelle" GstNr.: .52 Baden, Kapelle bei Marchetstraße 22 |
| ja   | Datei hochladen | Villa Diodato HERIS-ID: 33660 Objekt-ID: 31336                                                               | Marchetstraße 46 Standort KG: Mitterberg                   | Die Villa samt zwei 1907 geschleiften Nebengebäuden (Glashaus mit Hausmeisterwohnung und Stallung für fünf Pferde mit Remise für drei Wagen) wurde 1841 für den aus Wien stammenden, unverheirateten Eugen Hummel (Maler?; 1812 bis circa 1845) nach Plänen von Gabriel Zimmermann (1813–1882), Architekt und Baumeister in Baden, erbaut. Der Baukubus besitzt zwei, die Wirtschaftsräume beherbergenden, rückspringende Seitenflügel, Frontispiz sowie Terrasse. Die Fassade ist siebenachsig, mittenbetont; Elemente sind Pilaster, Gesimse sowie Sichtmauerwerk. Der große Unterschied zwischen der Villa Diodato und anderen Villen der Zeit liegt in der Anzahl der Geschoße. Während jene stets zweigeschoßig sind, ruht die Villa Diodato mit nur einem Geschoß auf einem niedrigen Sockel. Das Gebäude breitet sich im Garten aus, sucht die Verbindung mit der umgebenden Natur und strebt nicht in die Höhe. Der Mittelrisalit stellt den Blickfang der Villa dar: zwischen zwei Pilastern liegen drei eng aneinander gereihte Rundbogentüren, bekrönt von einem Frontispiz; an der unteren Seite hält das Terrassengitter den Betrachter auf Distanz. Diese starke Konzentrierung der Fassaden- und Baugliederung auf den Mittelrisalit lässt alle anderen Bauteile daneben in den Hintergrund treten. Darum wirkt die Villa Diodato viel leichter und zarter, als ihre Ausmaße es erwarten ließen. Zweiter Eigentümer der Liegenschaft war ab 1852 Sigmund Lederer, dessen Gattin Louise 1893 in der Villa verstarb. Von etwa 1910 bis 1925 war das Grundstück im Eigentum von Bertold Mannheimer. | BDA-Hist.: Q37953272 Status: Bescheid Stand der BDA-Liste: 2025-06-30 Name: Villa Diodato GstNr.: 617/1 Villa Diodato |
| ja   | Datei hochladen | Villenanlage HERIS-ID: 64649seit 2024                                                                        | Marchetstraße 76 Standort KG: Mitterberg                   | Die Villa aus der Mitte des 19. Jahrhunderts war der Wohnsitz von Heinrich Strecker und ist daher als Villa Strecker bekannt. Beim elaborierten gusseisernen Verandavorbau wird vermutet, dass es sich um Teile des Österreich-Pavillons der Pariser Weltausstellung von 1889 handeln soll. | BDA-Hist.: Q126122326 Status: Bescheid Stand der BDA-Liste: 2025-06-30 Name: Villenanlage GstNr.: 785/2 Villa Strecker |
| ja   | Datei hochladen | Villa HERIS-ID: 245050seit 2023                                                                              | Marchetstraße 82 Standort KG: Mitterberg                   | | BDA-Hist.: Q119231375 Status: Bescheid Stand der BDA-Liste: 2025-06-30 Name: Villa GstNr.: .124 |
| ja   | Datei hochladen | Villa Greipel-Golz HERIS-ID: 33661 Objekt-ID: 31337                                                          | Martin Mayer-Gasse 3 Standort KG: Mitterberg               | Das Bauwerk wurde 1899 nach Plänen des Badener Architekten und Stadtbaumeisters Hugo Zimmermann (1849–1924) errichtet. Der secessionistische, den Einfluss von Otto Wagner manifestierende zweigeschoßige kubische Baukörper sitzt auf einem hohen Sockel-Souterrain. Der Gartentrakt ist eingeschoßig; die Fensterbekrönungen des Hauptgeschoßes sind gerade gehalten, ein Erker ist übereck gestellt. Das Obergeschoß ist von kleineren Fenstern durchsetzt. | BDA-Hist.: Q37953285 Status: Bescheid Stand der BDA-Liste: 2025-06-30 Name: Villa Greipel-Golz GstNr.: 11/13 |
| ja   | Datei hochladen | Wohnhaus HERIS-ID: 241842seit 2023                                                                           | Martin Mayer-Gasse 4 Standort KG: Mitterberg               | Die große zweigeschoßige Doppelvilla (gemeinsam mit Nr. 6) unter steilem Walmdach mit turmartigen Seitenrisaliten wurde 1902 von F.X.Schmidt für Julius Ferenczfy erbaut. Die Villa ist im Heimatstil auf späthistoristischer Grundlage mit secessionistisch beeinflussten Dekorelementen aus glasierter Keramik gestaltet. | BDA-Hist.: Q119231376 Status: Bescheid Stand der BDA-Liste: 2025-06-30 Name: Wohnhaus GstNr.: .340 |
| ja   | Datei hochladen | Wohnhaus HERIS-ID: 64695seit 2023                                                                            | Martin Mayer-Gasse 6 Standort KG: Mitterberg               | siehe Martin Mayer-Gasse 4 | BDA-Hist.: Q119231377 Status: Bescheid Stand der BDA-Liste: 2025-06-30 Name: Wohnhaus GstNr.: 11/11 |
| ja   | Datei hochladen | Villa Epstein/Rainer HERIS-ID: 64653 Objekt-ID: 77392seit 2011                                               | Rainerweg 1 Standort KG: Mitterberg                        | 1867 für den Bankier Gustav Ritter von Epstein von Otto Wagner errichtete Villa, die Epstein im Mai 1874 an Erzherzog Rainer verkaufen musste. | BDA-Hist.: Q18029175 Status: Bescheid Stand der BDA-Liste: 2025-06-30 Name: Villa Epstein/Rainer GstNr.: .154 Rainer Villa |
| ja   | Datei hochladen | Kapelle HERIS-ID: 111700 Objekt-ID: 129694seit 2013                                                          | bei Rainerweg 1 Standort KG: Mitterberg                    | 1875 ließ Erzherzog Rainer im Garten zur Villa Epstein die etwa 44 m² große neoromanische Privatkapelle durch Architekt Anton Hefft (1815–1900) und den Badener Stadtbaumeister Franz Breyer (1828–1894) errichten. | BDA-Hist.: Q64486144 Status: Bescheid Stand der BDA-Liste: 2025-06-30 Name: Kapelle GstNr.: .158 Kapelle, Rainer Villa |
| ja   | Datei hochladen | Orangerie HERIS-ID: 111699 Objekt-ID: 129693seit 2013                                                        | bei Rainerweg 3 Standort KG: Mitterberg                    | Das Glashaus der Villa Epstein wurde 1867 gleichzeitig mit dem Haupthaus und zwei Nebengebäuden errichtet. | BDA-Hist.: Q64486142 Status: Bescheid Stand der BDA-Liste: 2025-06-30 Name: Orangerie GstNr.: .155/1 Orangerie, Rainer Villa |
| ja   | Datei hochladen | Bauten und Gartenbaudenkmäler im Badener Kurpark HERIS-ID: 49509 Objekt-ID: 53281                            | im Kurpark Standort KG: Mitterberg                         | Kleindenkmäler im Kurpark: - Strassernbrunnen (1880) - Undinebrunnen (Josef Valentin Kassin, 1903) - Wetterstation (1883, neu gestaltet 1956) - „Nackter Reiter“ (Josef Müllner, 1906) - Denkmal „Kaiser Joseph II.“ (Arthur Kaan, 1899) - Musikpavillon (Josef Schubauer, 1894, restauriert 1991/2) - Holzpavillon „Café“ (1894, restauriert 1991) - Statue „Nackte Frau, an Steinpfeiler gelehnt“ - Blumenuhr (errichtet 1929, wiedererrichtet 1956) - Denkmal „Franz Grillparzer“ (Leopold Schrödl, 1874 vor der Sommerarena, 1899 hierher versetzt, restauriert 1972) - Kalvarienberg (fünf Stationskapellen mit barocken Statuengruppen, Ende 17./erstes Viertel 18. Jahrhundert) - Pavillon „Annahöhe“ (Ende 19. Jahrhundert) - „Morizruhe“ (errichtet 1985 an Stelle des 1852 von August Sicard von Sicardsburg und Eduard van der Nüll erbauten, 1938 abgetragenen Pavillon) - Holzpavillon „Schöne Aussicht“ (Ende 19. Jahrhundert) - Pavillon „Raimundaussicht“ (neu errichteter Pavillon an Stelle des 1894/95 hierher versetzten Richterturmes vom Badener Trabrennplatz) - Gedenkstein „(Alfred-)Ehrmann-Ruhe“ (1958, restauriert 1987) - Denkmal „Lanner-Strauß“ (Hans Mauer, 1912) - Gedenkstein „Josef Krupka“ (Hans Vock, 1936) - Beethoventempel (Wilhelm Luksch, 1927) - Mozarttempel (seit 1962, 1798 als Äskulaptempel erbaut, 1876 versetzt und renoviert, restauriert 1962; innen Bronzebüste Mozart, Josef Müllner, 1961, in Nische, bezeichnet 1876) - Hochbehälter „Jubiläumsaussicht“ (1880, restauriert 1991) - Mautner-Markhof-Pavillon (1908, restauriert 1961) - Denkmal „Josef Schaffhausen“ (1898) Anmerkung: Die BDA-Liste enthält keine gesonderten Angaben zu Bauten und Gartenbaudenkmälern im Badener Kurpark. | BDA-Hist.: Q38034299 Status: § 2a Stand der BDA-Liste: 2025-06-30 Name: Bauten und Gartenbaudenkmäler im Badener Kurpark GstNr.: 446/8, 446/13, .41, .44, .45, .46, 591/3, 446/2, 590/1, 324/1, .506, .29, .30, .31, .71, .25 Kurpark Baden                         |
| ja   | Datei hochladen | Villa Biedermann HERIS-ID: 64673 Objekt-ID: 77414                                                            | Trostgasse 5 Standort KG: Mitterberg                       | 1882 von dem Badener Architekten und Stadtbaumeister Hugo Zimmermann d. Ä. (* 1849 in Drahan; † 22. Juni 1924 in Baden) für den Großhändler Viktor Biedermann Ritter von Turony (* 17. Juni 1845 in Baden; † 28. Jänner 1905 in Wien) und dessen Ehefrau, die Schauspielerin Eugenie Matzer († 1902), auf dem Grund der ehemaligen bürgerlichen Schießstätte errichtet. Die neue Villa wurde in florentinischer Renaissance erbaut und mit Möbeln eingerichtet, welche eigens in Venedig alten Mustern nachgebildet wurden. Glasluster von Salviati, Holzdecken und Lambrio nach Venezianer Originalen: das ganze Haus wurde im Geiste norditalienischer Renaissance ausgestattet, den die Familie Biedermann so sehr schätzte, da sie die Winter in Venedig zubrachte. Baukörperstruktur und einige Dekorations- und Gliederungsmotive entsprechen jenen streng historistischen von Otto Wagners Villa Rainerweg 3. Das besonders flache Konsoldach kragt weit hervor, wie es für den späteren Wagner typisch wurde und bei den mittelalterlichen Florentiner Sparrendächern üblich war. Vor dem Mittelrisalit liegt eine schmale, ursprünglich von Statuen flankierte Terrasse – ohne darüberliegenden Balkon. Ein Balkon befindet sich jedoch an der Westseite, der einen besseren Blick auf das Stadtzentrum zulässt. An der Fassade finden sich (wahrscheinlich übermalt) Sgraffitodekorationen, die in Baden (wie auch Wien) selten waren und als „billigste Dekorationsmöglichkeit“ nicht sehr geschätzt. Auf alten Ansichten erkennt man neben dem Fries noch das Motiv der Lyra und schwebende Gestalten neben den Fenstern. Bei der Statue in der Mauernische handelt es sich um Asklepios. Im Winter 1905 kam die Villa (über Jahre) in den Mittelpunkt öffentlichen Interesses, als Biedermanns zweite Ehefrau und Witwe, Lukretia, ermordet aufgefunden wurde. Nach der Mordtat trug das Haus, insbesondere wegen der Rätsel aufgebenden Tätersuche, lokal den Beinamen die verhexte Villa. | BDA-Hist.: Q38107817 Status: Bescheid Stand der BDA-Liste: 2025-06-30 Name: Villa Biedermann GstNr.: 304 |
| ja   | Datei hochladen | Aquädukt HERIS-ID: 88917 Objekt-ID: 103508                                                                   | Andreas Hofer-Zeile Standort KG: Mitterberg                | Das Aquädukt über die Andreas Hofer-Zeile ist ein Teil der I. Wiener Hochquellenwasserleitung, siehe beim entsprechenden Eintrag. | BDA-Hist.: Q37728615 Status: § 2a Stand der BDA-Liste: 2025-06-30 Name: Aquädukt GstNr.: 587/2, 592/2, 893 Aquädukt Baden, Andreas Hofer-Zeile |
| ja   | Datei hochladen | Teil der 1. Wiener Hochquellenleitung HERIS-ID: 111379 Objekt-ID: 129211                                     | Standort KG: Mitterberg                                    | Die I. Wiener Hochquellenwasserleitung ist ein Teil der Wiener Wasserversorgung und war die erste Versorgung von Wien mit einwandfreiem Trinkwasser. Nach vierjähriger Bauzeit wurde die 95 Kilometer lange Leitung am 24. Oktober 1873 eröffnet. Markantestes Bauwerk in diesem Abschnitt ist das Aquädukt Baden, das sich über die Katastralgemeinden Mitterberg und Rauhenstein erstreckt. Anschließend im Verlauf gibt es in diesem Abschnitt noch den Einstiegsturm 37 (Lage) am Rainerweg und den Einstiegsturm 38 (Lage) an der Mautner Markhof-Straße. | BDA-Hist.: Q64765592 Status: Bescheid Stand der BDA-Liste: 2025-06-30 Name: Teil der 1. Wiener Hochquellenleitung GstNr.: 82/1, 872/6, 873/12, 587/2, 592/2, 859/4 Hochquellenwasserleitung in Baden, Lower Austria                                                 |
| ja   | Datei hochladen | Burgruine Scharfeneck HERIS-ID: 59551 Objekt-ID: 70944                                                       | Helenenstraße 77, westlich Standort KG: Rauhenstein        | Die erste gesicherte urkundliche Erwähnung der Burg Scharfeneck stammt aus dem Jahr 1405, wiewohl archäologische Funde belegen, dass das Areal bereits um 1100 besiedelt war. Anhand der erhaltenen Mauerreste wird als Bauzeit das späte 12. oder das frühe 13. Jahrhundert angenommen. Zusammen mit den benachbarten Burgen Rauheneck und Rauhenstein bildete diese bescheidene Höhenburg ein Dreieck zur Sicherung der Straße von Baden nach Heiligenkreuz. Vieles deutet darauf hin, dass sie im späten 13. Jahrhundert verlassen wurde; 1595 wird sie als „ödes Schloss“ erwähnt. Die augenfälligsten erhaltenen Teile sind die bis zu 5 m hohen Reste der Ringmauer, mutmaßliche Reste der Burgkapelle und wenige Teile der Außenmauer des Palas. | BDA-Hist.: Q1013846 Status: Bescheid Stand der BDA-Liste: 2025-06-30 Name: Burgruine Scharfeneck GstNr.: 684/5 Burg Scharfeneck (Baden) |
| ja   | Datei hochladen | Villa Jäger HERIS-ID: 33618 Objekt-ID: 31291                                                                 | Albrechtsgasse 10 Standort KG: Rauhenstein                 | Die zweigeschoßige fünfachsige, auf terrassenartigen Substruktionen ruhende Villa, in deren angebauten einachsigen Flanken sich große rundbogige Durchfahrten öffnen, stammt aus den Jahren 1842–1850 (Baudatum: 1842/43) und wird Joseph Kornhäusel (1782–1860) bzw. dem Steinmetzmeister Franz Jäger (* 1839) zugeschrieben. Im Namen des Hauptobjekts der Anlage (Villa, zwei Salettl, Treibhaus, Glashaus) findet sich bis heute der Bezug zur Bauherrin Josepha Jäger. Das Hauptgebäude mit leicht vorspringendem genutetem Mittelrisalit unter Dreiecksgiebel wird straßenseitig bestimmt von einem pilastergestützten Balkon, dessen erschließende Rundbogentür von schmalen, pilastergetrennten Fenstern flankiert ist (Palladio-Motiv). Um 1907 wurde das Nachbargrundstück (OZ 8), ein Wohnhaus mit großem Garten, zugekauft, um es als Wirtschafts- und Wohngebäude für Dienstboten zu verwenden. Ungefähr zur gleichen Zeit erwarb die Eigentümerfamilie auch einen schmalen Grundstreifen auf der gegenüberliegenden Straßenseite, damit kein neues Gebäude die Aussicht nähme. Die Bedeutung des Gartens geht auch aus dem erhaltenen Gartenplan hervor, bei dem jeder einzelne Baum genau bezeichnet ist. Die Villa wird auch als Miniatur-Weilburg bezeichnet, da, nach Darstellung der heutigen Besitzer, Kornhäusel die Sommervilla für seine Tanten errichtet habe, unter Verwendung von Baumaterialresten der unweit gelegenen, 1823 fertiggestellten Weilburg. Tatsächlich sieht die Villa auf den ersten Blick den Weilburg-Nebengebäuden (siehe weiter unten: Weilburgstraße 42) zum Verwechseln ähnlich, sowohl stilistisch als auch typologisch. Im Inneren haben sich einige Räume in ihrer ursprünglichen Ausstattung erhalten (Wand- und Deckenbemalung), darunter besonders beeindruckend das Stiegenhaus, das in elegantem Schwung aus dem Hauptgeschoß in den Garten und in den ersten Stock führt. | BDA-Hist.: Q37952974 Status: Bescheid Stand der BDA-Liste: 2025-06-30 Name: Villa Jäger GstNr.: .434 |
| ja   | Datei hochladen | Bildstock HERIS-ID: 64717 Objekt-ID: 77460                                                                   | Albrechtsgasse 24, bei Standort KG: Rauhenstein            | Die Gegend, in der sich der 1584 gesetzte Bildstock befindet, hieß früher Dörfl oder Point. Die Säule aus Sandstein hatte früher ihren Platz am Hause der Familie Weber, Albrechtsgasse 22, und ist daher lokal auch als Webermarterl bekannt. Im Tabernakel befand sich eine bemalte, die Schmerzhafte Mutter Maria darstellende Holzstatue, die später abhandenkam. Beim Umbau des Hauses erhielt der Steinpfeiler seinen neuen Standort am Gehsteigrand. Die achteckige Säule, seitlich mit Eisenklammern armiert, geht an ihrem Fuße in ein Quadrat über. Der laternenförmige Aufsatz, Tabernakel genannt, ist an der westlichen Rückseite glatt und hat an den drei übrigen Seiten seichte Rundbogennischen. Die linke, südliche, und die rechte, nördliche, Nische sind leer. In der östlichen Vorderseite befindet sich seit 1977 ein buntes von Franz Xaver Kaulfersch (1901–1995) geschaffenes Sgraffito. Es zeigt die Madonna mit Kind, links oben das Schloss Rauhenstein, darunter das Badener Stadtwappen, rechts unten die alte Pfarrkirche St. Helena. An der rechten nördlichen Seite des sich nach oben etwas auswölbenden Pfeilers findet sich die Inschrift: Anno 1584. Nach oben geht der Tabernakel in eine Steinpyramide mit einem Steinkreuz über. | BDA-Hist.: Q38107963 Status: § 2a Stand der BDA-Liste: 2025-06-30 Name: Bildstock GstNr.: 795/2 |
| ja   | Datei hochladen | Schloss Braiten HERIS-ID: 33625 Objekt-ID: 31298                                                             | Braitner Straße 26 Standort KG: Rauhenstein                | Der polnische Gelehrte Joseph Max Ossolinski (1748–1826), Graf von Tenczyn, ließ sich dieses Gebäude sowie das Nebengebäude im Jahre 1809 bzw. 1810 von Stadtbaumeister Anton Hantl (1769–1850) erbauen. Diesen großzügig eingerichteten Besitz machte der Bauherr, so wie seine Wohnung in Wien, zu einem Sammelplatz der Gelehrtenwelt. Aber auch Künstler weilten oft hier, unter anderem von 29. Juli 1816 bis Mitte Oktober 1816 Ludwig van Beethoven. Nach dem Tode Ossolinskis übernahm die Familie Wertheimer das Palais und erweiterte es (Fassaden, Terrassen) um die Mitte des 19. Jahrhunderts. Prominenteste Bewohnerin war um 1848 (und auch später) Erzherzogin Marie Anna (1804–1858), Tochter von Kaiser Franz II./I., die insbesondere während der Revolution sich vom Kaiserhaus auf dem Badener Hauptplatz in das Schloss zurückgezogen hatte. 1860 war die Liegenschaft Gegenstand in Zeitungsberichten, als der Wiener Psychiater Gustav Görgen (1814–1860), Leiter der Döblinger Irrenanstalt, sich in dem Haus das Leben nahm. Wechselnde Besitzer verwendeten das Schloss als Fremdenverkehrsbetrieb und situierten, nach einer Grundstücksteilung, im westlichen Teil 1911/12 die Pension Hanausek (heute: Elisabethstraße 10). 1925 erwarb es die Genossenschaft der Fleischhauer in Wien und richtete darin ein Erholungsheim ein. 1939 bis 1945 fungierte es als Amtsgebäude des Landrates für den Kreis Baden (also als ein Teil der ehemaligen Bezirkshauptmannschaft). Während der Besatzungszeit durch russische Truppen, 1945 bis 1955, war in dem Gebäude die russische Stadtkommandantur untergebracht. 1960 kaufte das Schlösschen der Trägerverein für die Malerschule des Österreichischen Malerhandwerks (seit 1948 im Schloss Leesdorf, das die Bundesinnung des Malerhandwerks damals von den Hartmann-Schwestern gepachtet hatte) und renovierte es. Schloss Braiten war dann von 1960 bis 1998 das Bundesinstitut für Heimerziehung bzw. später das Bundesinstitut für Sozialpädagogik. | BDA-Hist.: Q37953011 Status: Bescheid Stand der BDA-Liste: 2025-06-30 Name: Schloss Braiten GstNr.: 13/2 Schloss Braiten (Baden bei Wien) |
| ja   | Datei hochladen | Gartenpavillon HERIS-ID: 65973 Objekt-ID: 78843                                                              | Elisabethstraße 12 Standort KG: Rauhenstein                | Ein 1809 auf einem künstlichen, abgeböschten Hügel von Stadtbaumeister Anton Hantl (1769–1850) in Neugotik erbauter tempelartiger quadratischer Gartenpavillon, der zum einstigen Ossolinski-Besitz Schloss Braiten gehörte und der zeitlich vor dem Hauptgebäude fertiggestellt wurde. Jede der quadratflächigen Außenwände des Gebäudes ist zwischen Pilastern durchbrochen von drei spitzbogigen Öffnungen. Von Ludwig van Beethoven ist bekannt, dass er sich während seiner Aufenthalte im Schlossgebäude mit Vorliebe in diesem Pavillon aufhielt. Die (damals noch freie) Aussicht nach Süden hatten ihn hier zu Skizzen seiner Klaviersonate op. 101 inspiriert. 1911/12 wurde in der Sichtlinie zwischen Pavillon und Schloss Braiten die Pension Hanausek erbaut (heute: Elisabethstraße 10). 1994 errichtete das damals im Schloss untergebrachte Bundesinstitut für Sozialpädagogik mit der Stadtgemeinde Baden einen Baurechtsvertrag über Elisabethstraße 14–16, im Zuge dessen 1998 auch die Liegenschaft ON 12 bebaut wurde. | BDA-Hist.: Q38112198 Status: § 57-Mandatsbescheid Stand der BDA-Liste: 2025-06-30 Name: Gartenpavillon GstNr.: 13/9 |
| ja   | Datei hochladen | Villa HERIS-ID: 49523 Objekt-ID: 53311                                                                       | Elisabethstraße 38 Standort KG: Rauhenstein                | Ursprünglich 1874 von Stadtbaumeister Franz Breyer (1828–1894) für Anton Trenner errichtet. 1914 wurde die Villa von Baumeister August Ramberger bis zu den Grundmauern umgebaut, sodass heute eigentlich nichts mehr vom ursprünglichen Bau erhalten ist. Die kubische neoklassizistische zweigeschoßige Villa auf durchfenstertem Sockel-Souterrain besitzt an allen vier Seiten einen Mittelrisalit, wobei der straßenseitige dreiecksübergiebelt ist und die darin eingelassene Rechtecknische sich über beide Geschoße erstreckt. Die mittige Rundbogentür im Erdgeschoß der fünfachsigen Hauptfassade wird flankiert von eingestellten dorischen, die Rechtecktür im Obergeschoß von ionischen Säulen. 1993 trug das Gebäude den Namen Oskar-Helmer-Haus. In der Villa befinden sich heute Büros der Arbeiterkammer Niederösterreich und des ÖGB für den Bezirk Baden. | BDA-Hist.: Q38034397 Status: § 2a Stand der BDA-Liste: 2025-06-30 Name: Villa GstNr.: 49/4 |
| ja   | Datei hochladen | Kath. Pfarrkirche hl. Christoph HERIS-ID: 58603 Objekt-ID: 69354                                             | Friedrich Schiller-Platz 1 Standort KG: Rauhenstein        | Die Pfarrkirche St. Christoph wurde in den Jahren 1955 bis 1957 errichtet. | BDA-Hist.: Q21292886 Status: § 2a Stand der BDA-Liste: 2025-06-30 Name: Kath. Pfarrkirche hl. Christoph GstNr.: 136/29 Pfarrkirche St. Christoph (Baden) |
| ja   | Datei hochladen | Fußgängerbrücke, Albrechtsbrücke HERIS-ID: 99090 Objekt-ID: 115128                                           | Hauswiese 1a, südöstlich Standort KG: Rauhenstein          | Ab 1831 befand sich an dieser Stelle ein Steg. Dieser wurde 1879 mit Formstücken des Eisenwerks Teschen als Stahlfachwerkskonstruktion mit reich gestaltetem Gusseisengeländer erneuert und nach Erzherzog Albrecht (1817–1895), seit 1829 Eigentümer der nahegelegenen Weilburg, benannt und am 20. September 1879 eröffnet. | BDA-Hist.: Q37773487 Status: § 2a Stand der BDA-Liste: 2025-06-30 Name: Fußgängerbrücke, Albrechtsbrücke GstNr.: 802/1, 695/8, 799/2 Albrechtsbrücke |
| ja   | Datei hochladen | Villa HERIS-ID: 73335 Objekt-ID: 86623seit 2014                                                              | Helenenstraße 23 Standort KG: Rauhenstein                  | Die strenghistoristische, zweigeschoßige Villa mit Mittelrisalit und vorgelegter Pfeilerloggia unter einem Balkon wurde 1879 von Ludwig Harnwolf erbaut und später verändert. | BDA-Hist.: Q38132500 Status: Bescheid Stand der BDA-Liste: 2025-06-30 Name: Villa GstNr.: 764/8 |
| ja   | Datei hochladen | Villa HERIS-ID: 73337 Objekt-ID: 86625seit 2014                                                              | Helenenstraße 25 Standort KG: Rauhenstein                  | Die strenghistoristische, zweigeschoßige Villa mit Mittelrisalit unter Dreiecksgiebel, davor zweigeschoßige Pfeilerloggia, wurde 1879 von Ludwig Harnwolf erbaut und später verändert. | BDA-Hist.: Q38132511 Status: Bescheid Stand der BDA-Liste: 2025-06-30 Name: Villa GstNr.: .184 |
| ja   | Datei hochladen | Villa HERIS-ID: 70224 Objekt-ID: 83336seit 2014                                                              | Helenenstraße 29 Standort KG: Rauhenstein                  | Die eingeschoßige symmetrische Villa unter steilem Mansarddach hat einen Fachwerk-Doppelgiebel. Sie wurde im Heimatstil mit Schweizerhaus- und Materialbauelementen im Jahre 1911 von A. Müller erbaut. | BDA-Hist.: Q38124408 Status: Bescheid Stand der BDA-Liste: 2025-06-30 Name: Villa GstNr.: .689 |
| ja   | Datei hochladen | Villa HERIS-ID: 73338seit 2023                                                                               | Helenenstraße 31 (Vorderhaus) Standort KG: Rauhenstein     | | BDA-Hist.: Q119231378 Status: Bescheid Stand der BDA-Liste: 2025-06-30 Name: Villa GstNr.: .219 |
| ja   | Datei hochladen | Villa HERIS-ID: 70225 Objekt-ID: 83337seit 2014                                                              | Helenenstraße 33 Standort KG: Rauhenstein                  | Die eingeschoßige asymmetrische, späthistoristische Villa mit Schweizerhauselementen wurde 1889 von Hugo Zimmermann erbaut. Die Villa hat einen Seitenrisalit unter Schopfwalmdachgiebel, einen Polygonalbodenerker mit großen Rundbogenöffnungen zwischen Dreiviertelsäulen und an der östlichen Fassade ist ein zweigeschoßiger Turm unter einem Spitzhelm angebaut. | BDA-Hist.: Q38124418 Status: Bescheid Stand der BDA-Liste: 2025-06-30 Name: Villa GstNr.: .220, 764/3 |
| ja   | Datei hochladen | Villa Ettrich HERIS-ID: 70227 Objekt-ID: 83339seit 2014                                                      | Helenenstraße 35 Standort KG: Rauhenstein                  | Die asymmetrische eingeschoßige Backsteinvilla wurde 1889 von Hugo Zimmermann erbaut. Sie ist späthistoristisch mit Schweizerhauselementen (Cottage-Stil). | BDA-Hist.: Q38124436 Status: Bescheid Stand der BDA-Liste: 2025-06-30 Name: Villa Ettrich GstNr.: .221 |
| ja   | Datei hochladen | Villa HERIS-ID: 70228 Objekt-ID: 83340seit 2014                                                              | Helenenstraße 41 Standort KG: Rauhenstein                  | | BDA-Hist.: Q38124455 Status: Bescheid Stand der BDA-Liste: 2025-06-30 Name: Villa GstNr.: .176 |
| ja   | Datei hochladen | Villa HERIS-ID: 73341 Objekt-ID: 86629seit 2014                                                              | Helenenstraße 43 Standort KG: Rauhenstein                  | | BDA-Hist.: Q38132532 Status: Bescheid Stand der BDA-Liste: 2025-06-30 Name: Villa GstNr.: .212 |
| ja   | Datei hochladen | Villa HERIS-ID: 70229 Objekt-ID: 83341seit 2014                                                              | Helenenstraße 44 Standort KG: Rauhenstein                  | Die strenghistoristische, zweigeschoßige Villa mit vorgelegter zweigeschoßiger Loggia unter schwerem Gebälk und Balusterattika wurde 1874 von Franz Sommleitner erbaut. | BDA-Hist.: Q38124464 Status: Bescheid Stand der BDA-Liste: 2025-06-30 Name: Villa GstNr.: .180, 763/5 |
| ja   | Datei hochladen | Villa HERIS-ID: 73345 Objekt-ID: 86633seit 2014                                                              | Helenenstraße 45 Standort KG: Rauhenstein                  | | BDA-Hist.: Q38132542 Status: Bescheid Stand der BDA-Liste: 2025-06-30 Name: Villa GstNr.: 742/12 |
| ja   | Datei hochladen | Villa HERIS-ID: 70230 Objekt-ID: 83342seit 2014                                                              | Helenenstraße 47 Standort KG: Rauhenstein                  | Die kleine eingeschoßige Villa unter einem Mansarddach hat einen Mittelrisalit, einen geschwungenen Giebel und an den Flanken breite Segmentbogenfenster. Sie wurde 1905 von E. Dunz im neobarocken Stil erbaut. | BDA-Hist.: Q38124474 Status: Bescheid Stand der BDA-Liste: 2025-06-30 Name: Villa GstNr.: .394, 742/1 |
| ja   | Datei hochladen | Villa HERIS-ID: 70231 Objekt-ID: 83343seit 2014                                                              | Helenenstraße 49 Standort KG: Rauhenstein                  | Die unregelmäßige, eingeschoßige Villa steht auf einem Sockel-Halbgeschoß unter hohen Walmdächern. An der schmalen Straßenfront ein übergiebelter Bodenerker. Die Villa wurde 1888 von Friedrich Schachner im neobarocken Stil erbaut. Sie gehörte dem Stadtbaumeister Alois Schumacher. | BDA-Hist.: Q38124484 Status: Bescheid Stand der BDA-Liste: 2025-06-30 Name: Villa GstNr.: .210 |
| ja   | Datei hochladen | Villa HERIS-ID: 70232seit 2023                                                                               | Helenenstraße 50 Standort KG: Rauhenstein                  | | BDA-Hist.: Q119231379 Status: Bescheid Stand der BDA-Liste: 2025-06-30 Name: Villa GstNr.: 763/1 |
| ja   | Datei hochladen | Spitzvilla HERIS-ID: 70233 Objekt-ID: 83345seit 2014                                                         | Helenenstraße 53 Standort KG: Rauhenstein                  | Die strenghistoristische zweigeschoßige Villa mit gequadertem Sockelgeschoß wurde 1874 erbaut. | BDA-Hist.: Q38124495 Status: Bescheid Stand der BDA-Liste: 2025-06-30 Name: Spitzvilla GstNr.: .174 |
| ja   | Datei hochladen | Villa HERIS-ID: 70235 Objekt-ID: 83347                                                                       | Helenenstraße 56 Standort KG: Rauhenstein                  | Späthistoristische Villa, 1892 erbaut nach Plänen von Hans Peschl (1856–1930), Architekt, Bau-Inspector des Wiener Stadtbauamtes. Das zweigeschoßige unregelmäßige Bauwerk ist charakterisiert durch ein in die Ecke eingestelltes Polygonaltürmchen unter Zwiebeldach sowie segmentbogige Fenster in beiden Geschoßen. Der westliche Giebel ist holzverschalt; Süd- und Ostgiebel, jeweils geschwungen, schließen gekuppelte Rundbogenfenster ein. In der Planung berücksichtigt war eine Nutzwasserleitung für Bäder, Küchen, Closetts sowie Gartenbesprengung: Wasser vom Hausbrunnen wurde mit Hilfe eines Gasmotors in ein im Dachboden untergebrachtes Reservoir gepumpt. Unter anderem in den Jahren 1892 sowie 1902 war an dieser Adresse eine saisonale Sommer-Post eingerichtet. | BDA-Hist.: Q38124515 Status: Bescheid Stand der BDA-Liste: 2025-06-30 Name: Villa GstNr.: .26, 745/1, 746/2 Helenenstraße 56, Baden, Lower Austria |
| ja   | Datei hochladen | Schönfeldvilla HERIS-ID: 70234 Objekt-ID: 83346seit 2014                                                     | Helenenstraße 62 Standort KG: Rauhenstein                  | → Hauptartikel : Villa Schönfeld (Baden bei Wien) f1 | BDA-Hist.: Q38124505 Status: Bescheid Stand der BDA-Liste: 2025-06-30 Name: Schönfeldvilla GstNr.: 741/4 |
| ja   | Datei hochladen | Villa Gutmann HERIS-ID: 46895 Objekt-ID: 49214                                                               | Helenenstraße 72 Standort KG: Rauhenstein                  | Die Villa, nach ihrer Bauherrin, Ida von Gutmann-Wodianer, auch Villa Ida genannt, wurde 1882 von Alexander Wielemans von Monteforte und dem Badener Stadtbaumeister Hugo Zimmermann (1849–1924) als Sommersitz nach den Formen der deutschen Renaissance des Mittelalters errichtet. Der Bauumfang belief sich ursprünglich auf Hauptgebäude, zwei Wirtschaftsgebäude, Glashaus, Kegelbahn, Salettl, Gartenhaus, Wasserbecken, Wasserschloss mit Grotte. Die Liegenschaft war bis zum Anschluss im Eigentum von Rudolf Ritter von Gutmann (1880–1966), dem jüngsten Sohn von Wilhelm von Gutmann. Die arisierte Haus war 1944, als Elizabeth Duncan (1871–1948) und Max Merz (1874–1964) dort wohnten, im Besitz des Reichsgaus Niederdonau. Die große unregelmäßige Villa auf hohem Sockel-Halbgeschoß besitzt zwei Obergeschoße, zur Helenenstraße hin einen übergiebelten Mittelrisalit sowie einen polygonalen Eckerker. Das späthistoristisch ausgeführte Bauwerk trägt Materialbau- und Schweizerhauselemente. | BDA-Hist.: Q38024546 Status: Bescheid Stand der BDA-Liste: 2025-06-30 Name: Villa Gutmann GstNr.: .466, .236, .465, 737/1 Villa Gutmann |
| ja   | Datei hochladen | Pfarrhof HERIS-ID: 64548 Objekt-ID: 77284                                                                    | Helenenstraße 96 Standort KG: Rauhenstein                  | Der Pfarrhof der Filialkirche hl. Helena wurde 1761 parallel zur Kirche errichtet. 1957 wurde er zum Rektoratshaus. | BDA-Hist.: Q63986563 Status: § 2a Stand der BDA-Liste: 2025-06-30 Name: Pfarrhof GstNr.: .10/2 Pfarrhof Helenenkirche, Baden |
| ja   | Datei hochladen | Straßentunnel Urtelstein HERIS-ID: 112743 Objekt-ID: 130956seit 2017                                         | Helenenstraße 130, nordwestlich Standort KG: Rauhenstein   | | BDA-Hist.: Q37831868 Status: Bescheid Stand der BDA-Liste: 2025-06-30 Name: Straßentunnel Urtelstein GstNr.: 695/5, 695/13 Urtelstein tunnel |
| ja   | Datei hochladen | Ehem. Johannesbad, Kreativzentrum Theater am Steg HERIS-ID: 49513 Objekt-ID: 53291                           | Johannesgasse 14 Standort KG: Rauhenstein                  | 1979–1981 durch Helmut Zellhofer umgestaltet. Der um die Mitte des 19. Jahrhunderts entstandene eingeschoßige genutete Bau unter Flachdach mit Rechteckfenstern und niedriger gerader Attika im Osten wurde 1908–1912 umgestaltet, 1926 sowie 1949 restauriert. Die Quellen des Johannesbades und des nächstgelegenen Ferdinandsbades waren schon vor 1672 als Armen- und Bettlerbäder auf einer Schotterinsel der Schwechat in zwei Hütten im Gebrauch. 1715 schenkte der Besitzer der Herrschaft Weikersdorf, Otto Josef von Quarient und Räal, dem Wundarzt Drescher beide Quellen, weil dieser sich bei der Bekämpfung der Pest bewährt hatte. Drescher setzte ein ordentliches, mit einer Wohnung versehenes Bad darüber, das Johannesbad, während die Ferdinandsquelle weiter offen benützt und in einem hölzernen Badekasten eingefangen wurde, den eine Scheidewand in zwei Räume teilte (im Armenbad badete man nackt). 1802 erlangte Zacharias Christ die Quellen, vereinigte sie in einem Gebäude und situierte daneben auch ein „niedliches Wohnhaus mit viel Bequemlichkeiten“. Danach waren Besitzer ein Rittmeister Neuerer sowie dessen Tochter A. von Kiefhaber. 1873 erstand es die Hotel- und Bädergesellschaft, stattete (noch vor der städtischen Bäderreform) 1876 die mit dem Bad in Verbindung stehenden „Passagierzimmer“ modern aus und machte aus dem Anbau ein Hotel garni. Ab 1880 waren die Bäder Eigentum von C. Venuleth und ab 1904 der Familie des Zahnarztes Philipp Smolcic; 1908 bis 1912 wurden sie gänzlich verändert und modern eingerichtet. Im Jahre 1914 schließlich wurde das Sanatorium Johannesbad neu erbaut. 1925/26 erwarb die Stadtgemeinde die Anlage, gestaltete sie um und nahm sie 1927 in Betrieb. Am 30. August 1949 erfolgte während der sowjetischen Besetzung die Wiedereröffnung als Kuranstalt, ab 1. Juli 1952 diente das Erdgeschoß des Bades als Rheumaforschungsinstitut des Internisten Karl Fellinger (1904–2000), ab 1954 als Wiederherstellungsstation für Behinderte, von 1968 bis 1976 das Kurheim zur teilweisen Unterbringung des Internats der Pädagogischen Akademie. Am 14./15. November 1973 wurde, zeitgleich mit dem einsetzenden Vollbetrieb des Kurmittelhauses, der Badebetrieb eingestellt. Nach Umbau des Bades in ein Kreativzentrum 1980/81 wurde das Haus unter selbem Namen am 4. September 1981 von Landeshauptmann Siegfried Ludwig eröffnet. Im Jänner 1990 wurde durch die Stadtgemeinde das Kreativzentrum (Saal III) zum Theater am Steg. Das Veranstaltungshaus nennt sich nun seit Jahren Kreativzentrum Theater am Steg. | BDA-Hist.: Q38034330 Status: § 2a Stand der BDA-Liste: 2025-06-30 Name: Ehem. Johannesbad, Kreativzentrum Theater am Steg GstNr.: .652 Theater am Steg |
| ja   | Datei hochladen | Kaiser Franz Joseph-Brücke, Löwenbrücke HERIS-ID: 88931 Objekt-ID: 103522seit 2016                           | bei Braitner Straße 1 Standort KG: Rauhenstein             | Die Kaiser-Franz-Joseph- oder Löwenbrücke, eine genietete Eisenfachwerk-Konstruktion von 1898, ist aus zwei parallel verlaufenden Hauptfachwerkträgern und mehreren Querträgern zusammengesetzt. Die vorgefertigten Eisenprofile wurden und an Ort und Stelle zusammengenietet, was zur Bauzeit noch ein relativ neues Verfahren war. Anmerkung: Die Kaiser Franz Joseph-Brücke verbindet die Katastralgemeinden Baden und Rauhenstein. | BDA-Hist.: Q37729278 Status: Bescheid Stand der BDA-Liste: 2025-06-30 Name: Kaiser Franz Joseph-Brücke, Löwenbrücke GstNr.: 803/7, 774/24, 772/51 Kaiser Franz Joseph-Brücke, Baden, Lower Austria                                                                  |
| ja   | Datei hochladen | Miethaus, Nicoladonihaus HERIS-ID: 64665 Objekt-ID: 77406                                                    | Schimmergasse 17 Standort KG: Rauhenstein                  | Das als Nicoladoni-Haus (auch: Nikoladonivilla) bekannte große viergeschoßige Bauwerk wurde auf späthistoristischer Grundlage 1912 nach einem Entwurf von Franz Illichmann erbaut. Das auf hohem Sockel-Souterrain aufsitzende, dem Heimatstil zuzurechnende Gebäude ist gekennzeichnet durch einen zweiachsigen übergiebelten Mittelrisalit sowie polygonale turmartige Seitenrisalite; das dritte Obergeschoß ist als Mansarddach ausgeführt. Nachdem Baden 1945 Hauptquartier der sowjetischen Besatzungsmacht in Österreich geworden war, richtete der sowjetische Geheimdienst (siehe: NKWD) in dem durch eine Holzplanke aus der Stadt herausgeschnittenen Nicoladoni-Haus seine Zentrale ein. Schriftliche und mündliche Berichte erinnern an grauenhafte Vorgänge, die sich dort (sowie in den Kellern der meisten nahegelegenen Villen) abspielten. Das Haus war Übergangsgefängnis für viele Österreicher, die nach Sibirien verschickt wurden, darunter der niederösterreichische Landtagsabgeordnete Ferdinand Riefler (1897–1975), der am 28. August 1946 in die mit Stacheldraht umzäunte Villa eingeliefert wurde, sowie Margarethe Ottilinger (1919–1992), die Anfang November 1948 nach Baden bei Wien in das russische Staatsgefängnis kam. | BDA-Hist.: Q38107798 Status: § 2a Stand der BDA-Liste: 2025-06-30 Name: Miethaus, Nicoladonihaus GstNr.: .706 Miethaus Schimmergasse 17, Baden |
| ja   | Datei hochladen | Helenenfriedhof samt Kapelle HERIS-ID: 58608 Objekt-ID: 69367                                                | Steinbruchgasse 14 Standort KG: Rauhenstein                | Der Helenenfriedhof am Hang des Römerberges, benannt nach der ehemaligen Pfarrkirche St. Helena, wurde 1832 angelegt und beherbergt mehrere kulturhistorisch interessante Grabdenkmäler. Die Urnenkapelle diente ursprünglich als Aufbahrungshalle. | BDA-Hist.: Q38084185 Status: § 2a Stand der BDA-Liste: 2025-06-30 Name: Helenenfriedhof samt Kapelle GstNr.: 616 Helenenfriedhof Baden, Lower Austria |
| ja   | Datei hochladen | Volksschule HERIS-ID: 64702 Objekt-ID: 77443                                                                 | Uetzgasse 12 Standort KG: Rauhenstein                      | Das vom Badener Stadtbaumeister Josef Schmidt (1838–1910) strenghistoristisch ausgeführte Gebäude wurde am 19. Dezember 1890 als Valerie-Volksschule eingeweiht und beherbergte bei vier Lehrzimmern im ersten Jahr 190 Schüler. Der zweigeschoßige Bau ruht auf hohem Sockel-Souterrain und besitzt vierachsige Flanken; der Mittelrisalit wird von einem Dreiecksgiebel abgeschlossen. | BDA-Hist.: Q38107883 Status: § 2a Stand der BDA-Liste: 2025-06-30 Name: Volksschule GstNr.: 181/7 |
| ja   | Datei hochladen | Martinek-Kaserne HERIS-ID: 49525 Objekt-ID: 53327                                                            | Vöslauer Straße 106 Standort KG: Rauhenstein               | Die an der Grenze zwischen den Gemeinden Baden und Sooß gelegene Kaserne, 1938–1941 auf einer Fläche von rund 40.000 m² für die Flak-Artillerie der deutschen Wehrmacht errichtet, wurde bei Kriegsende von den Sowjets übernommen. Sie ging nach der Besatzungszeit in das Eigentum des Bundes über und wurde 1963 nach dem Offizier Robert Martinek benannt. Das Bundesheer nutzte die Anlage bis Ende 2013. Ein Konzept für die Nachnutzung lag mit Stand von März 2019 noch nicht vor. Anmerkung: Das Gelände ragt in die Gemeinde Sooß | BDA-Hist.: Q1776239 Status: § 2a Stand der BDA-Liste: 2025-06-30 Name: Martinek-Kaserne GstNr.: 202/1, 192/1 Martinekkaserne |
| ja   | Datei hochladen | Rollettmuseum HERIS-ID: 49522 Objekt-ID: 53310                                                               | Weikersdorfer Platz 1 Standort KG: Rauhenstein             | Das späthistoristische Gebäude, in dem das Rollettmuseum und das Badener Stadtarchiv untergebracht sind, wurde 1903–1905 nach Plänen des Architekten Rudolf Krausz als Rathaus für die damals noch eigenständige Gemeinde Weikersdorf errichtet. Es verfügt über einen Turm mit Galerie und Glockendach, Ziergiebel und ein Säulenportal. | BDA-Hist.: Q1339890 Status: § 2a Stand der BDA-Liste: 2025-06-30 Name: Rollettmuseum GstNr.: .403 Rollettmuseum |
| ja   | Datei hochladen | Villa Paradiso HERIS-ID: 33678 Objekt-ID: 31354                                                              | Weilburgstraße 6 Standort KG: Rauhenstein                  | Die zweigeschoßige Spätbiedermeiervilla geht auf Stadtsteinmetzmeister Franz Hauser sowie Anna Hauser zurück (siehe Weilburgstraße 8), die 1847 mit dem Bau begonnen haben. Gartenfassade, Loggia, Obergeschoß wurden 1934 von J. Fischer klassizierend umgebaut. Die spätklassizistische Villa steht an prominenter Stelle gegenüber dem westlichen Seitentrakt des Sauerhofs. Eine den Originalzustand zeigende Ansicht aus circa 1855 bestätigt, dass sich auch ursprünglich über dem von zwei ebenerdigen Seitenflügeln flankierten Portikus eine Terrasse befand. Dahinter, also relativ weit zurückversetzt, erhebt sich über der Mittelachse der Stockaufbau, bekrönt von einem Dreiecksgiebel, wodurch ein basilikales Aufrissbild erscheint. Die Villa besticht durch ihre klassischen Maßverhältnisse. Erst später wurden die beiden Seitenteile des ersten Stockwerks überbaut, wieder zurückversetzt gegenüber dem darunterliegenden Geschoß. Es ist dies die einzige Villa Badens, bei der ein nach hinten versetzter Stockaufbau in der Gebäudemitte errichtet wurde. Gewisse Ähnlichkeiten lassen sich mit der Villa Nani Mocenigo in Canda, Italien, feststellen. Dem Hauptgebäude mit Mittelrisalit unter Dreiecksgiebel vorgelegt ist, unter Architrav, die dreiachsige Portikusnische mit eingestellten ionischen Säulen; die eingeschoßigen Flanken sind durchsetzt von pilastergeordneten, gemeinsam gerade bekrönten Rechteckfenstern. | BDA-Hist.: Q37953397 Status: Bescheid Stand der BDA-Liste: 2025-06-30 Name: Villa Paradiso GstNr.: 772/42, .503 |
| ja   | Datei hochladen | Engelsbad, Kurhaus Baden HERIS-ID: 59572 Objekt-ID: 70981                                                    | Weilburgstraße 7-9 Standort KG: Rauhenstein                | Das Engelsbad wurde, wie der nebenan gelegene Sauerhof, bis 1822 nach Plänen des Architekten Josef Kornhäusel errichtet. Sein würfelförmiger Zentralbau wird von mehreren niedrigeren Kuben flankiert und ist mit ihnen verschnitten. Den Abschluss an der Rückseite bildet ein Halbzylinder. | BDA-Hist.: Q38087788 Status: § 2a Stand der BDA-Liste: 2025-06-30 Name: Engelsbad, Kurhaus Baden GstNr.: 50/13 Engelsbad, Baden, Lower Austria |
| ja   | Datei hochladen | Villa Hauser HERIS-ID: 33679 Objekt-ID: 31355                                                                | Weilburgstraße 8 Standort KG: Rauhenstein                  | Die Villa samt Wirtschaftsgebäude und Gartenhaus wurde 1843/44 von Josef Fellner (1774–1843), Schwiegersohn des Auftraggebers und Steinmetzmeisters Franz Hauser, auf dem 1843 von der Herrschaft Weikersdorf erworbenen Dominikalgrund errichtet. Auch der Bauherr selbst wird, zumindest für das Fertigstellungsjahr 1844, als Planer angenommen. Der frühhistoristische weitläufige, vielgliedrige Baukörper ist rundbogendurchfenstert bei gestaffelter Hauptfassade. Der überhöhte Mittelteil der neunachsigen Hauptfassade wird von einem attikaartigen Dachgiebel abgeschlossen. Ein auf frontaler Hauptachse ursprünglich gemauerter viersäuliger Söller wurde später durch eine terrassentragende Holzkonstruktion ersetzt. Den flankierenden eingeschoßigen, terrassenbekrönten Rundbogenloggien folgen ein- bzw. zweigeschoßige Flügelbauten, die gegen den Garten einen offenen Hof ausbilden. Die Fassaden erscheinen gegenüber frühen Darstellungen reduziert, ein Eindruck, der möglicherweise 1992/93 durch aggressive Restaurierung verstärkt wurde. Auch weisen die fast schmucklose Fassade sowie die ausschließlich mit Rundbögen abschließenden Fenster und Türen große Ähnlichkeit mit dem Wiener Hauptmünzamt auf, an dem Franz Hauser als Steinmetzmeister mitgearbeitet hat. – Im Garten befindet sich ein kleiner Backsteinbau mit Rundbogenfenstern und schräg vorgelegtem Säulenportikus. | BDA-Hist.: Q37953403 Status: Bescheid Stand der BDA-Liste: 2025-06-30 Name: Villa Hauser GstNr.: 772/38 Villa Hauser (Baden) |
| ja   | Datei hochladen | Hotel Sauerhof HERIS-ID: 33680 Objekt-ID: 31357                                                              | Weilburgstraße 11-13 Standort KG: Rauhenstein              | Der Sauerhof ist ein ehemaliger Residenzsitz, der im 12. Jahrhundert erstmals urkundlich erwähnt wird. In seiner heutigen Form wurde er, wie das nebenan gelegene Engelsbad, 1820–1822 nach Plänen des Architekten Josef Kornhäusel als Hotel errichtet. | BDA-Hist.: Q2227163 Status: Bescheid Stand der BDA-Liste: 2025-06-30 Name: Hotel Sauerhof GstNr.: .105/2 Sauerhof |
| ja   | Datei hochladen | Villa HERIS-ID: 205369seit 2021                                                                              | Weilburgstraße 22 Standort KG: Rauhenstein                 | An diese Villa aus dem 19. Jahrhundert wurde 1928 von Josef Frank ein Trakt angebaut. | BDA-Hist.: Q107530858 Status: Bescheid Stand der BDA-Liste: 2025-06-30 Name: Villa GstNr.: 803/2, 772/52 |
| ja   | Datei hochladen | Figurenbildstock Mariensäule HERIS-ID: 64720 Objekt-ID: 77463                                                | bei Weilburgstraße 35 Standort KG: Rauhenstein             | Hermann Rollett berichtet, dass am 29. Juli 1855 eine feierliche Prozession von der Stadtpfarrkirche zu der an der Weilburgstraße aufgerichteten und damals restaurierten Mariensäule der unbefleckten Empfängnis stattgefunden hat. Anlass für die Restaurierung und die Prozession war die Dogmatisierung des Lehrsatzes von der Unbefleckten Empfängnis Mariens am 8. Dezember 1854. Aus dieser Nachricht geht hervor, dass sich an der Weilburgstraße schon früher eine Mariensäule befunden hat, über deren Standort, Entstehungszeit und Aussehen uns nichts bekannt ist. Die heutige Säule stammt vom Wiener Ringtheater, das am 8. Dezember 1881 (am Mariä-Empfängnis-Tag) abbrannte. Aus der Inschrift an der Säule ergibt sich das Errichtungsjahr 1884. Die runde Steinsäule hat einen quadratischen Sockel mit vier Inschrifttafeln und über diesen jeweils einen neugotischen Giebel. Auf der Säule steht eine Immakulatafigur aus Stein im historisierenden Stil des ausgehenden 19. Jahrhunderts. Die Inschriften lauten: vorne (nach Norden gerichtet): Signum magnum apparuit in caelo mulier amicta sole et luna sub pedibus ejus, et in capite, corona stellarum duodecim — links (gegen Osten gerichtet): Der Gemeinde Weikersdorf gewidmet von Paul und Marianne Wasserburger — rechts (gegen Westen gerichtet): Errichtet 1884 – Renoviert im Marianischen Jahr 1954 — an der Rückseite (gegen Süden): O Maria ohne Makel der Sünde empfangen bitte für uns die wir zu Dir unsere Zuflucht nehmen. | BDA-Hist.: Q38107972 Status: § 2a Stand der BDA-Liste: 2025-06-30 Name: Figurenbildstock Mariensäule GstNr.: 774/19 Mariensäule, Weilburgstraße Baden, Lower Austria                                                                                                |
| ja   | Datei hochladen | ehem. Kavaliershaus HERIS-ID: 33681 Objekt-ID: 31358                                                         | Weilburgstraße 42 Standort KG: Rauhenstein                 | Von den zwei villenartigen, ursprünglich durch einen eingeschoßigen Wirtschaftstrakt verbundenen Flügelbauten des ehemaligen Schlosses Weilburg ist jenes mit der ON 42 weitgehend authentisch erhalten. Der zwischen 1820 und 1823 von Joseph Kornhäusel geplante zweigeschoßige Bau weist unter Dreiecksgiebeln genutete, die Rücklagen überragende Mittelrisalite mit palladiomotivartigen Tür-Fenster-Gruppen auf. Der Balkon im Obergeschoß des Mittelrisalits ist dem dritten Viertel des 19. Jahrhunderts zuzurechnen. | BDA-Hist.: Q1737218 Status: Bescheid Stand der BDA-Liste: 2025-06-30 Name: ehem. Kavaliershaus GstNr.: 658/48 |
| ja   | Datei hochladen | Portikusaufsatz des ehem. Schlosses Weilburg HERIS-ID: 40646 Objekt-ID: 40636                                | gegenüber Weilburgstraße 44 Standort KG: Rauhenstein       | Das 1820–1823 errichtete Schloss Weilburg, zu seiner Zeit eines der bedeutendsten klassizistischen Bauwerke Österreichs, brannte gegen Ende des Zweiten Weltkriegs ab. Die Reste der Ruine wurden 1964 gesprengt. Der von Josef Klieber geschaffene Wappenstein sollte geborgen werden, zerbarst aber bei der Sprengung aufgrund einer pyrotechnischen Panne und wurde später von dem Bildhauer Josef Dobner wieder zusammengesetzt. | BDA-Hist.: Q104737283 Status: Bescheid Stand der BDA-Liste: 2025-06-30 Name: Portikusaufsatz des ehem. Schlosses Weilburg GstNr.: 626/3 Portikusaufsatz von Schloss Weilburg, Baden NÖ                                                                              |
| ja   | Datei hochladen | Mietvilla HERIS-ID: 91531 Objekt-ID: 106322                                                                  | Weilburgstraße 53 Standort KG: Rauhenstein                 | Das 1871 von Walter Raschka geplante und/oder erbaute zweigeschoßige Wohnhaus ist im Erdgeschoß charakterisiert durch einen zweiachsigen Mittelteil, in dem von Wandpfeilern flankiert ein Rundbogentor sowie ein Rundbogenfenster eingelassen sind. Das Obergeschoß weist mittig unter einer kurzen Attika mit Dachhäuschen und einem Segmentgiebel einen zweiachsigen, ein gekuppeltes Rundbogenfenster tragenden Erker auf. Die Rundbogenfenster beider Geschoße sind gerade abgeschlossen, im Obergeschoß umschlossen von Backsteinmauerwerk. | BDA-Hist.: Q37755856 Status: Bescheid Stand der BDA-Liste: 2025-06-30 Name: Mietvilla GstNr.: 89 |
| ja   | Datei hochladen | Villa Hahn samt Nebengebäude HERIS-ID: 33682 Objekt-ID: 31359                                                | Weilburgstraße 83-85 Standort KG: Rauhenstein              | Die von Otto Wagner für den Generaldirektor der k.k. priv. österreichischen Länderbank, Samuel Ritter von Hahn (1837–1915), geplante Villa wurde 1885–1887 errichtet. | BDA-Hist.: Q20754462 Status: Bescheid Stand der BDA-Liste: 2025-06-30 Name: Villa Hahn samt Nebengebäude GstNr.: 116/3 Villa Hahn (Baden bei Wien) |
| ja   | Datei hochladen | Villa Eugen samt Wirtschaftsgebäude HERIS-ID: 33683 Objekt-ID: 31360                                         | Weilburgstraße 103 Standort KG: Rauhenstein                | Die Villa wurde im Auftrag von Erzherzog Wilhelm von Franz von Neumann geplant und 1883–1886 gebaut. Ihren Namen verdankt sie Erzherzog Eugen, der die Villa 1894 erbte. | BDA-Hist.: Q20170824 Status: Bescheid Stand der BDA-Liste: 2025-06-30 Name: Villa Eugen samt Wirtschaftsgebäude GstNr.: .37/1, .36 Villa Eugen, Baden, Lower Austria                                                                                                |
| ja   | Datei hochladen | Kath. Filialkirche hl. Helena HERIS-ID: 49519 Objekt-ID: 53299                                               | Helenenstraße 96 Standort KG: Rauhenstein                  | Urkundlich bereits 1518 erwähnt, stammt der spätbarocke Saalbau wesentlich aus dem Jahre 1737, als Salomon von Piazzoni die Kirche erweiterte und barockisierte. Die Kirche war von 1850 bis 1912 Pfarrkirche der Gemeinde Weikersdorf. | BDA-Hist.: Q20026723 Status: § 2a Stand der BDA-Liste: 2025-06-30 Name: Kath. Filialkirche hl. Helena GstNr.: .11 St. Helena (Baden) |
| ja   | Datei hochladen | Burgruine Rauheneck HERIS-ID: 64542 Objekt-ID: 77278                                                         | Weilburgstraße 105, südlich Standort KG: Rauhenstein       | Die hochmittelalterliche Ministerialenburg Rauheneck, rechts der Schwechat auf einem Vorberg des Lindkogels gelegen, diente einst mit der gegenüber liegenden Burg Rauhenstein zur Bewachung der Straße von Baden nach Heiligenkreuz. 1137 wurde sie erstmals urkundlich erwähnt. 1529 wurde sie von türkischen Truppen zerstört und nicht wieder aufgebaut. Die Stadt Baden ließ die Ruine 1961 sanieren und für die Öffentlichkeit zugänglich machen. | BDA-Hist.: Q1015468 Status: Bescheid Stand der BDA-Liste: 2025-06-30 Name: Burgruine Rauheneck GstNr.: 684/4 Burg Rauheneck (Baden) |
| ja   | Datei hochladen | Teil der 1. Wiener Hochquellenleitung HERIS-ID: 111380 Objekt-ID: 129212                                     | Standort KG: Rauhenstein                                   | Die I. Wiener Hochquellenwasserleitung ist ein Teil der Wiener Wasserversorgung und war die erste Versorgung von Wien mit einwandfreiem Trinkwasser. Nach vierjähriger Bauzeit wurde die 95 Kilometer lange Leitung am 24. Oktober 1873 eröffnet. Markantestes Bauwerk in diesem Abschnitt ist das Aquädukt Baden, das sich über die Katastralgemeinden Mitterberg und Rauhenstein erstreckt. Im Verlauf davor gibt es in diesem Abschnitt noch den Einstiegsturm 36 (Lage). | BDA-Hist.: Q64765594 Status: Bescheid Stand der BDA-Liste: 2025-06-30 Name: Teil der 1. Wiener Hochquellenleitung GstNr.: 803/2, 488/1, 488/6, 650/2, 764/9, 765/3, 748/3, 488/6, 658/3 Hochquellenwasserleitung in Baden, Lower Austria                            |
| ja   | Datei hochladen | Burgruine Rauhenstein HERIS-ID: 59685 Objekt-ID: 71196                                                       | Rauhensteingasse 2, nördlich Standort KG: Rauhenstein      | Die auf das letzte Drittel des 12. Jahrhunderts datierte Burg Rauhenstein, eine der größten Burgen im Umkreis von Wien, diente einst, zusammen mit der gegenüber liegenden Burg Rauheneck, zur Sicherung der Straße von Baden nach Heiligenkreuz. 1529 wurde sie von türkischen Truppen zerstört. 1531 wurde sie wieder instand gesetzt. Im 15./16. Jahrhundert war sie Zentrum des Landgerichtsbezirks. Danach verödete die Burg zusehends; aus dem Jahr 1635 ist belegt, dass sie zu diesem Zeitpunkt bereits verlassen war. Bis Ende des 17. Jahrhunderts war sie zur Ruine geworden. Im 19. Jahrhundert ließ Johann Ferdinand von Schönfeld den Bergfried renovieren, beschädigte Mauern sichern, Gärten anlegen und die Burg für die Öffentlichkeit zugänglich machen. | BDA-Hist.: Q874746 Status: Bescheid Stand der BDA-Liste: 2025-06-30 Name: Burgruine Rauhenstein GstNr.: 697/1 Burg Rauhenstein (Baden) |
| ja   | Datei hochladen | Helenenschule HERIS-ID: 64723 Objekt-ID: 77466seit 2014                                                      | Helenenstraße 4 Standort KG: Weikersdorf                   | Der strenghistoristische Schulbau wurde 1868 von Franz Breyer errichtet. Das zweigeschoßige Gebäude hat Eck- und Mittelrisalite mit rundbögigen Doppelfenstern, Eckbänderung, die Flanken sind dreiachsig und haben rechteckige Fenster. Die Gliederung erfolgt durch gebänderte Lisenen. | BDA-Hist.: Q38107991 Status: Bescheid Stand der BDA-Liste: 2025-06-30 Name: Helenenschule GstNr.: .61 |
| ja   | Datei hochladen | Villa Knepper II HERIS-ID: 70217 Objekt-ID: 83329seit 2014                                                   | Helenenstraße 3 Standort KG: Weikersdorf                   | Das zweigeschoßige Schweizerhaus ist das ehemalige Nebengebäude der demolierten Villa auf Nr. 1, es wurde 1846–1853 im frühhistoristischen Stil erbaut. Der kubische Baukörper hat ein flaches Satteldach und reiche Holzbauelemente (umlaufende Balkone auf Konsolen, straßenseitig eine zweigeschoßige Loggia. Die Westfassade ist durch Rundbogenöffnungen gegliedert). | BDA-Hist.: Q38124339 Status: Bescheid Stand der BDA-Liste: 2025-06-30 Name: Villa Knepper II GstNr.: 55/1 |
| ja   | Datei hochladen | Villa Orsini-Rosenberg HERIS-ID: 67873seit 2023                                                              | Helenenstraße 5 Standort KG: Weikersdorf                   | | BDA-Hist.: Q119231380 Status: Bescheid Stand der BDA-Liste: 2025-06-30 Name: Villa Orsini-Rosenberg GstNr.: 54 |
| ja   | Datei hochladen | Villa HERIS-ID: 70218 Objekt-ID: 83330seit 2014                                                              | Helenenstraße 9 Standort KG: Weikersdorf                   | Die strenghistoristische Villa wurde 1872 von J. Kiellmayer erbaut. Der zweigeschoßige Bau hat einen putzgebänderten bzw. -gequaderten Mittelrisaliten mit einem Balkon im Obergeschoß und darüber einen Dreiecksgiebel. 1907 erfolgte ein Umbau durch O. und R. Marek. | BDA-Hist.: Q38124350 Status: Bescheid Stand der BDA-Liste: 2025-06-30 Name: Villa GstNr.: .65/1 |
| ja   | Datei hochladen | Villa HERIS-ID: 70219 Objekt-ID: 83331seit 2014                                                              | Helenenstraße 11 Standort KG: Weikersdorf                  | Die strenghistoristische Villa wurde 1872 von J. Kiellmayer erbaut. Der zweigeschoßige Bau hat einen putzgebänderten bzw. -gequaderten Mittelrisaliten mit einem Balkon im Obergeschoß und darüber einen Dreiecksgiebel. Durchlaufendes Kordongesims zwischen den Geschoßen. | BDA-Hist.: Q38124360 Status: Bescheid Stand der BDA-Liste: 2025-06-30 Name: Villa GstNr.: 53/1 |
| ja   | Datei hochladen | Villa HERIS-ID: 70220 Objekt-ID: 83332seit 2014                                                              | Helenenstraße 12 Standort KG: Weikersdorf                  | | BDA-Hist.: Q38124370 Status: Bescheid Stand der BDA-Liste: 2025-06-30 Name: Villa GstNr.: .32 |
| ja   | Datei hochladen | Thermalstrandbad HERIS-ID: 49516 Objekt-ID: 53295                                                            | Helenenstraße 19-21 Standort KG: Weikersdorf               | Mit dem im Jahr 1926 in nur 16 Wochen Bauzeit im Auftrag der Stadt nach Plänen des Architekten Alois Bohn auf dem Areal eines ehemaligen Sommersitzes errichteten Thermalstrandbad konnte Baden seine Rolle als Kurort ausbauen. Die Architektur der Gebäude, eine Mischung aus spätem Sezessionismus und Neuer Sachlichkeit, ist trotz mehrerer Erneuerungen und Modernisierungen noch in weiten Teilen originalgetreu erhalten. | BDA-Hist.: Q2419818 Status: § 2a Stand der BDA-Liste: 2025-06-30 Name: Thermalstrandbad GstNr.: 41 Thermalstrandbad Baden |
| ja   | Datei hochladen | Villa Aichelburg HERIS-ID: 64722 Objekt-ID: 77465                                                            | Helenenstraße 19-21 Standort KG: Weikersdorf               | Die Villa Aichelburg ist eine Biedermeiervilla vom Anfang des 19. Jahrhunderts und wird Joseph Kornhäusel zugeschrieben. | BDA-Hist.: Q20170610 Status: § 2a Stand der BDA-Liste: 2025-06-30 Name: Villa Aichelburg GstNr.: 41 Villa Aichelburg (Baden bei Wien) |
| ja   | Datei hochladen | Villa HERIS-ID: 70221 Objekt-ID: 83333seit 2014                                                              | Helenenstraße 20 Standort KG: Weikersdorf                  | | BDA-Hist.: Q38124380 Status: Bescheid Stand der BDA-Liste: 2025-06-30 Name: Villa GstNr.: 48/6 |
| ja   | Datei hochladen | Villa HERIS-ID: 70222 Objekt-ID: 83334seit 2014                                                              | Helenenstraße 22 Standort KG: Weikersdorf                  | | BDA-Hist.: Q38124389 Status: Bescheid Stand der BDA-Liste: 2025-06-30 Name: Villa GstNr.: .86, 48/4 |
| ja   | Datei hochladen | Villa HERIS-ID: 70223 Objekt-ID: 83335seit 2014                                                              | Helenenstraße 26 Standort KG: Weikersdorf                  | | BDA-Hist.: Q38124399 Status: Bescheid Stand der BDA-Liste: 2025-06-30 Name: Villa GstNr.: .84, 47/5 |
| ja   | Datei hochladen | Villa Lonyay HERIS-ID: 70226 Objekt-ID: 83338seit 2014                                                       | Helenenstraße 34 Standort KG: Weikersdorf                  | | BDA-Hist.: Q38124428 Status: Bescheid Stand der BDA-Liste: 2025-06-30 Name: Villa Lonyay GstNr.: 33/2 Villa Helenenstraße 34, Baden |
| ja   | Datei hochladen | Hotel Esplanade HERIS-ID: 64657 Objekt-ID: 77397seit 2014                                                    | Helenenstraße 40 Standort KG: Weikersdorf                  | Das Hotel Esplanade ist ein späthistoristischer Bau mit Elementen der Schule Otto Wagners, es wurde 1912 von Eduard Prandl errichtet und 1925/26 durch Wladimir Walter erweitert. Der viergeschoßige Bau hat ein hohes Mansarddach mit einem großen Dachhäuschen, eine zweigeschoßige Doppelsäulenkolonnade vor einem zurücktretenden Mittelteil mit Balkonen. Die beiden Seitenrisalite sind durch einen turmartigen, von über drei Geschoße reichenden ionischen Pilastern flankierten Zwischenrisalit von der Hauptfassade abgesetzt. Der Speisesaal im Erdgeschoß des südlichen Seitenrisalits mit großen Fenstern, ein weiterer Speisesaal hofseitig. Im Hof steht eine Figurengruppe Nymphe mit jungem Satyr aus dem Jahre 1926. | BDA-Hist.: Q38107740 Status: Bescheid Stand der BDA-Liste: 2025-06-30 Name: Hotel Esplanade GstNr.: .25 Hotel Esplanade, Baden |
| ja   | Datei hochladen | Erzherzog-Wilhelm-Gedenkpfeiler HERIS-ID: 64658 Objekt-ID: 77398                                             | bei Helenenstraße 40 Standort KG: Weikersdorf              | Am 29. Juli 1894 verunglückte Erzherzog Wilhelm in der heutigen Helenenstraße (etwa vor ON 23) bei einem Reitunfall. Zum ersten Todestag stiftete Erzherzog Eugen, der Neffe und Erbe des Verunglückten, ein Denkmal, eine vom Wiener Baumeister, Architekten und Steinmetz Paul Wasserburger (1824–1903) errichtete Gedenksäule, welche am 29. Juli 1895 kirchlich eingesegnet und vom Spender in das Eigentum der Gemeinde Weikersdorf übertragen wurde, diese verpflichtend, das Denkmal immerwährend zu erhalten. Die Gedenksäule sollte ursprünglich direkt am Unglücksort aufgestellt werden, wurde jedoch aus verkehrstechnischen Rücksichten unweit davon, an der Ecke Helenenstraße zur Hildegardbrücke, platziert. Die Inschrift an der Tafel auf der Vorderseite des Sockels lautet: Erzherzog Wilhelm von Oesterreich Hoch- und Deutschmeister † 29. Juli 1894 – Das Andenken des Gerechten währet ewiglich. Psalm CXI (6) Der mit neugotischem Lanzengitter eingefriedete polygonale Steinpfeiler mit Knospenkapitell auf Sockel trägt einen reich gestalteten baldachinartigen Tabernakel (Kielbögen über frei stehenden Säulchen, darauf turmartiger Aufsatz mit Kreuzblumen), dessen im Inneren mittig angebrachte Figur schon mehrmals gestohlen worden ist. Zum 100. Todestag, 1994, wurde die Gedenksäule gemäß Schenkungsverpflichtung renoviert. | BDA-Hist.: Q38107750 Status: § 2a Stand der BDA-Liste: 2025-06-30 Name: Erzherzog-Wilhelm-Gedenkpfeiler GstNr.: 39/3 Erzherzog Wilhelm Gedenkpfeiler |
| ja   | Datei hochladen | Anlage Schloss Weikersdorf/Doblhoff HERIS-ID: 33668 Objekt-ID: 31344                                         | Schlossgasse 9-13 Standort KG: Weikersdorf                 | 1692 erwarb Franz Anton Edler die 1683 abgebrannte Burg, deren Entstehungszeit unbekannt ist, und ließ sie zu einem Renaissanceschloss umbauen. Der fünfseitige, dreigeschoßige Bau mit viergeschoßigem Torturm war ursprünglich von einem Wassergraben umgeben. Zu den ältesten Teilen zählt der von außen nicht mehr erkennbare Stumpf des Bergfrieds aus der Mitte des 13. Jahrhunderts. In den 1970er Jahren wurde die Anlage zu einem Hotel umgebaut. | BDA-Hist.: Q788329 Status: Bescheid Stand der BDA-Liste: 2025-06-30 Name: Anlage Schloss Weikersdorf/Doblhoff GstNr.: .2/1, 48/17, 2, 48/1, .4 Schloss Weikersdorf                                                                                                  |